# Alpine F1 Team
Das Alpine F1 Team ist ein zum französischen Automobilhersteller Renault gehörender Motorsportrennstall, der seit 2016 an der Formel-1-Weltmeisterschaft teilnimmt. In der Saison 2025 tritt Alpine mit Pierre Gasly und Franco Colapinto, der zum siebten Rennen Jack Doohan ersetzte, an.
Es ist bereits das dritte Werksteam des französischen Unternehmens; Renault war bereits von 1977 bis 1985 als Équipe Renault und von 2001 bis 2009 als Renault F1 in der Formel 1 engagiert. Ab 2016 stieg Renault als Renault Sport F1 Team ein drittes Mal in die Formel 1 ein und zur Saison 2021 erfolgte ein Rebranding zugunsten der Konzernmarke Alpine. Betrieb und Entwicklung der Rennwagen werden durch das im Whiteways Technical Centre im britischen Enstone beheimatete Unternehmen Alpine Racing Limited durchgeführt, die direkt von Renault entwickelten Werksmotoren entstehen im französischen Viry-Châtillon.
Größter Erfolg als Werksteam sind zwei Fahrerweltmeisterschaften durch Fernando Alonso und der gleichzeitige Gewinn der Konstrukteurstitel in den Saisons 2005 und 2006. Darüber hinaus ist Renault einer der erfolgreichsten Hersteller von Formel-1-Motoren. Als Werkspartner von Teams wie Williams, Benetton und Red Bull gewann Renault zwischen 1992 und 2013 insgesamt neun Fahrerweltmeisterschaften. Renault etablierte Ende der 1970er-Jahre die wegweisende Turbo-Technologie im Grand-Prix-Sport und ermutigte zahlreiche weitere Automobilhersteller zum Einstieg in die höchste Motorsportklasse als Motorenlieferanten.

## Vorgeschichte: Formule Renault und Formel 2
Der französische Staatskonzern Renault spielte in den 1970er-Jahren eine zentrale Rolle im nationalen Motorsport. Ausgangspunkt für Renaults Motorsport-Engagement war die ab 1968 in Frankreich ausgetragene Rennserie Formule France, eine Markenformel, die unterhalb der Formel 3 angesiedelt war und bis 1970 von der Fédération Française du Sport Automobile (FFSA) organisiert wurde. In der Serie wurden Einheitsmotoren verwendet, die von einem Triebwerk des Renault 8 abgeleitet waren. Mit Ablauf des Jahres 1970 beendete die FFSA ihre Beteiligung an der Formule France; daraufhin übernahm Renault die Organisation. Ab 1971 erhielt sie die Bezeichnung Formule Renault. Bekannte Fahrer waren René Arnoux, Jacques Laffite, Michel Leclère, Didier Pironi und Patrick Tambay. Einige von ihnen fuhren später auch in der Formel 1 für Renault.
Zu Beginn der 1970er-Jahre wandte sich Renault der Formel 2 zu. Unter der Leitung von Bernard Dudot wurde ein Sechszylindermotor entwickelt, der in der europäischen Meisterschaft ein paar Jahre lang eine Alternative zu den weit verbreiteten BMW-Vierzylindern darstellte. Ab 1974 setzte das von Jean Sage geleitete Team Ecurie Elf bzw. Elf Switzerland Renault-Motoren für Jean-Pierre Jabouille ein, der mit 1976 mit ihnen die Formel-2-Meisterschaft gewann. Der Rennstall genoss indirekte Werksunterstützung: Der mit Renault eng verbundene Sportwagenhersteller Alpine war an der Entwicklung der vom Team eingesetzten Rennwagen beteiligt.
Ab 1978 wurden Renault-Motoren nur noch sehr vereinzelt in der Formel 2 verwendet.

## Die Équipe Renault in der Turbo-Ära

### 1977 bis 1985: Die Turbo-Ära
Die erste Phase des werksseitigen Engagements begann in den späten 1970er-Jahren und dauerte nahezu ein Jahrzehnt an. In dieser Zeit revolutionierte Renault die Formel 1 durch die Einführung turbogeladener Motoren. Die Turbotechnologie war für mehrere Jahre ein Alleinstellungsmerkmal des Renault-Teams, das anfänglich von den Konkurrenten belächelt wurde. Vom ersten Rennen bis zum ersten Sieg vergingen zwei Jahre, in denen Renault viel Kritik und Spott über sich ergehen lassen musste. Der Teammanager Jean Sage beschrieb das Engagement in den ersten beiden Jahren als „schmerzvollen Weg“. In dieser Zeit investierte Renault viel Geld in die Weiterentwicklung des technischen Konzepts, dessen Überlegenheit sich erst nach Überwindung der schwersten Zuverlässigkeitsmängel und im Zusammenhang mit dem zeitgleich aufkommenden Bodeneffekt zeigen sollte. Als sich Konkurrenten wie BMW, Ferrari, Honda oder Porsche ernsthaft der Turbotechnologie zuwandten, hatte Renault bereits einen Erfahrungsvorsprung von mehreren Jahren. Trotz dieses Vorsprungs gelang es Renault allerdings nicht, in der Turbo-Ära die Fahrer- oder Konstrukteursweltmeisterschaft zu gewinnen.

#### 1975–1976: Entwicklung eines neuen Antriebskonzepts

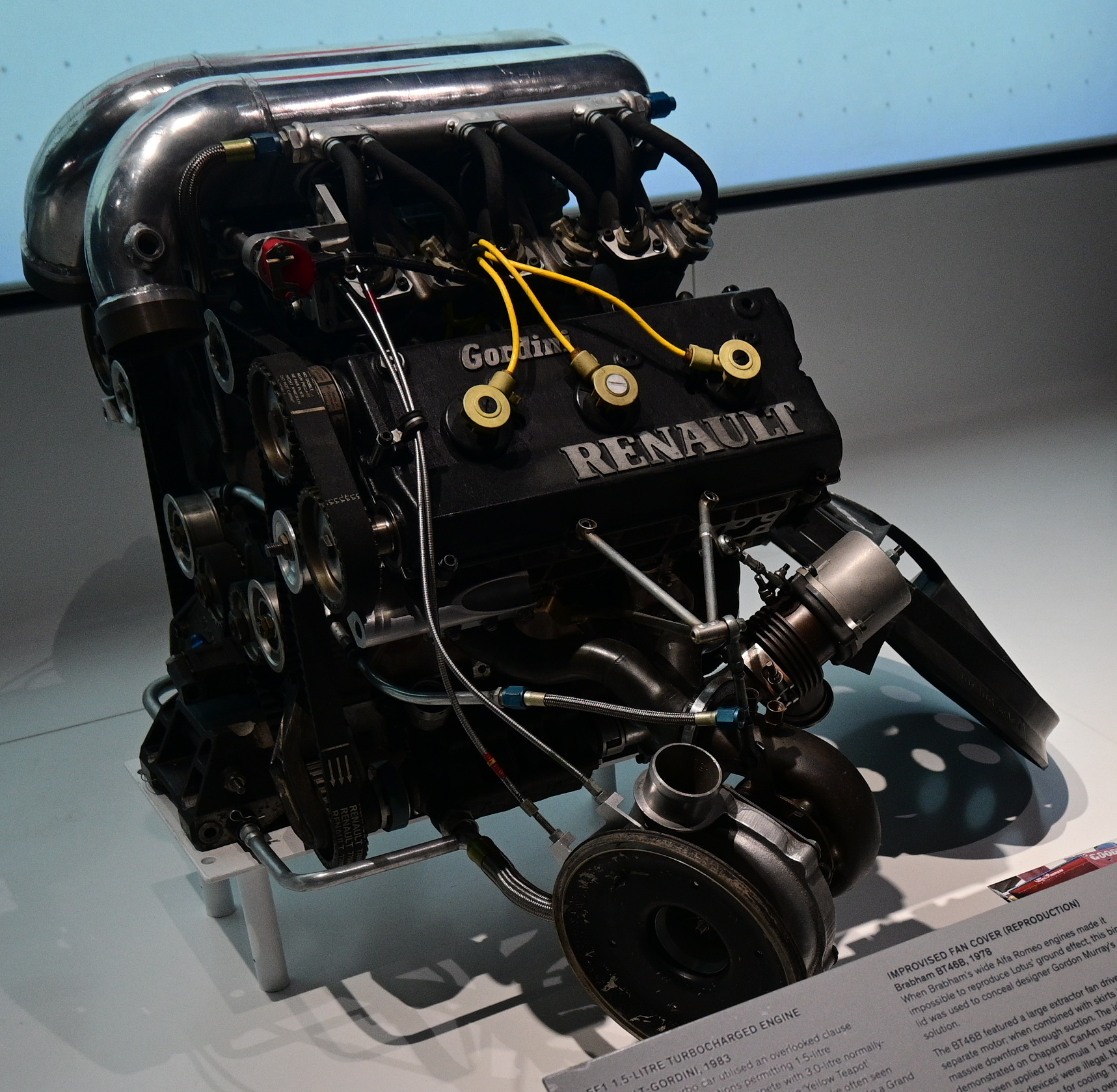
Der Renault-Gordini EF1-Turbomotor

Nach den Erfolgen in kleineren Motorsportklassen entschloss sich Renaults damaliger PDG Bernard Hanon im Sommer 1975 zu einer Ausweitung des Engagements in die Formel 1. Es fiel die Entscheidung, mit einem gänzlich neuen Konzept in der Formel 1 anzutreten. Der Motorenkonstrukteur Bernard Dudot machte sich für eine Einführung der Turbotechnologie in die Formel 1 stark. 1,5-Liter-Motoren mit Turbolader waren vom Formel-1-Reglement als Alternative zu den 3,0-Liter-Saugmotoren seit 1966 zugelassen, bis zu diesem Zeitpunkt aber von keinem Motorenhersteller verwendet worden. In anderen Motorsportklassen kamen Turbomotoren dagegen bereits seit einiger Zeit mit überzeugenden Ergebnissen zum Einsatz. In der US-amerikanischen Formel-Meisterschaft der 1970er-Jahre gehörten aufgeladene Motoren von Offenhauser zum Standard; Bei europäisch geprägten Sportwagenrennen überzeugte unter anderem der Porsche 917 mit Leistungen von bis zu 810 kW (1100 PS). Hanon stimmte diesem Antriebskonzept in der Erwartung zu, die technische Kompetenz Renaults unter Beweis stellen zu können.
Die Entwicklung des Turbotriebwerks oblag Bernard Dudot. Er leitete den Motor von dem ein paar Jahre zuvor konstruierten Zweiliter-Triebwerk der Formel 2 ab. Ab Frühsommer 1976 war der neue Motor einsatzbereit. Als Reverenz an Amedée Gordini, der in den 1950er Jahren ein eigenes Formel-1-Team unterhalten hatte und später die Motorsportaktivitäten Renaults verantwortete, wurde die Bezeichnung Renault-Gordini gewählt, die bis 1983 beibehalten wurde. Zur Unterscheidung der Varianten wurde die Typenbezeichnung EF mit aufsteigender Nummer gewählt, die auf den engen Entwicklungspartner Elf Aquitaine hinweist.
Die ersten Turbomotoren wurden 1976 in ein Chassis eingebaut, das Alpine kurz zuvor für ein potentielles eigenes Formel-1-Engagement aufgebaut hatte. Der von André de Cortanze konstruierte, schwarz lackierte Alpine A500 nutzte die Aufhängung des Alpine A442 und wies eine tonnenförmige Motorabdeckung auf. Er wurde zwischen Juni 1976 und Frühjahr 1977 von Jean-Pierre Jabouille auf mehreren französischen Rennstrecken sowie in Jarama eingehend getestet, bevor im Sommer 1977 der erste Einsatz bei einem Formel-1-Rennen erfolgte.

##### 1977: Debütsaison ohne Zielankunft
Renaults Werksteam, die Équipe Renault, debütierte in der Formel 1 beim Großen Preis von Großbritannien im Juli 1977. Renault war das erste rein französische Team der Formel 1: Chassis und Motor waren in Frankreich entwickelt worden, der Fahrer – Jean-Pierre Jabouille – war ein Franzose, und die Reifen (Michelin) und der Treibstoff (Elf) kamen ebenfalls aus Frankreich. Teamchef war Gérard Larrousse, Chefingenieur war André de Cortanze, und die Betreuung des Triebwerks lag in der Verantwortung von Bernard Dudot.
In der Debütsaison nahm das Team nur an fünf Rennen teil, die in erster Linie der Erprobung des Fahrzeugs dienten: Der gelb-schwarz lackierte Renault RS01, das erste Formel-1-Auto mit Abgasturbolader, war zu dieser Zeit noch ein Experimentierfahrzeug, das in seiner ersten Form noch starke Ähnlichkeit zu dem Alpine A500 aufwies und in der zweiten Hälfte des Jahres erheblich – und äußerlich deutlich wahrnehmbar – weiterentwickelt wurde.
Jabouille kam bei keinem einzigen Rennen des Jahres 1977 ins Ziel. Viermal fiel er nach einem technischen Defekt aus, einmal – beim Großen Preis von Kanada – verpasste er die Qualifikation. Das größte technische Problem war die mangelnde Zuverlässigkeit des Turbotriebwerks. Beim ersten Rennen in Silverstone hielt es 16 Runden, beim ersten Zeittraining in Kanada explodierte es bereits in der ersten Runde. Wegen der Defektanfälligkeit des Motors und seiner Neigung, unter starker Rauchbildung zu versagen, erhielt der Renault RS01 in der Presse den Spitznamen „La théière jaune“ (der gelbe Teekessel).

##### 1978: Die ersten Punkte für ein Formel-1-Auto mit Turbomotor

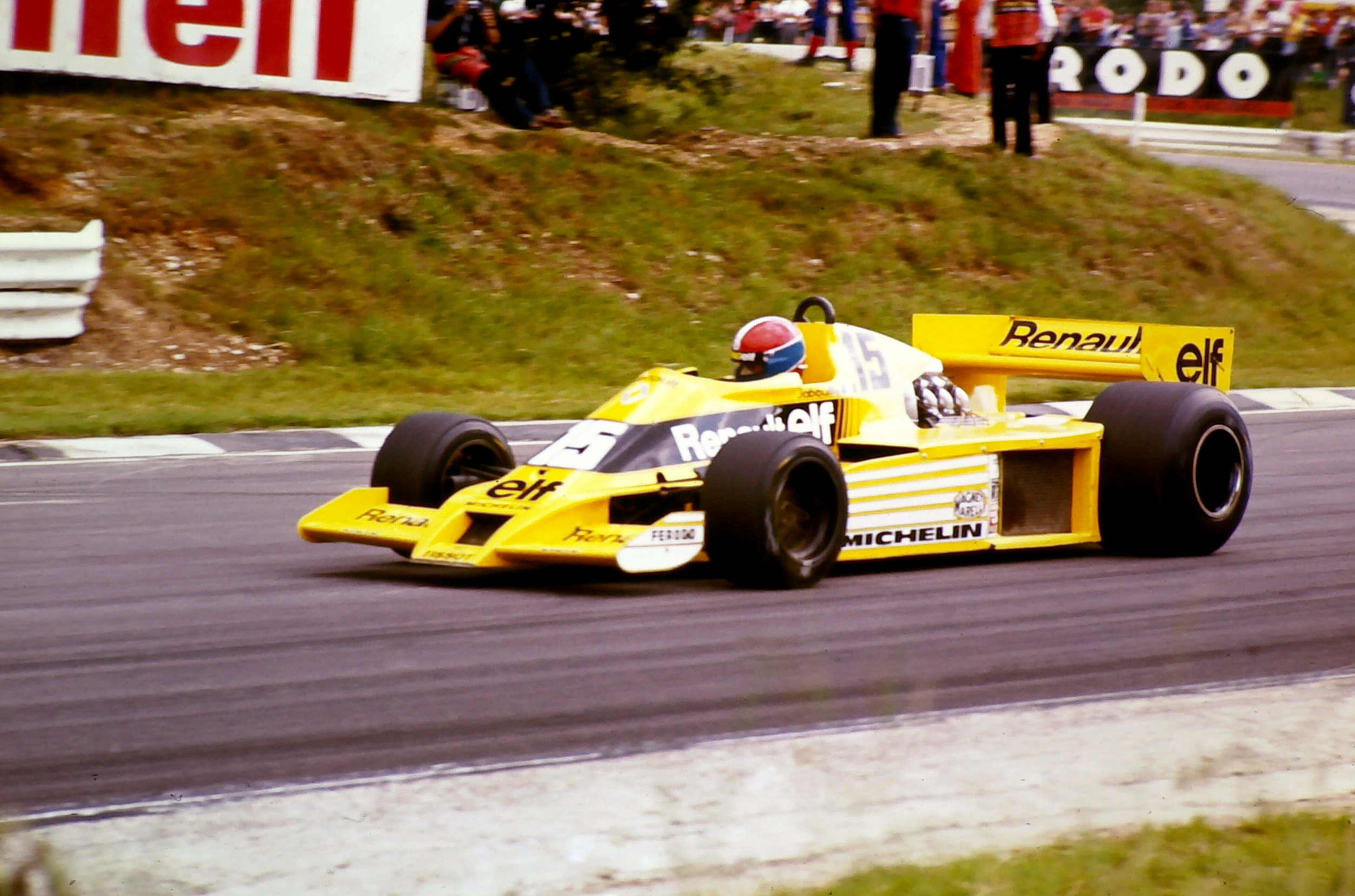
...und im verbesserten RS01 in Großbritannien, 1978

In der Formel-1-Saison 1978 trat Renault erneut mit dem RS01 an, dessen Mechanik und Karosserie stark überarbeitet worden war. Einziger Fahrer des Teams war weiterhin Jean-Pierre Jabouille. Renault ließ die beiden südamerikanischen Rennen aus, die die Saison 1978 einleiteten, und trat in diesem Jahr erstmals in Südafrika an. In den Qualifikationsläufen konnte Renault bald schon gute Resultate erzielen, Jabouille ging im Regelfall von der ersten Hälfte des Starterfeldes aus in die Rennen. Beim Großen Preis von Südafrika fuhr er die sechstschnellste Trainingszeit, auf dem Österreichring und in Monza qualifizierte er sich sogar für den dritten Startplatz. Gleichwohl konnte Renault diese Startpositionen nur selten in Rennerfolge umsetzen. Wie schon im Jahr zuvor war die Saison von zahlreichen technisch bedingten Ausfällen geprägt. Jabouille fiel von den 14 Rennen, an denen das Team teilnahm, neunmal aus, darunter siebenmal in Folge vom Großen Preis von Schweden im Juni bis zum Großen Preis der Niederlande im August. Renault kam 1978 nur bei fünf Rennen ins Ziel.
Die erste Zielankunft eines turbogetriebenen Formel-1-Autos gab es beim Großen Preis von Monaco. Auf dem Stadtkurs, auf dessen kurzen Geraden Turbomotoren ihren Leistungsvorteil nicht ausspielen konnten, kam Jabouille mit vier Runden Rückstand auf den Sieger Patrick Depailler (Tyrrell) als Zehnter ins Ziel. Beim vorletzten Saisonrennen, dem Großen Preis der USA am 1. Oktober 1978, konnte Renault dann endlich die „verdienten Früchte seiner Arbeit“ ernten: Nach einem fehlerlosen Rennen kam Jabouille als Vierter ins Ziel. Ein Zieleinlauf als Dritter und damit ein Platz auf dem Podium war dort lange im Bereich des Möglichen gewesen, allerdings war Jabouille durch nachlassende Bremsen und einen sehr hohen Benzinverbrauch gezwungen, in den letzten Runden langsam zu fahren. Renault beendete die Saison mit drei Weltmeisterschaftspunkten als Zwölfter der Konstrukteurswertung.

##### 1979: Der erste Sieg

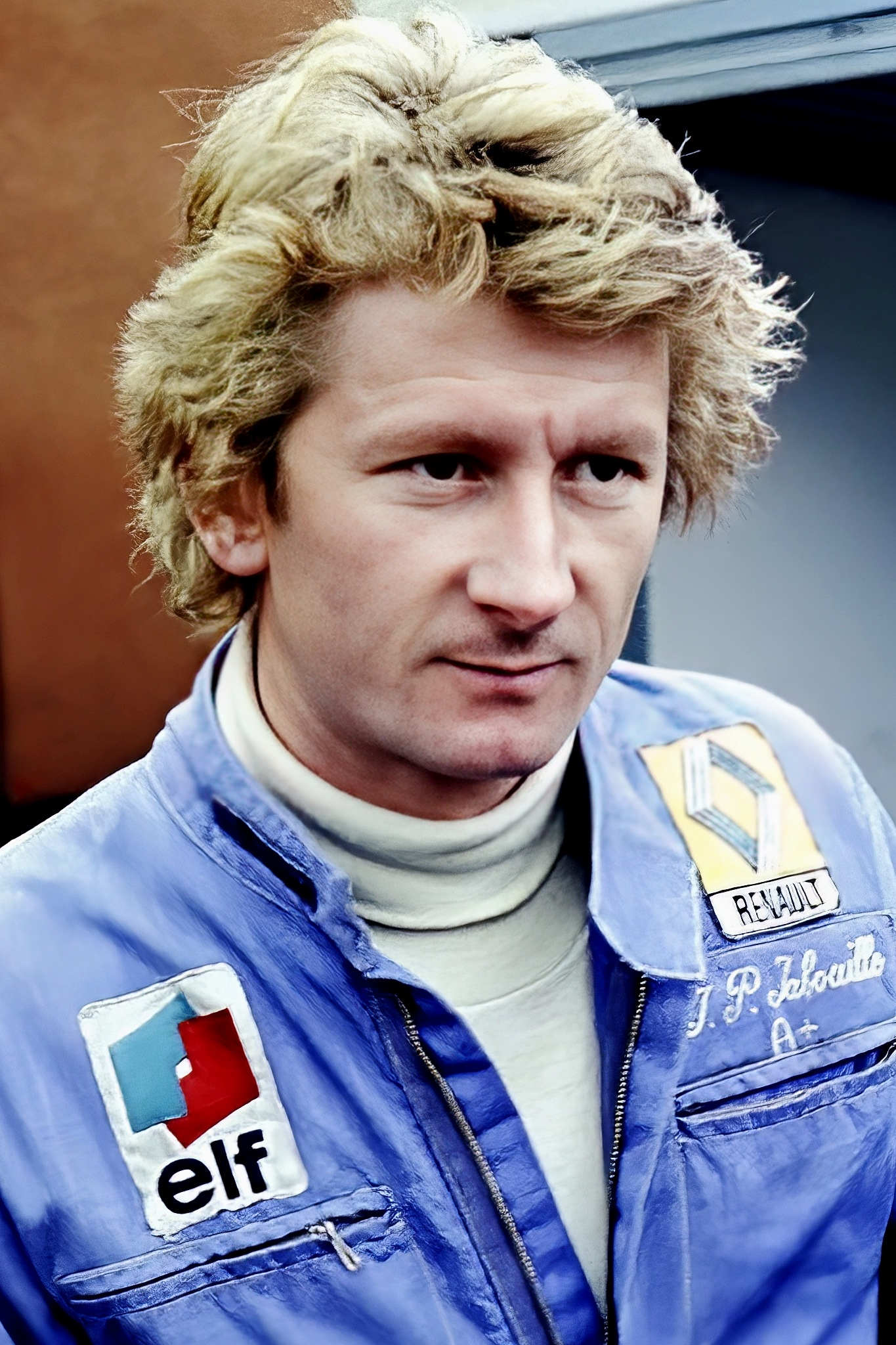
Erster Pilot, der einen Formel-1-Lauf mit einem Turbo-Auto gewann: Jean-Pierre Jabouille

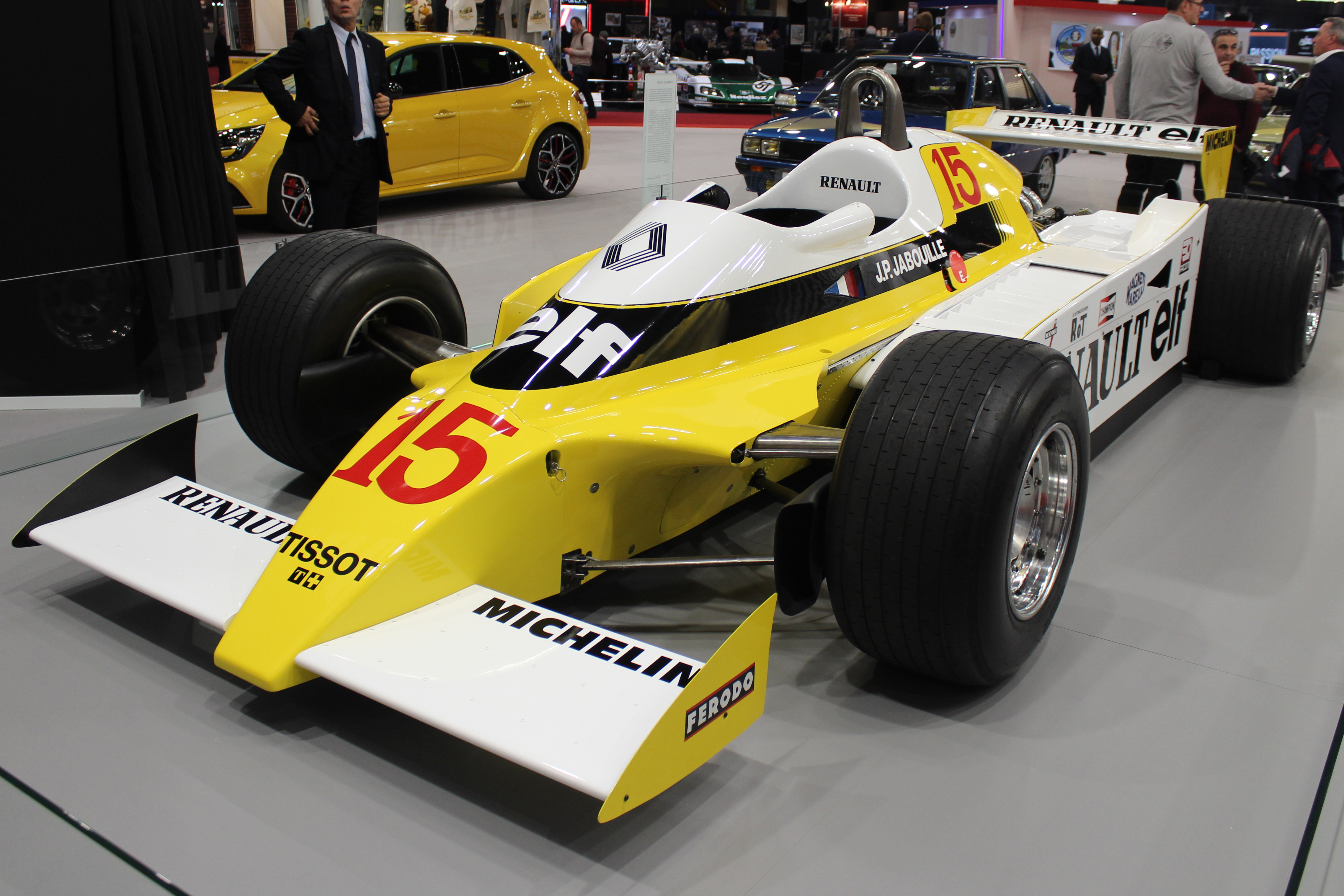
Historischer RS10, mit dem Jabouille den ersten Formel-1-Sieg für Renault einfuhr

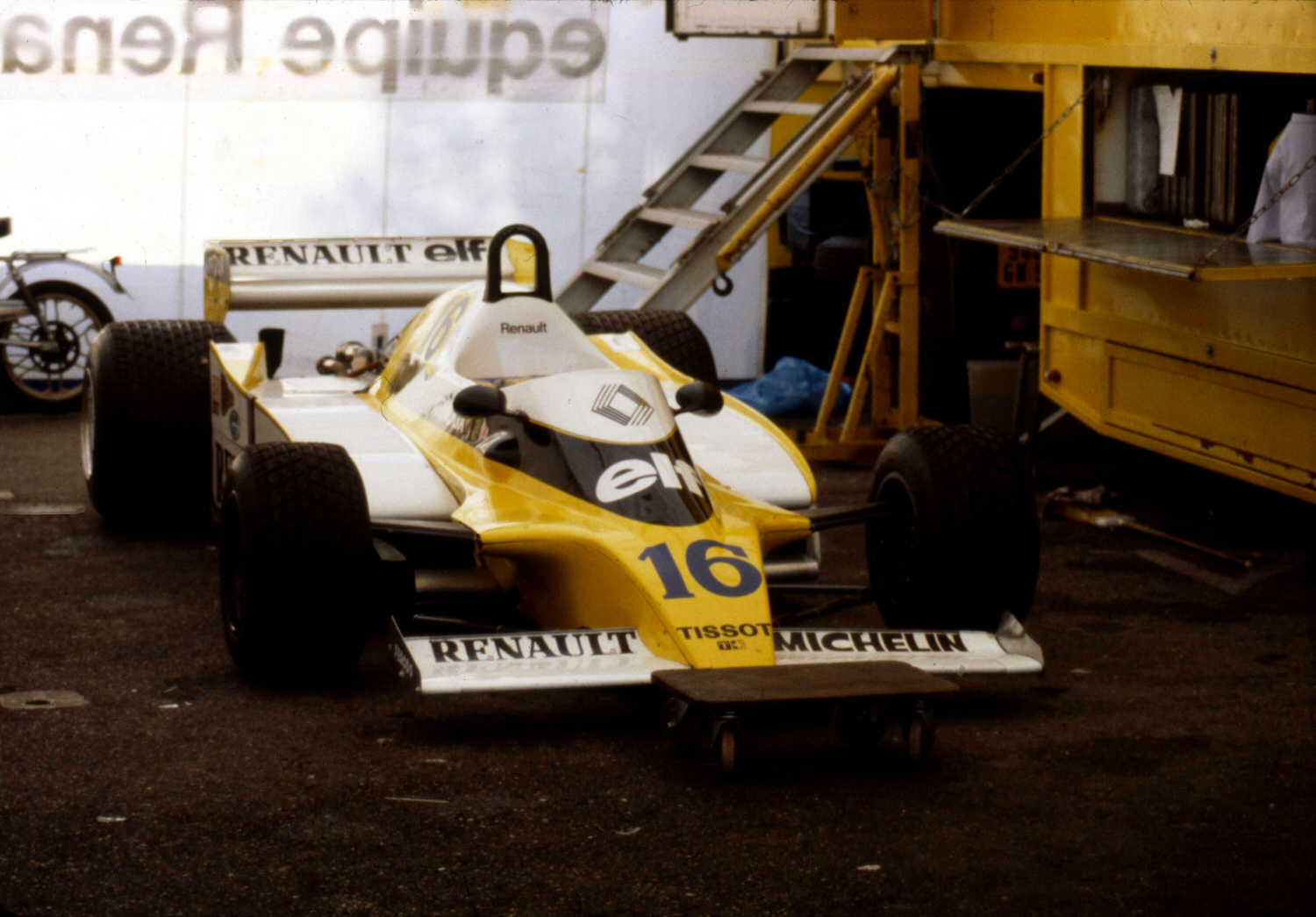
Arnoux' RS10 an den Boxen beim Großen Preis von Monaco 1979

In seiner dritten Saison trat Renault erstmals mit zwei Fahrern an. Neben Jabouille meldete das Team den Franzosen René Arnoux, der sein Formel-1-Debüt im Jahr zuvor mit dem Martini Mk23 für Automobiles Martini gegeben hatte. Als Einsatzfahrzeug erschien in den ersten vier Rennen noch der erneut überarbeitete RS01, danach meldete Renault den unter der Leitung von Michel Tétu vollständig neu konstruierten RS10. Bei ihm handelte es sich um ein Fahrzeug mit Ground-Effect, der breite Seitenkästen mit umgekehrten Flügelprofilen trug, wodurch deutlich mehr Anpressdruck und damit Bodenhaftung und Kurvengeschwindigkeit gewonnen wurde als mit herkömmlichen Spoilern. Auch der Motor war verbessert worden; Er verfügte nun über zwei KKK-Turbolader, leistete 520 PS und hatte ein besseres Ansprechverhalten. Renault baute vier Fahrzeuge nach diesem Muster auf, die als RS10, RS11, RS12 und RS14 bezeichnet wurden.
Die Zuverlässigkeit der Renaults war noch immer problematisch: Jabouille kam bei 15 Weltmeisterschaftsläufen nur viermal ins Ziel, dreimal davon mit einem RS10. Gleichwohl zeichnete sich 1979 das Potential der Kombination von Turbomotor und Ground Effect deutlich ab. Nachdem Jabouille bereits in Südafrika mit dem RS01 die erste Pole-Position für das Team erreicht hatte, konnten sich die Renault-Fahrer in der zweiten Saisonhälfte wiederholt für die erste Startreihe qualifizieren. Jabouille erreichte drei weitere Pole-Positionen (Frankreich, Deutschland, Italien), Arnoux zwei (Österreich, Niederlande). In Frankreich und Italien starteten die Renaults von Position eins und zwei. René Arnoux beendete die Grands Prix von Großbritannien und der USA (Ost) jeweils als Zweiter.
Das erfolgreichste Rennen des Jahres war das Heimrennen, der Große Preis von Frankreich, auf dem Kurs von Dijon-Prenois. Hier fuhr Jabouille den ersten Sieg eines Formel-1-Autos mit Turbomotor heraus. Aufgrund der höheren Motorleistung gelang es ihm in der Mitte des Rennens, den anfänglich führenden Ferrari-Piloten Gilles Villeneuve zu überholen. Er gab die Führung bis zum Schluss nicht wieder ab. In den letzten drei Runden des Rennens lieferten sich Villeneuve und der drittplatzierte Arnoux einen Kampf um Position zwei. Arnoux verfügte zwar über das stärkere Auto, musste aber mit gedrosselter Leistung fahren, um den Benzinverbrauch zu reduzieren. Beide gingen Rad an Rad in die letzte Runde und berührten sich mehrfach. Arnoux zog anfänglich an Villeneuve vorbei, musste sich aber schließlich geschlagen geben und kam als Dritter ins Ziel. Damit standen beide Renault-Fahrer bei ihrem Heim-Grand Prix auf dem Podium. Renault widmete den Sieg dem Andenken Amédée Gordinis, der fünf Wochen zuvor verstorben war.
Arnoux beendete die Saison 1979 mit 17 Punkten als Achter der Fahrerweltmeisterschaft, Jabouille wurde mit neun Punkten Dreizehnter. Renault schloss das Jahr als Sechster der Konstrukteursmeisterschaft ab.

##### 1980 und 1981: Auf dem Weg zum Spitzenteam

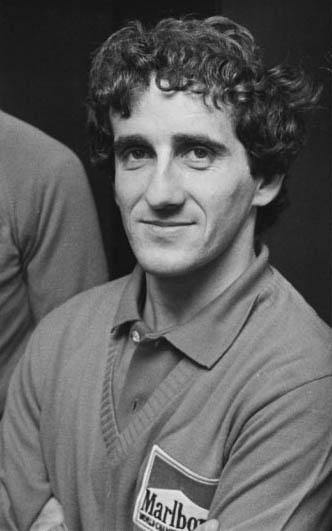
Alain Prost brachte Renault Anfang der 1980er-Jahre fast den Titelgewinn

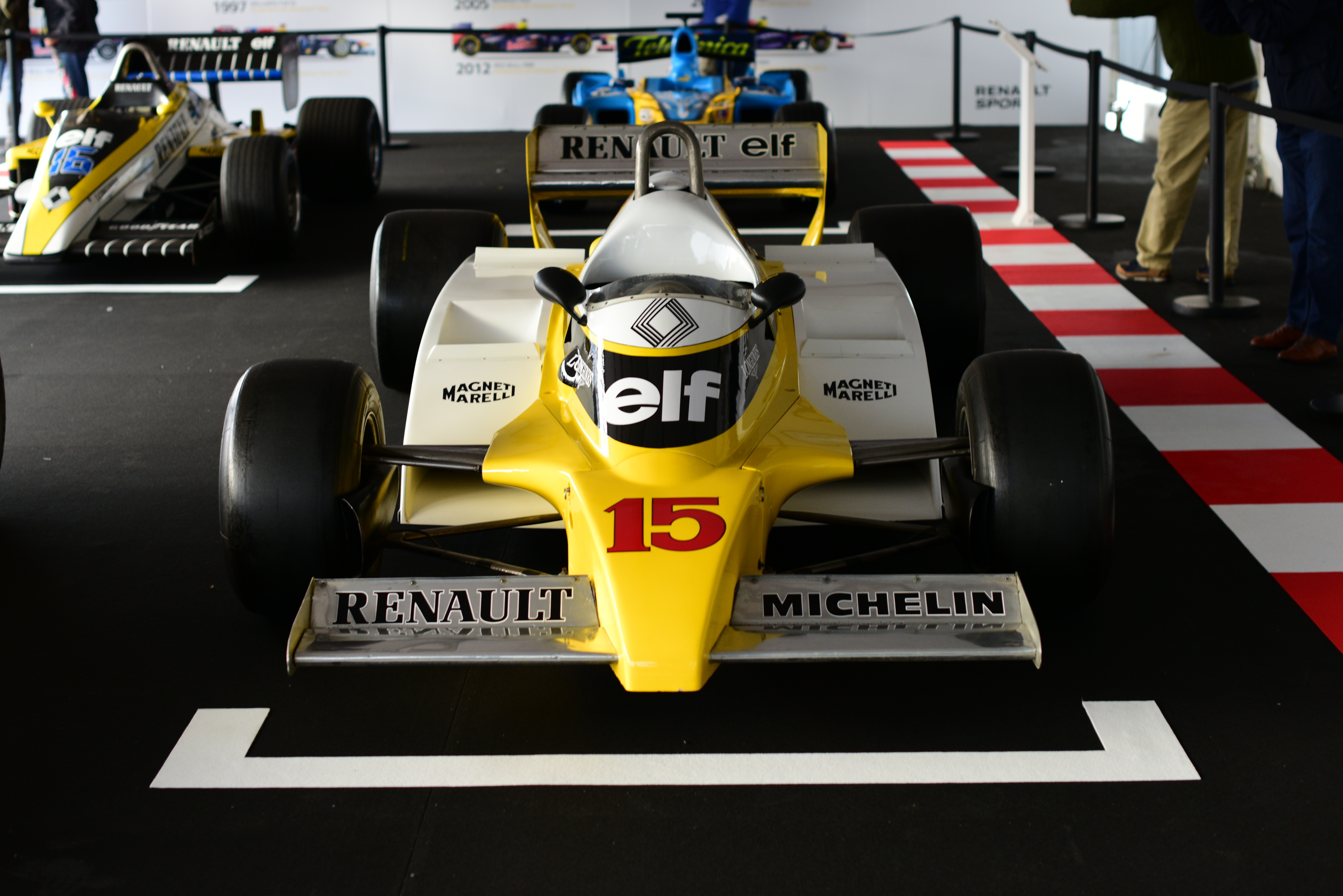
Der Renault RE20B von Alain Prost

In der Saison 1980 ging Renault mit dem neuen Fahrzeug RE20 und der bestehenden Fahrerpaarung aus Jean-Pierre Jabouille und René Arnoux an den Start. Insbesondere Arnoux zeigte sich stark verbessert. Er gewann zwei Rennen (Brasilien, Südafrika), errang einen weiteren zweiten Platz und führte nach dem Rennen in Südafrika die Fahrerwertung an. Nach dem starken Saisonstart ließ die Leistung allerdings wieder nach, und die Ausfälle häuften sich. Am Ende kam Arnoux mit 29 Punkten auf den sechsten Platz der WM-Wertung. Jabouille erlebte dagegen ein enttäuschendes, am Ende tragisches Jahr. Er fiel in allen Rennen bis auf zwei aus. Hierunter fällt auch sein Sieg in Österreich, der gleichzeitig seine einzige Ankunft in den Punkterängen darstellte. Beim vorletzten Saisonrennen in Kanada schließlich verunfallte Jabouille infolge eines Aufhängungsschadens schwer und erlitt so komplizierte Beinbrüche, dass seine Formel-1-Karriere faktisch beendet war (ein Comebackversuch im Folgejahr bei Ligier brachte keinen Erfolg). Am Saisonende kam Renault mit 38 Punkten auf Platz 4 der Konstrukteurswertung.
Mit der Verpflichtung des französischen Supertalents Alain Prost von McLaren, der für Jabouille ins Team kam, gelang Renault 1981 der große Wurf. Insbesondere mit dem ab dem sechsten Rennen der Saison eingesetzten RE30 konnte Prost überzeugen und in der Saison insgesamt drei Siege (Frankreich, Niederlande, Italien) sowie zwei zweite Plätze einfahren, hinzu kam noch ein dritter Platz mit dem überarbeiteten Vorjahresfahrzeug RE20B. Damit hatte Prost bis zum vorletzten Saisonrennen noch Chancen auf die Fahrermeisterschaft und wurde am Ende mit 43 Punkten und lediglich 7 Punkten Rückstand auf den Weltmeister Nelson Piquet Fünfter der Fahrerwertung. René Arnoux war 1981 mit 11 Punkten, darunter einem zweiten Platz, weniger erfolgreich, dank seiner Leistung kam Renault allerdings mit insgesamt 54 Punkten auf Platz 3 der Konstrukteurswertung. Neben Renault setzten in diesem Jahr mit Ferrari (Ferrari 126CK) und Toleman erstmals Konkurrenzteams Turbomotoren ein, kamen in der Gesamtwertung jedoch noch nicht an Renault heran. Allerdings konnte Ferrari-Pilot Gilles Villeneuve bereits zwei Rennen mit dieser für Ferrari neuen Motorentechnik gewinnen, sodass deutlich wurde, dass Renault mit seinem Turbokonzept eine Art Wettrüsten unter den etablierten Teams in Gang gesetzt hatte.

##### 1982 und 1983: Gescheiterte Favoriten

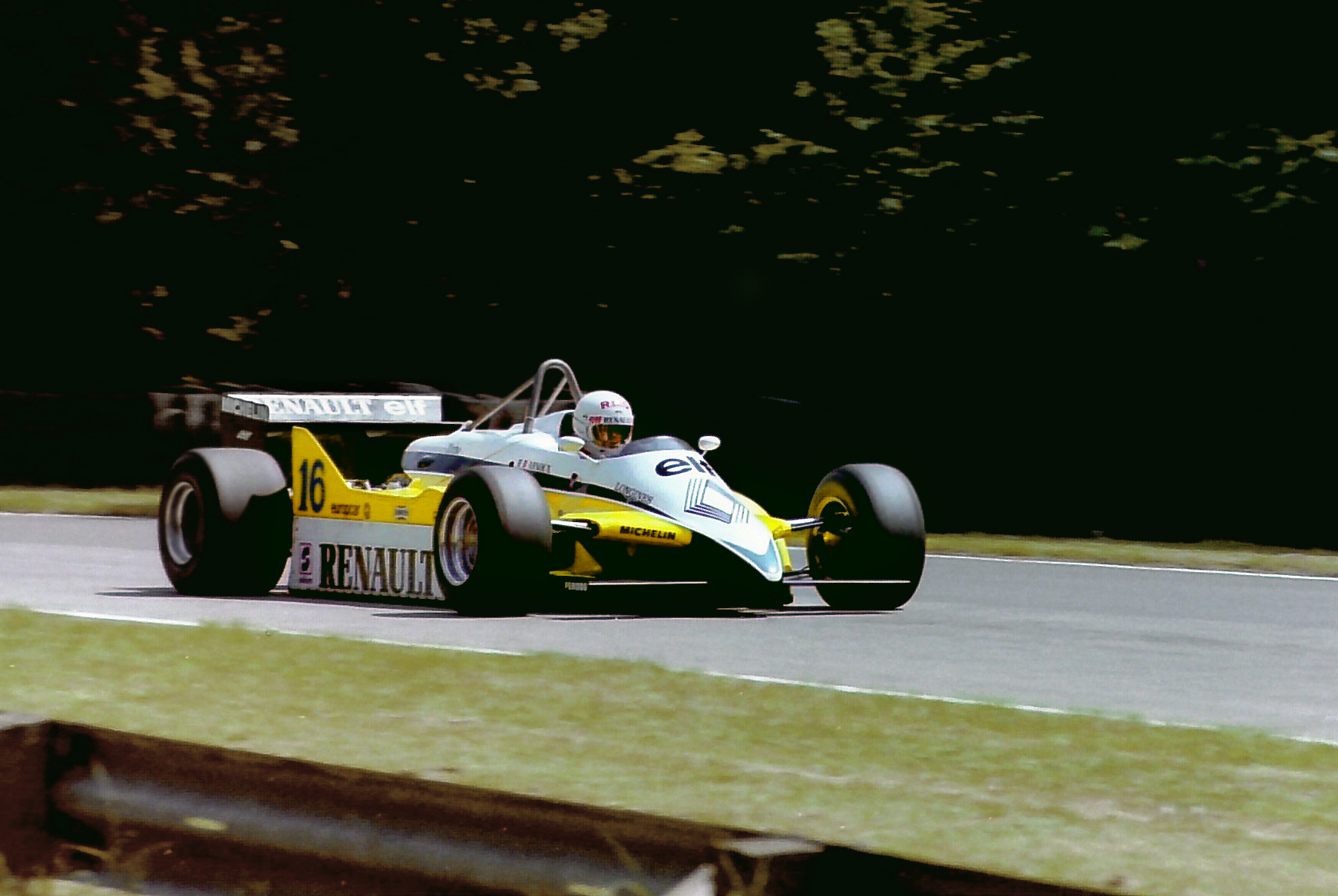
René Arnoux im RE30 beim Großen Preis von Großbritannien 1982

Zu Beginn der Saison 1982 galten Renault und Prost als Favoriten auf die jeweiligen Titel, zumal Prost bereits die ersten beiden Saisonrennen in Südafrika und Brasilien souverän gewinnen konnte, dabei jeweils auch die schnellste Rennrunde fuhr und zudem in Brasilien von der Pole-Position gestartet war (in Südafrika dagegen war der am Ende drittplatzierte Arnoux von dort gestartet). In der weiteren Saison allerdings machte wieder einmal die mangelnde Standhaftigkeit des überarbeiteten RE30B beiden einen Strich durch die Rechnung – nach diesem verheißungsvollen Auftakt vergingen sieben Rennen mit fünf Pole-Positions ohne eine einzige Zielankunft der Renault-Piloten. Erst in der zweiten Saisonhälfte besserte sich diese Lage, allerdings war es nun Arnoux, der Rennen gewann (Frankreich, Italien), während Prost lediglich noch zwei zweite Plätze und zwei weitere Punktplatzierungen erreichen konnte. In den Titelkampf konnten beide Piloten somit nicht mehr eingreifen. Prost kam am Ende mit 34 Punkten auf den vierten, Arnoux mit 28 Punkten auf den sechsten Platz der Fahrerwertung. Renault erreichte mit 62 Punkten Platz 3 der Konstrukteurswertung, während davor Ferrari mit 74 Punkten den ersten Konstrukteurstitel für ein Turbo-Fahrzeug gewinnen konnte.

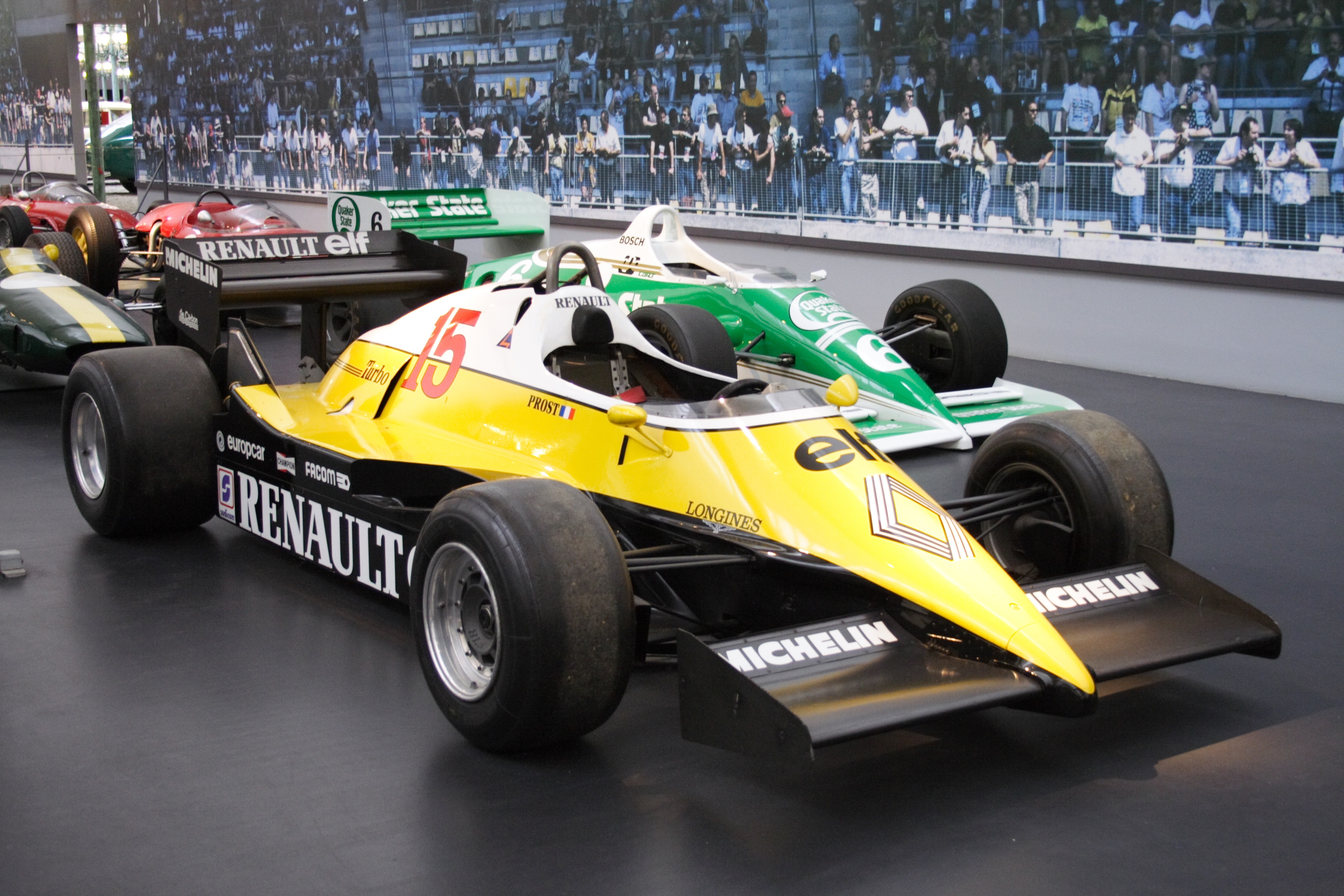
Renault RE40 von 1983

1983 wechselte Arnoux zu Ferrari. Renault holte dafür den US-Amerikaner Eddie Cheever ins Team, das mit dem neuen RE40 antrat. Insbesondere an Zuverlässigkeit konnte das Team deutlich gewinnen: Prost fiel in der ganzen Saison lediglich dreimal aus, Cheever immerhin noch bei sieben Rennen. Prost kam in jedem der ersten elf Saisonrennen ins Ziel, gewann vier Rennen und führte nach dem Rennen in Österreich souverän mit 14 Punkten Vorsprung auf Nelson Piquet. Dann allerdings begann die erwähnte Reihe von Ausfällen, wohingegen Piquet in den letzten vier Saisonrennen mit zwei Siegen und einem dritten Platz genug Punkte sammeln konnte, um beim Saisonfinale in Südafrika doch noch an Prost vorbeizuziehen und den ersten mit einem Turbomotor erreichten WM-Titel seinem Team Brabham und dem Motorenlieferanten BMW zu bringen. Somit blieb Prost trotz seiner 57 Punkte nur die Vizeweltmeisterschaft. Eddie Cheever erreichte weniger. Zwar errang er insgesamt vier Podiumsplatzierungen, aufgrund der zahlreichen Ausfälle standen für ihn am Ende aber lediglich 22 Punkte und der siebte Platz in der Fahrermeisterschaft zu Buche. Insgesamt erreichte Renault damit 79 Punkte, musste sich in der Konstrukteursmeisterschaft aber erneut dem Ferrari-Team geschlagen geben, dessen Fahrer René Arnoux und Patrick Tambay zusammen 10 Punkte mehr erreicht hatten. Das britische Team Lotus, das in diesem Jahr erstmals mit Renault-Kundenmotoren antrat, ließ das Werksteam allerdings deutlich hinter sich – der als erster Wagen des Traditionsrennstalls von diesen Motoren angetriebene 93T war problembehaftet, und der deutlich verbesserte 94T stand erst in der zweiten Saisonhälfte zur Verfügung.

##### 1984 und 1985: Niedergang und Rückzug

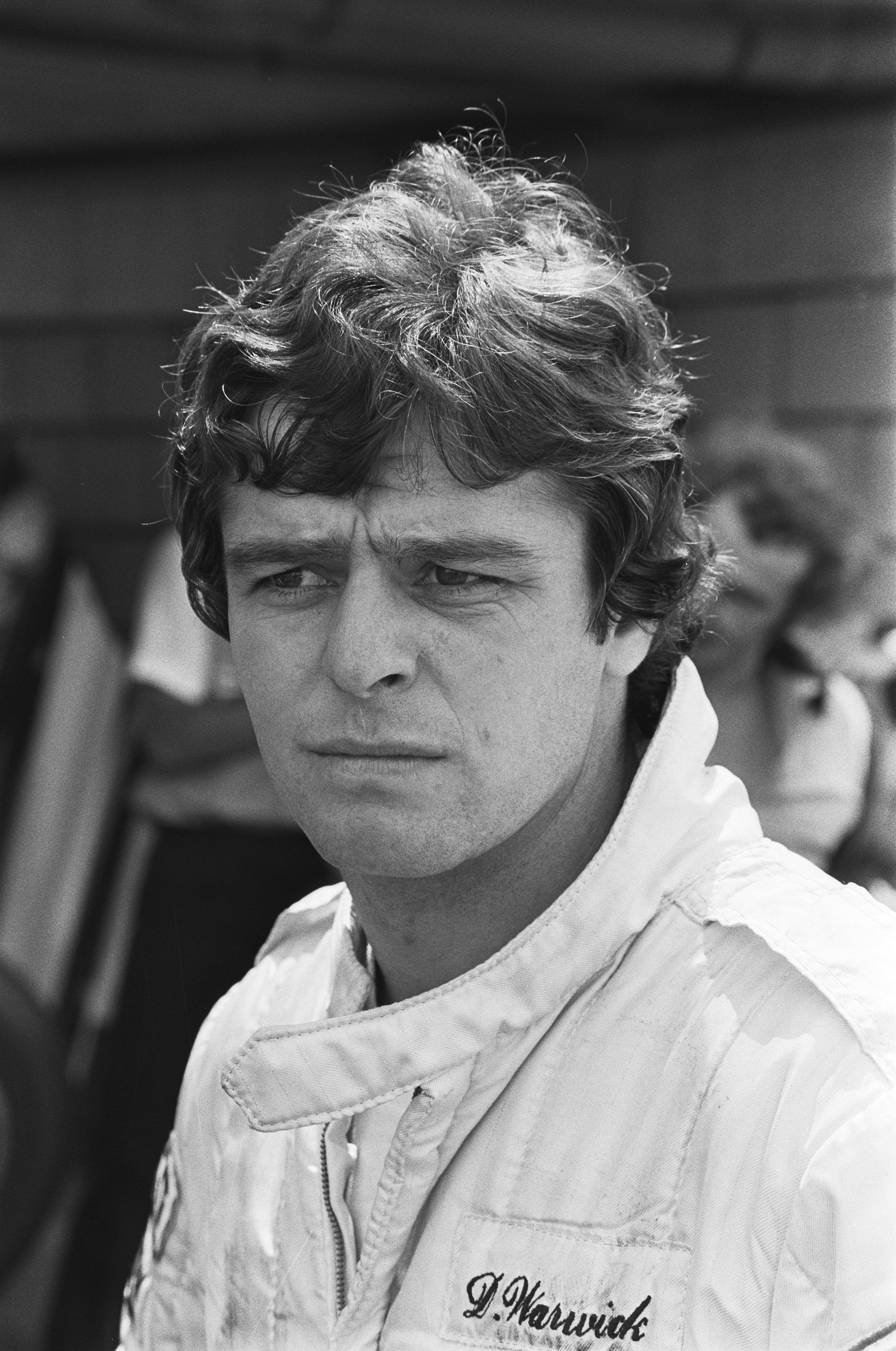
Derek Warwick erzielte 1985 die letzten WM-Punkte für das erste Renault-Werksteam

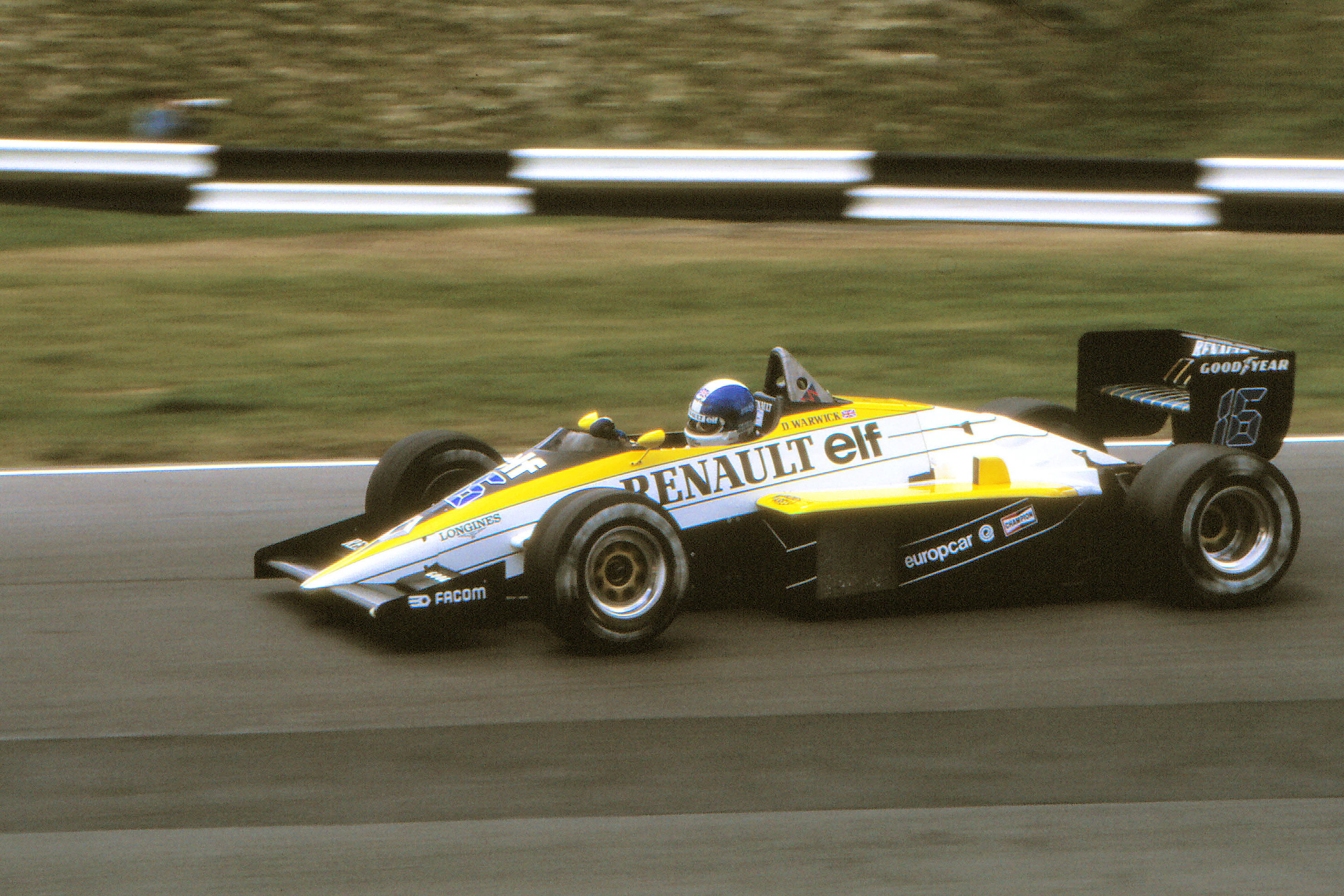
Derek Warwick im Renault RE60 im Training zum Großen Preis von Europa 1985

Streitigkeiten und gegenseitige Kritik angesichts der knapp verpassten Titel führten sehr bald nach Ende der Saison 1983 zur Trennung von Prost und Renault. Er kehrte daraufhin zu McLaren zurück, wohingegen Renault für seinen RE50 ein neues Fahrerduo aus Patrick Tambay und Derek Warwick zusammenstellte. Ersterer hatte im Vorjahr zu Ferraris Sieg in der Konstrukteursmeisterschaft beigetragen, letzterer hatte bei Toleman gegen Ende des Jahres 1983 eine deutlich aufsteigende Form gezeigt. Beide Fahrer konnten in der Saison 1984 allerdings die hohen Erwartungen nicht erfüllen; der Renault RE50 erwies sich als klarer Rückschritt im Vergleich zu den Vorjahren. Ausfälle aufgrund technischer Probleme wurden wieder häufiger, Pole-Positions und Siege gab es keine mehr, und die besten Saisonergebnisse waren wenige Podestplatzierungen. Mit lediglich 34 Punkten fiel Renault damit auf den fünften Platz der Konstrukteurswertung zurück. Sie mussten sich dabei zudem erstmals einem Kundenteam geschlagen geben, da das Team Lotus, das erstmals Motoren von Renault bezog, mit 13 Punkten mehr auf Platz 3 der Wertung kam. Von den Fahrern brachte Warwick die besseren Ergebnisse, aber auch die von ihm erzielten 23 Punkte reichten lediglich für Platz 7 in der Fahrerwertung. Renault musste sich
1985 setzte sich der Abschwung weiter fort. Dieselbe Fahrerpaarung erreichte mit dem Renault RE60 noch weniger. Nach dem ernüchternden Ergebnis der Vorsaison kam es zu großen personellen Umstrukturierungen auch im Hintergrund, allen voran dem Wechsel des bisherigen Chefdesigners Michel Têtu zur Équipe Ligier. Die Entwicklung des RE60 wurde dadurch sehr negativ beeinflusst, da es dem neuen Designteam um Jean-Marc d'Adda nicht gelang, den Wagen erfolgreich weiterzuentwickeln. Die Verpflichtung des amtierenden Weltmeisters Niki Lauda als Fahrer für 1985 war bis zur Unterzeichnung eines Vorvertrages gediehen, fand letztendlich aber nicht statt. Beste Saisonergebnisse waren zwei dritte Plätze von Patrick Tambay und nur noch vereinzelte Platzierungen in den Punkterängen. Am Saisonende fiel Renault mit nur 17 Punkten auf den siebten Platz der Konstrukteurswertung zurück. Das war auch deshalb bitter, weil diesmal mit Lotus (71 Punkte, Platz 4) und Ligier (23 Punkte, Platz 6) beide Renault-Motorenkunden besser abschnitten als das Werksteam.
Unter dem Eindruck dieser nachlassenden Leistungen zog sich Renault als Konstrukteur vorerst aus der Formel 1 zurück und konzentrierte sich stattdessen auf die Motorenentwicklung. Bestände des Renault-Teams wurden anschließend an den Rennstall Automobiles Gonfaronnaises Sportives (AGS) verkauft, der die vorhandene Technik für seinen eigenen Formel-1-Auftritt ab der Folgesaison nutzte.

## Das Renault F1 Team der 2000er-Jahre

### Vorgeschichte

Logo in den 2000er-Jahren

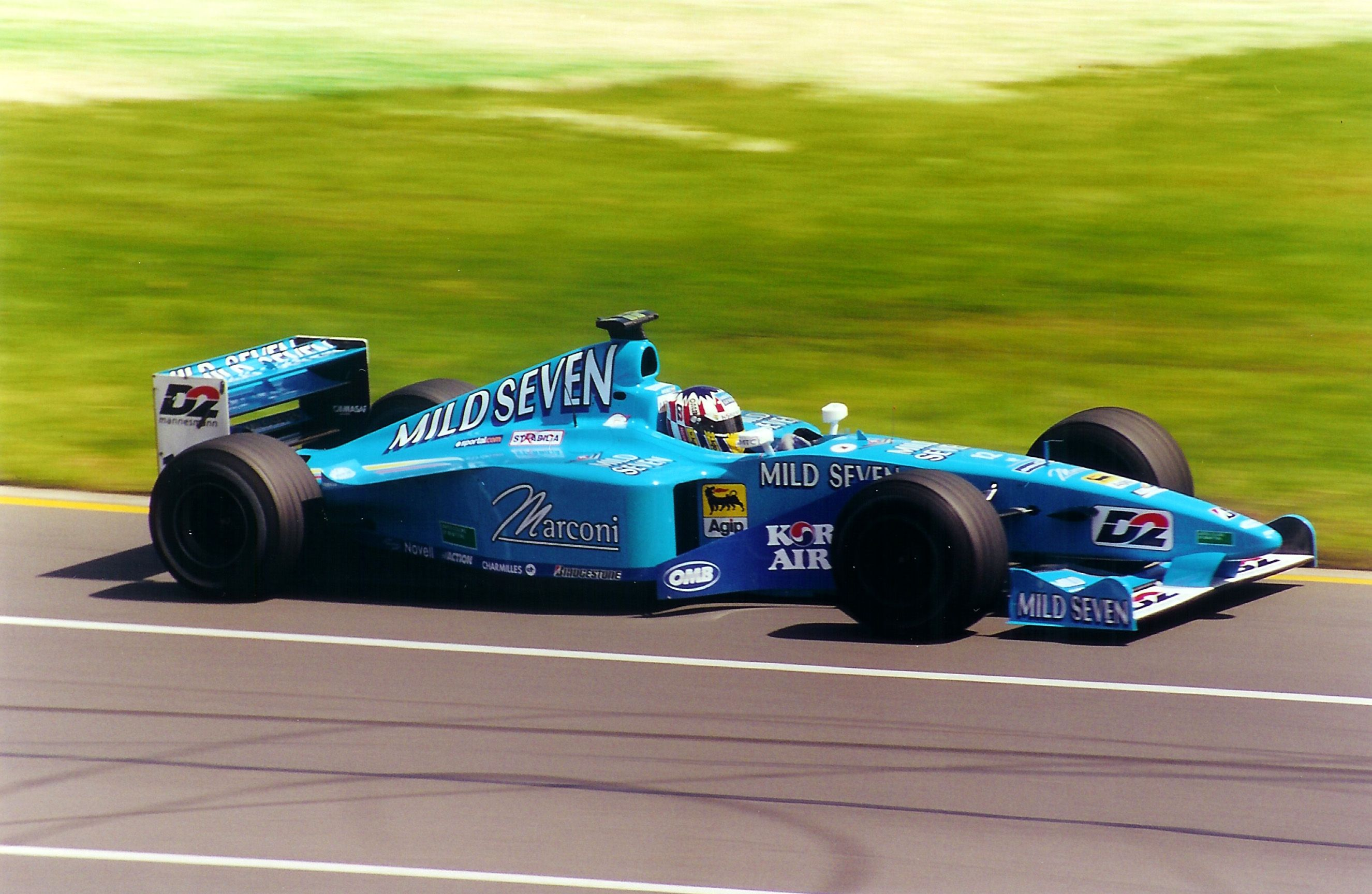
Die ersten beiden Jahre als Benetton-Besitzer trat Renault noch nicht voll in Erscheinung

Nach dem Ruckzug als Werksteam im Jahr 1985 hatte Renault sein Motorenprogramm für die Formel 1 weitergeführt und war bis Mitte der 1990er-Jahre an insgesamt vier Konstrukteursmeisterschaften, drei Fahrertiteln und zahlreichen Siegen beteiligt. Mit Williams und Benetton Formula hatte der Konzern zudem ab 1995 die beiden schnellsten Teams unter Vertrag. Aufgrund wirtschaftlicher Faktoren entschloss sich Renault allerdings im Sommer 1996 zur Beendigung des Engagements in der Königsklasse und kündigte die Einstellung der Motorenentwicklung zum Saisonende 1997 an. Die Unternehmen Mecachrome, bereits in den Vorjahren für die Produktion der Kundenmotoren von Renault unter Vertrag, sowie Supertec stellten den Weiterbetrieb der Motoren für die Saisons 1998 bzw. 1999 und 2000 sicher, wenn auch ohne direkte Werksunterstützung oder Weiterentwicklung. Die Option wurde neben den bisherigen Renault-Kundenteams Williams und Benetton in der Saison 2000 auch von Arrows Grand Prix wahrgenommen.
Wenige Tage nach dem Großen Preis von Australien im März 2000 gab Renault den Wiedereinstieg in die Formel 1 nicht nur als Motorenhersteller, sondern auch wieder mit einem eigenen Werksteam bekannt. Als Motivation wurden die möglichen Mehrgewinne durch den Betrieb eines Werksteams im Vergleich zur alleinigen Motorenproduktion genannt, die während der 1980er-Jahre noch nicht zu erwarten waren. Anstatt einen komplett neuen Rennstall aufzubauen, kaufte Renault der Benetton Group das bereits in der Formel 1 etablierte Team Benetton Formula für den Preis von 120 Millionen US-Dollar ab. Einst sehr erfolgreich war die Organisation um Teamchef Rocco Benetton in den Vorjahren in eine stetige Abwärtsspirale geraten und blickte ohne Werkspartner gegen die von Großkonzernen wie Mercedes-Benz und BMW unterstützten Spitzenteams in eine ungewisse Zukunft. Renault hielt sich zunächst im Hintergrund, setzte aber Ex-Teamchef Flavio Briatore, der seit Jahren gute Kontakte zu Renault pflegte, wieder als Manager ein. Er baute eine stark auf seine Person zentrierte Managementstruktur auf. Ab 2001 trat Renault als Motorenlieferant in Erscheinung und ersetzte die Supertec-Motoren durch neue Werksaggregate. Mit dem Saisonfinale in Japan endete das Sponsorenabkommen mit Benetton endgültig.

### Schneller Aufstieg und Titelgewinne

#### 2002: Das erste echte Renault-Jahr

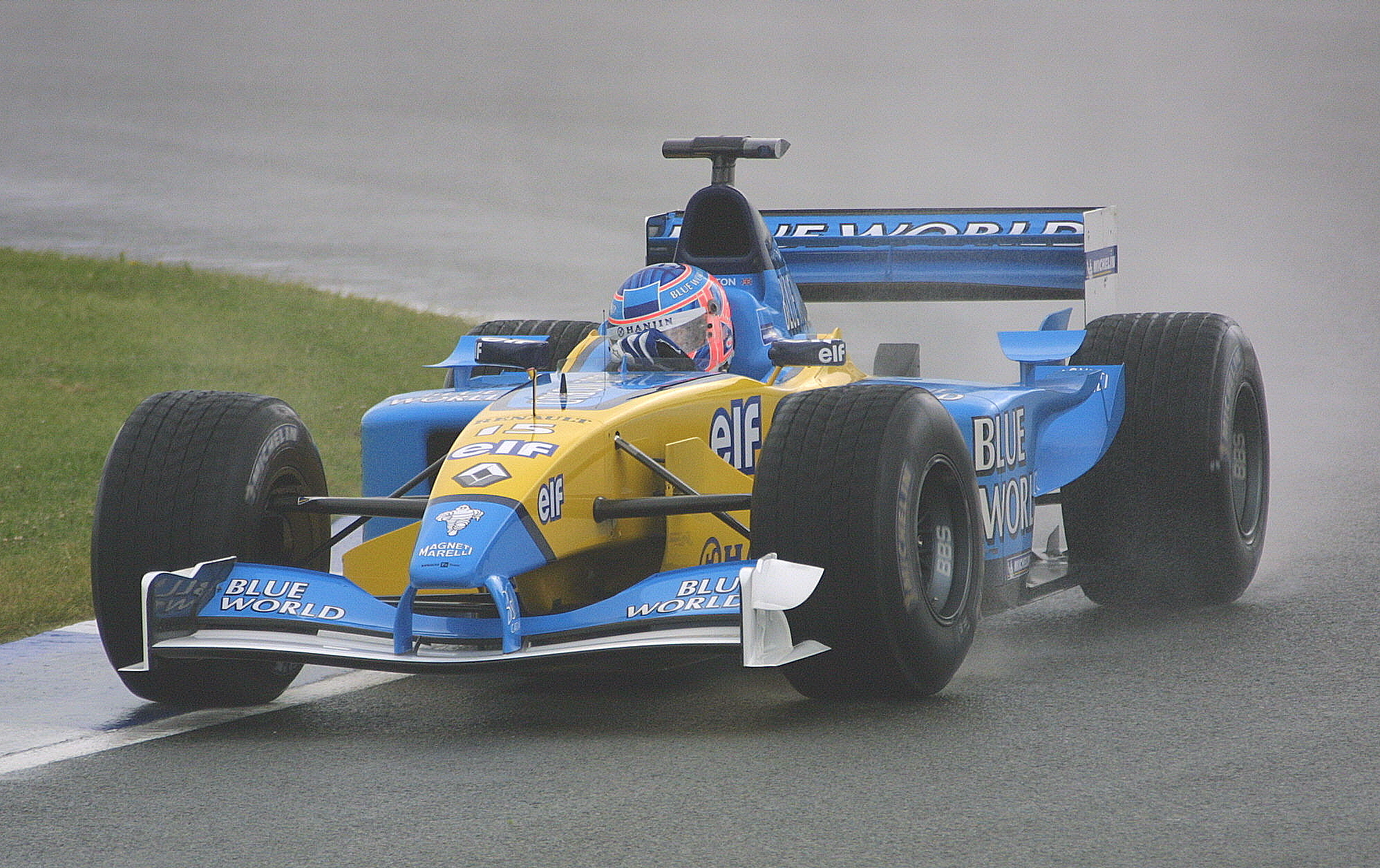
Button im Renault R202 in Silverstone, 2002

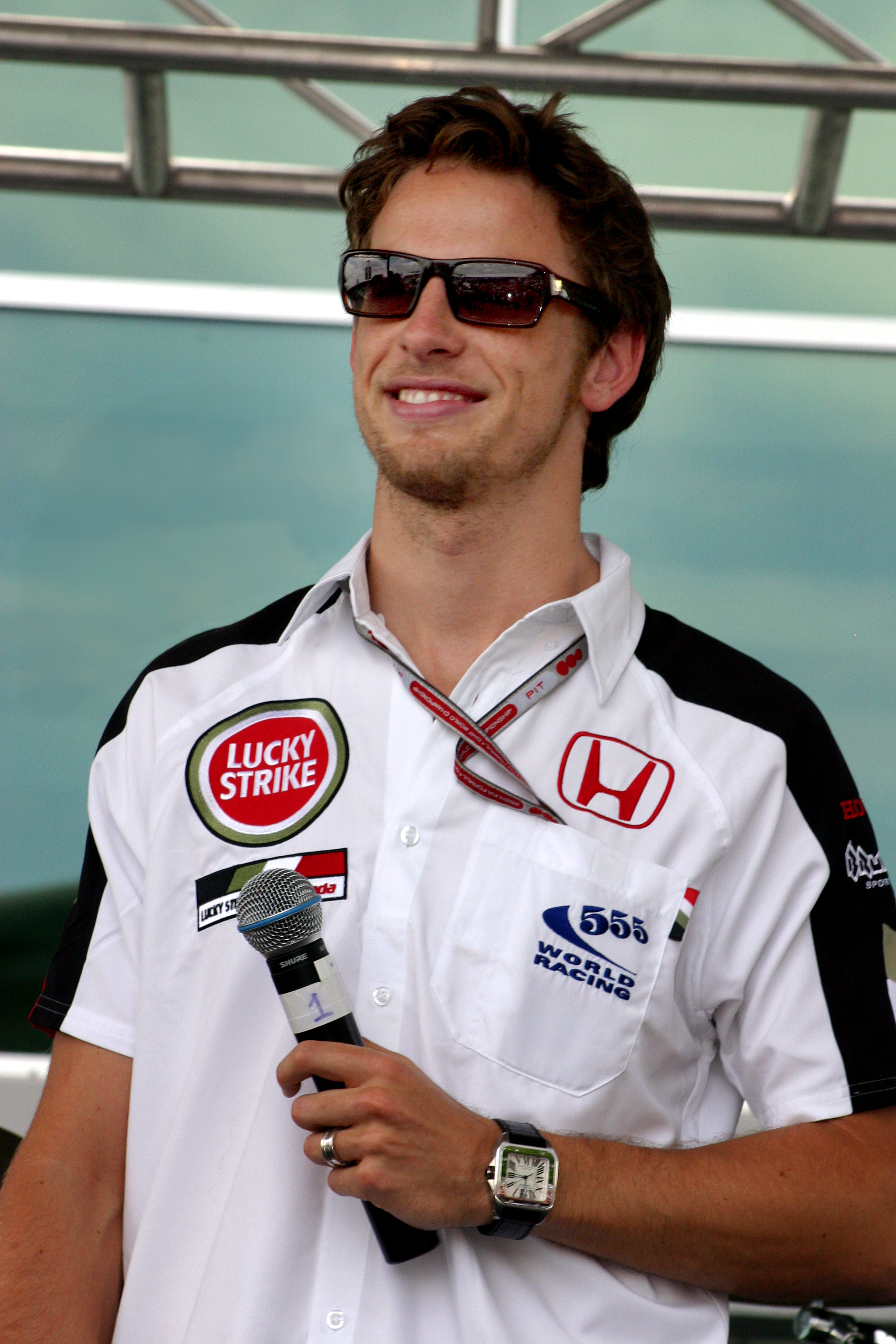
Jenson Button erzielte mehr Punkte als Trulli, musste das Team aber schon nach einer Saison verlassen

In der Formel-1-Saison 2002 erschien das Team erstmals wieder vollständig unter eigenem Namen als Renault F1 Team. Teamchef Briatore setzte persönliche Fahrerpräferenzen durch: Giancarlo Fisichella musste Renault verlassen und tauschte die Plätze mit Jarno Trulli, der seit der Saison 2000 für Jordan Grand Prix gestartet und dessen Manager Briatore war. Jenson Button blieb im Team, stand aber nach der schwierigen Vorsaison sowie seinem durch die Medien und sogar durch Aussagen seines eigenen Teamchefs geförderten Ruf als „fauler Playboy“ unter besonderem Leistungsdruck. Als Testfahrer wurde Fernando Alonso verpflichtet, der in der Saison 2001 bei Minardi für Furore gesorgt hatte und als Briatores Schützling galt.
Der Renault R202 war im Vergleich zum Vorjahreswagen ein deutlicher Schritt nach vorn und ermöglichte den Fahrern durch grundlegende technische Verbesserungen den Kampf um WM-Punkte. Die Geschäftsbeziehung zu Reifenlieferant Michelin, die bereits zur Saison 2001 noch von Benetton abgeschlossen worden war, wurde beibehalten, was sich in den Folgejahren als entscheidend herausstellen sollte. Auch der langjährige Benetton-Sponsorenvertrag mit Japan Tobacco wurde weitergeführt und die blaue Grundlackierung durch gelbe Flächen im Corporate Design Renaults an der Fahrzeugnase ergänzt, wodurch das symbolträchtige Farbschema der späteren Renault-Weltmeisterwagen erstmals auf den Strecken erschien. Ursprünglich hatte Renault beabsichtigt, die Fahrzeuge in einer vollständig an den eigenen Außenauftritt sowie das erste Werksteam der 1980er-Jahre angelehnten gelb-schwarzen Lackierung zu gestalten.
Die Meisterschaft entwickelte sich zur absoluten Dominanz der Scuderia Ferrari, der die direkten Verfolger von McLaren und Williams nichts entgegensetzen konnten. Hinter diesen drei Teams gelang es Renault aber, sich schnell als stärkste Kraft im Rest des Feldes zu positionieren. Button erzielte 14 und Trulli 9 Punkte, wodurch sich Renault auf dem vierten Platz der Konstrukteursmeisterschaft festsetzen konnte.

#### 2003–2004: Konsolidierung und auf dem Weg nach oben

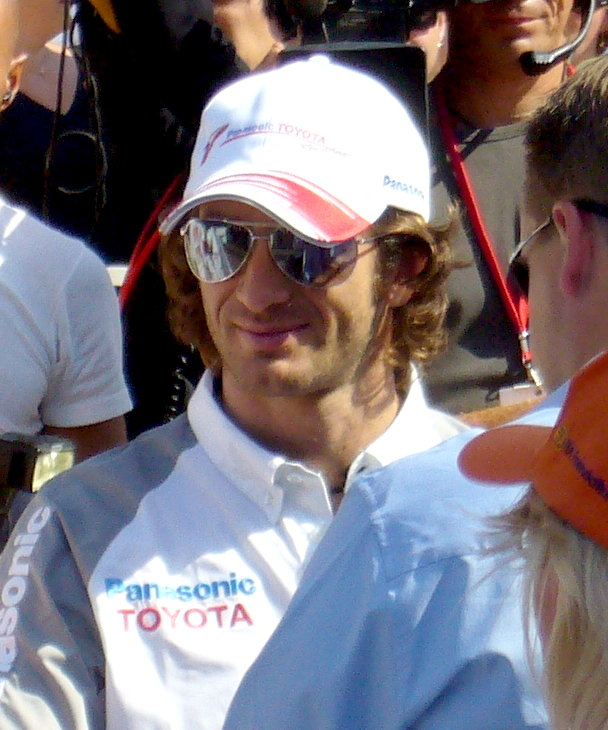
Jarno Trulli konnte sich nur stellenweise gegen seinen Teamkollegen durchsetzen und wechselte 2004 noch während der Saison das Team

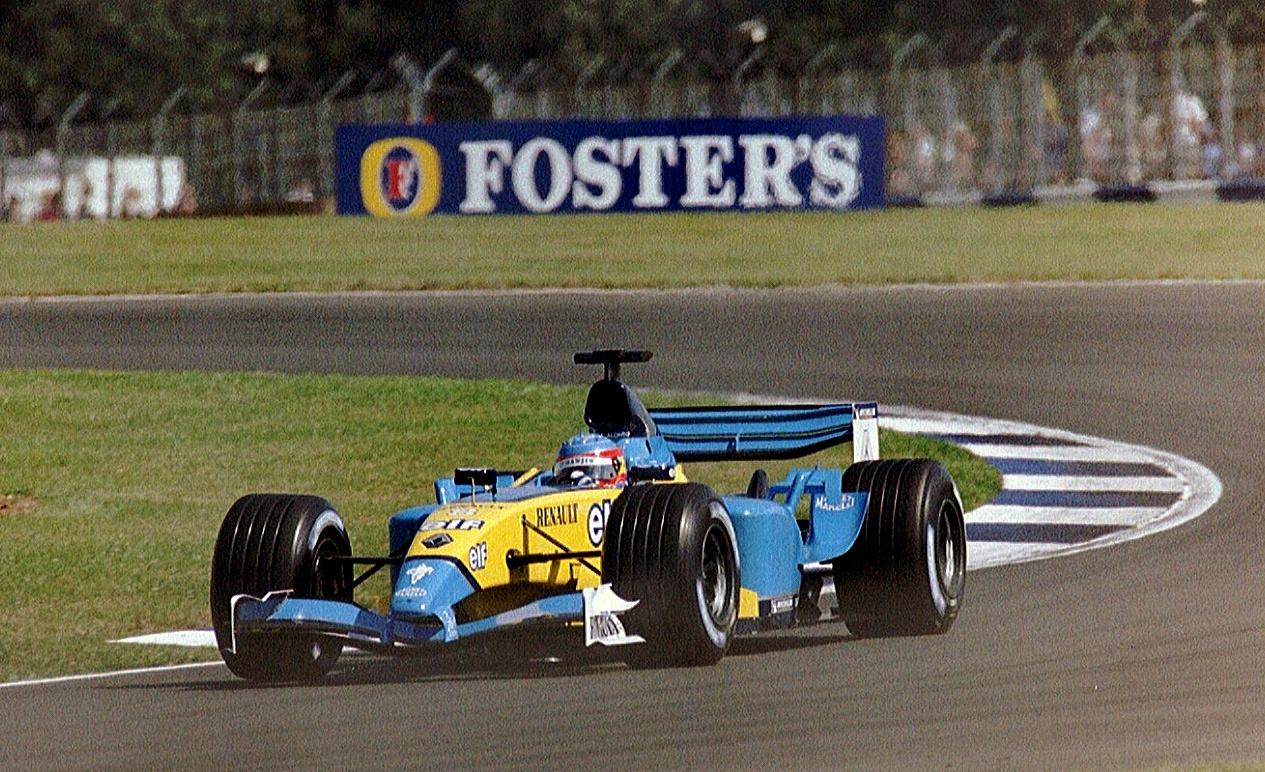
Alonso im Renault R23 von 2003...

Zur Saison 2003 kam es schließlich zur erwarteten Beförderung Alonsos zum Renault-Stammfahrer. Obwohl Button seine Leistungen im Vergleich zur Saison 2001 deutlich steigern und auch seinen erfahreneren Teamkollegen Trulli schlagen konnte, hatte ihm Briatore bereits im Sommer 2002 das Vertrauen entzogen und den Fahrerwechsel bekannt gegeben. Diese Entscheidung brachte ihm viel Kritik auch seitens Renault ein, die auf den Publikumseffekt des sehr extrovertierten Button in Großbritannien, einem der wichtigsten Märkte, nicht verzichten wollten. Neue Test- und Entwicklungsfahrer wurden Franck Montagny und Allan McNish. Mit dem Renault R23 gelang noch einmal eine leichte Steigerung der Konkurrenzfähigkeit, zudem machte sich das Vertrauen in die Michelin-Bereifung bezahlt, die bei warmen Streckenbedingungen den Bridgestone-Reifen der Scuderia Ferrari überlegen waren. Bei den Rennen übertraf Alonso die Leistungen Trullis deutlich und erzielte in der ersten Hälfte des Jahres drei Podestplätze und schon im dritten Lauf seine erste Pole-Position. Mit seinem Sieg beim Großen Preis von Ungarn strafte er endgültig aller Kritiker Lügen und brach mit 22 Jahren Bruce McLarens Rekord aus dem Jahr 1959 des jüngsten Grand-Prix-Siegers. Am Saisonende belegte Renault wieder den vierten Platz der Konstrukteure, konnte aber deutlich mehr Punkte erzielen als im Vorjahr. Alonso wurde mit 55 Punkten Sechster, Trulli mit 33 Punkten Achter.

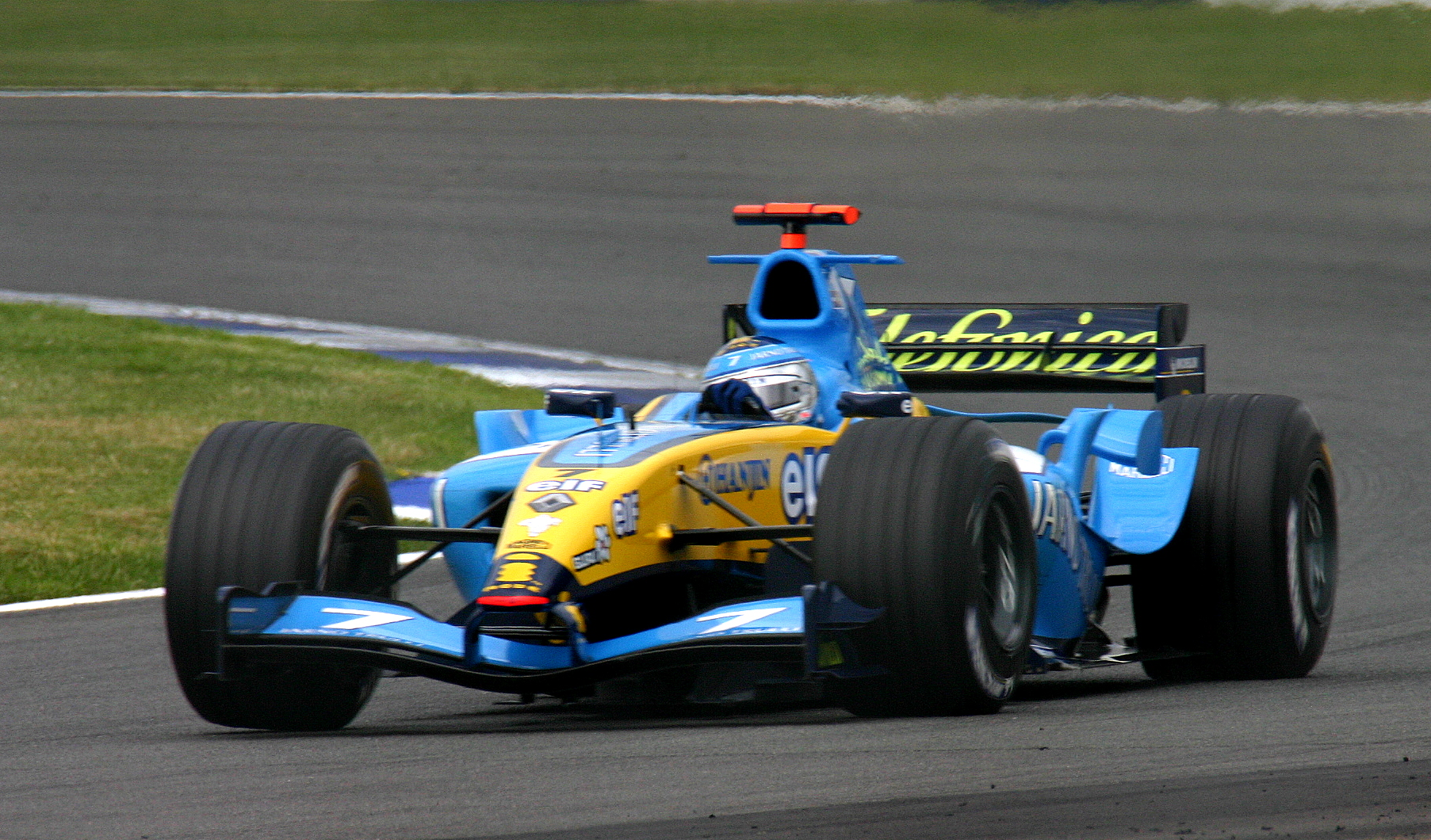
...und Trulli im Renault R24 von 2004 in Silverstone

Für die Formel-1-Weltmeisterschaft 2004 hielt Renault am Fahrerduo Alonso/Trulli fest. Der Renault R24 verfügte über einen neu entwickelten Motor, der die Zuverlässigkeitsprobleme des Vorjahresaggregats beheben sollte. Im ersten Saisondrittel war Trulli der bessere der beiden Fahrer und unterstrich durch seinen Sieg beim Großen Preis von Monaco seine Führungsrolle im Team, allerdings begann sich seine Beziehung zum Management um Flavio Briatore stetig zu verschlechtern, auch da Trulli Alonso trotz dessen Stellung als Zweitfahrer als bevorzugt wahrnahm. Eine baldige Trennung der Partner wurde immer wahrscheinlicher. Der ausschlaggebende Moment war das Renault-Heimrennen in Frankreich, in dem Trulli in der letzten Kurve vor dem Ziel noch von Ferrari-Zweitfahrer Rubens Barrichello überholt wurde, was Renault eine doppelte Podestplatzierung kostete. Wenige Wochen später verkündete Trulli, seinen Vertrag nicht mehr zu verlängern. In den folgenden Rennen erzielte er außergewöhnlich schlechte Ergebnisse, die er später als Folge der nun vollständigen Priorisierung Alonsos einordnete. Nach dem Großen Preis von Italien wechselte er vorzeitig zu seinem neuen Rennstall Toyota Racing. Renault holte als Ersatz den Weltmeister von 1997 Jacques Villeneuve, der Ende 2003 von British American Racing entlassen worden war, für die letzten drei Rennen in die Formel 1 zurück. Er hatte allerdings mangels Fahrpraxis große Probleme sich wieder einzufinden und konnte keine WM-Punkte erzielen. Das Engagement endete mit dem Saisonende wieder und wurde seitens des damaligen Renault-Personals retrospektiv als Fehler bezeichnet. Mit 105 Punkten beendete Renault die Saison trotz dieser Schwierigkeiten als dritterfolgreichstes Team; Alonso steuerte 59 Punkte bei und belegte den vierten Platz, Trulli wurde mit 46 Punkten Sechster.

#### 2005–2006: Mit Alonso und Fisichella an der Spitze

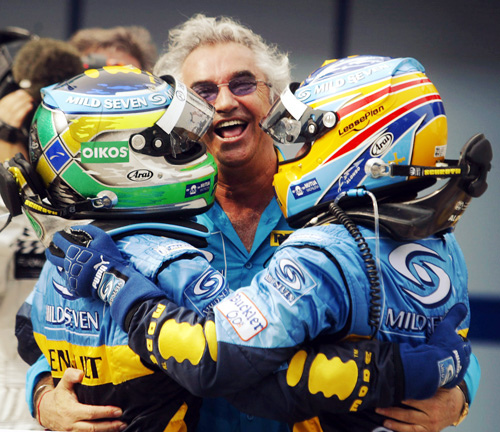
Teamchef Flavio Briatore mit seinen Fahrern Fisichella und Alonso, die Renault zwei Konstukteurs- und Fahrertitel einbrachten

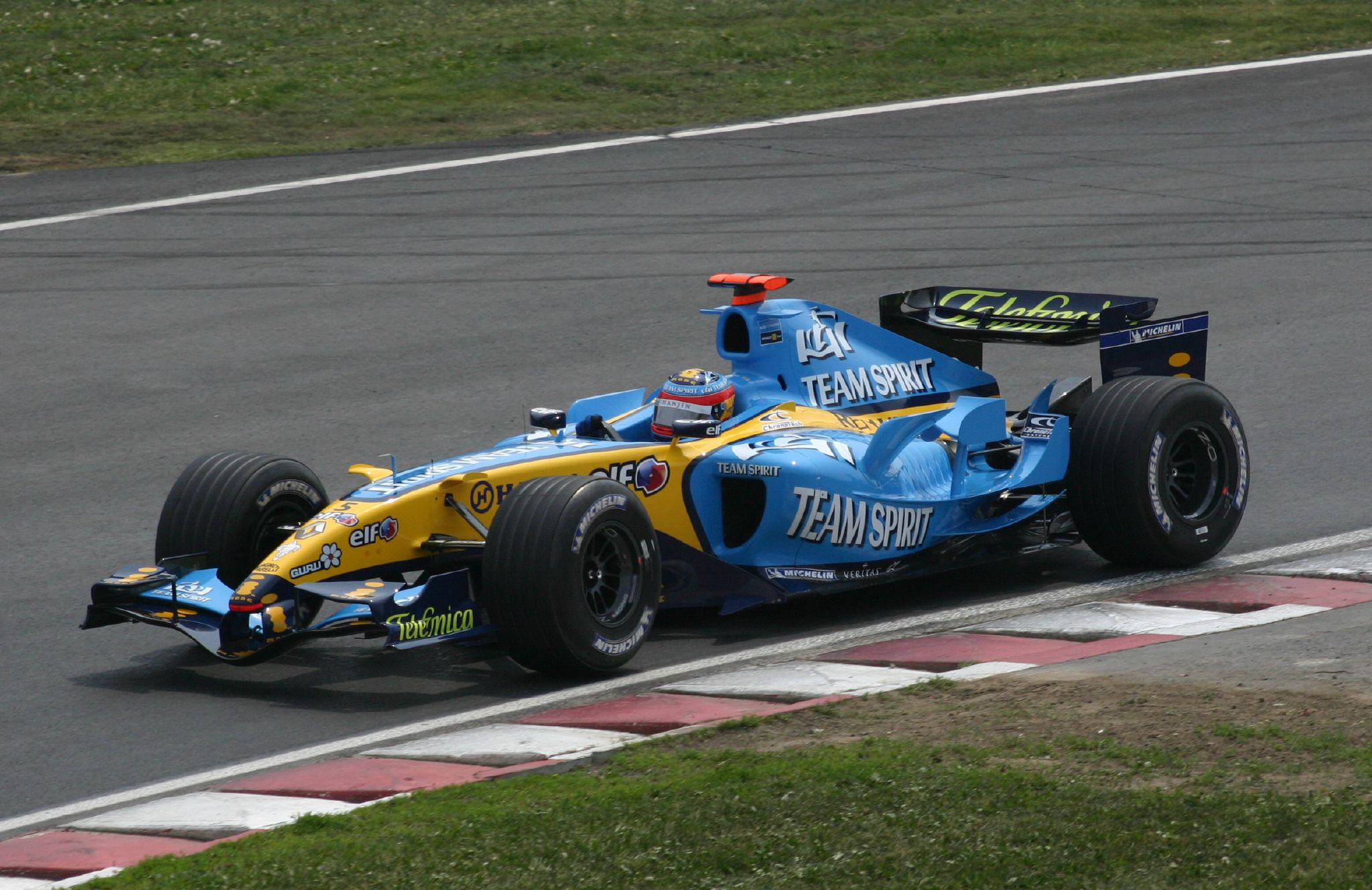
Weltmeister Fernando Alonso im Renault R25 von 2005

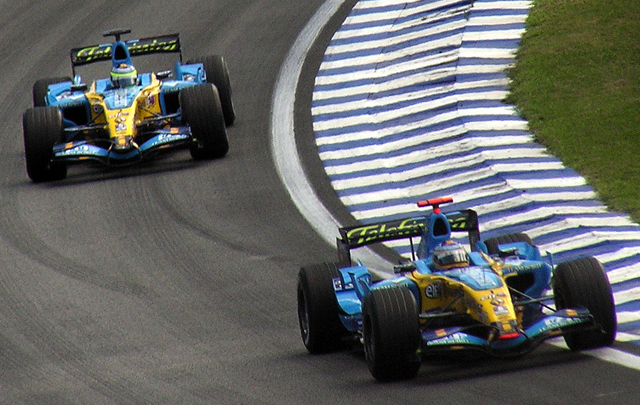
Alonso vor Fisichella in Brasilien, 2006

Genau 20 Jahre nach dem Ende des ersten Werksteams gelang Renault 2005 schließlich der Sprung an die Spitze. Alonso blieb als nun unumstrittener Führungsfahrer im Team, während der vakate zweite Wagen an den Routinier Giancarlo Fisichella ging, der bereits Ende der 1990er-Jahre für das Vorgängerteam Benetton gestartet war und sich 2004 bei Sauber Motorsport noch einmal für höhere Aufgaben empfohlen hatte. Mit dem Renault R25 brachte das Team einen modernen Rennwagen an die Strecken, der der direkten Konkurrenz zwar im direkten Kampf stellenweise unterlegen, aber dafür sehr zuverlässig war, was sich als Schlüssel zum Erfolg erwies. 
Durch das Verbot von Reifenwechseln an Rennwochenden geriet die Scuderia Ferrari, die in den Vorjahren mit Michael Schumacher fünf Titel in Folge gewonnen hatte und mit teilweise mit bis zu drei Boxenstopps pro Rennen eine Taktik von schnellen Sprints mit sehr weichen Reifenmischungen von Bridgestone fuhr, in starke Bedrängnis. Renault setzte wie der weitere Verfolger McLaren Racing die deutlich effizienteren Michelin-Reifen ein. Alonso konnte sich früh an die Spitze der Fahrerwertung setzen und diese Position trotz zunehmendem Druck durch Kimi Räikkönen behaupten, der aufgrund von technischen Defekten an seinem McLaren MP4-20 mehrmals wichtige WM-Punkte verlor. Mit den Zählern von Fisichella im zweiten Wagen des Teams konnte sich Renault dabei auch in der Konstrukteurswertung knapp gegen McLaren durchsetzen. Fisichella hatte den Saisonauftakt in Melbourne gewonnen, bei dem Alonso Dritter geworden war, und damit nach dem ersten Saisonrennen die Fahrerwertung der Weltmeisterschaft angeführt – das war das einzige Rennen, nach dem Alonso nicht nach Punkten vorne gelegen hatte.
Im Folgejahr 2006 gelang Renault der Wechsel zu den nun vorgeschriebenen Achtzylindermotoren gut, wodurch das Team weiterhin an der Spitze fuhr. Hauptkonkurrent um die Titel war die wiedererstarkte Scuderia Ferrari um Michael Schumacher und Felipe Massa. Die Renault-Fahrerpaarung Alonso/Fisichella blieb unverändert, neues Fahrzeug wurde der Renault R26. Der Wagen war mit Schwingungsdämpfern vorn und am Heck ausgerüstet, die die Fahrstabilität und dadurch Aerodynamik und Bodenhaftung deutlich verbesserten, was den Fahrern bis zu 0,3 Sekunden pro Runde Zeitgewinn brachte. Die Legalität des Systems war bereits in den letzten Rennen der Saison 2005 umstritten, als es erstmals zum Einsatz kam, und zwang den Motorsport-Weltverband FIA unter dem Druck der Konkurrenz zu einer Entscheidung. Nach einem kurzzeitig wieder aufgehobenen Verbot im Sommer 2006 wurden derartige Lösungen schließlich final als bewegliche aeronynamische Teile klassifiziert und dauerhaft untersagt. Das wirkte sich negativ auf die Konkurrenzfähigkeit des R26 aus, doch reichte der von Alonso mit sechs Siegen und drei Podestplätzen eingefahrene Punktevorsprung aus der ersten Saisonhälfte aus, die Entscheidung auf das Saisonende zu vertagen. Mit seinem Sieg beim Großen Preis von China setzte sich Schumacher nach Siegen bei Punktegleichstand noch ein letztes Mal in Führung, ehe ihn ein Motorschaden beim Folgerennen in Japan, das Alonso gewann, wieder um zehn Punkte zurückwarf. So war Alonso beim letzten Saisonlauf in Brasilien praktisch schon Weltmeister und es gelang ihm, da er vor Schumacher ins Ziel kam, seinen Titel zu verteidigen. In der Konstrukteursmeisterschaft reichten die Punkte von Alonso und Fisichella, der in diesem Jahr erneut ein Rennen (Malaysia) gewinnen konnte, ebenfalls für den Sieg über Ferrari.

### Leistungsabfall und Krisen

#### 2007–2008: Nur noch vierte Kraft

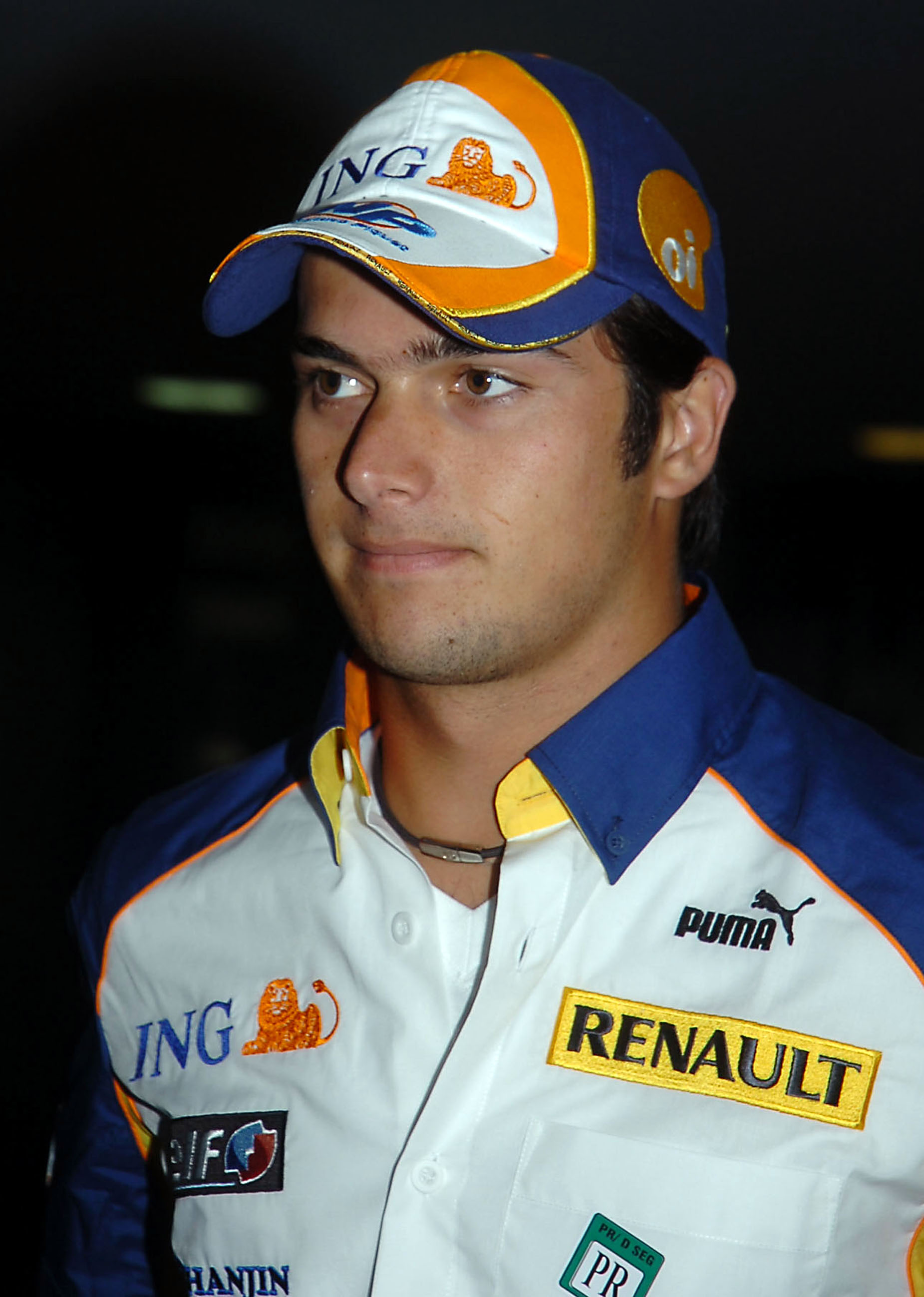
Nelson Piquet jr. machte 2009 den Crashgate-Skandal öffentlich

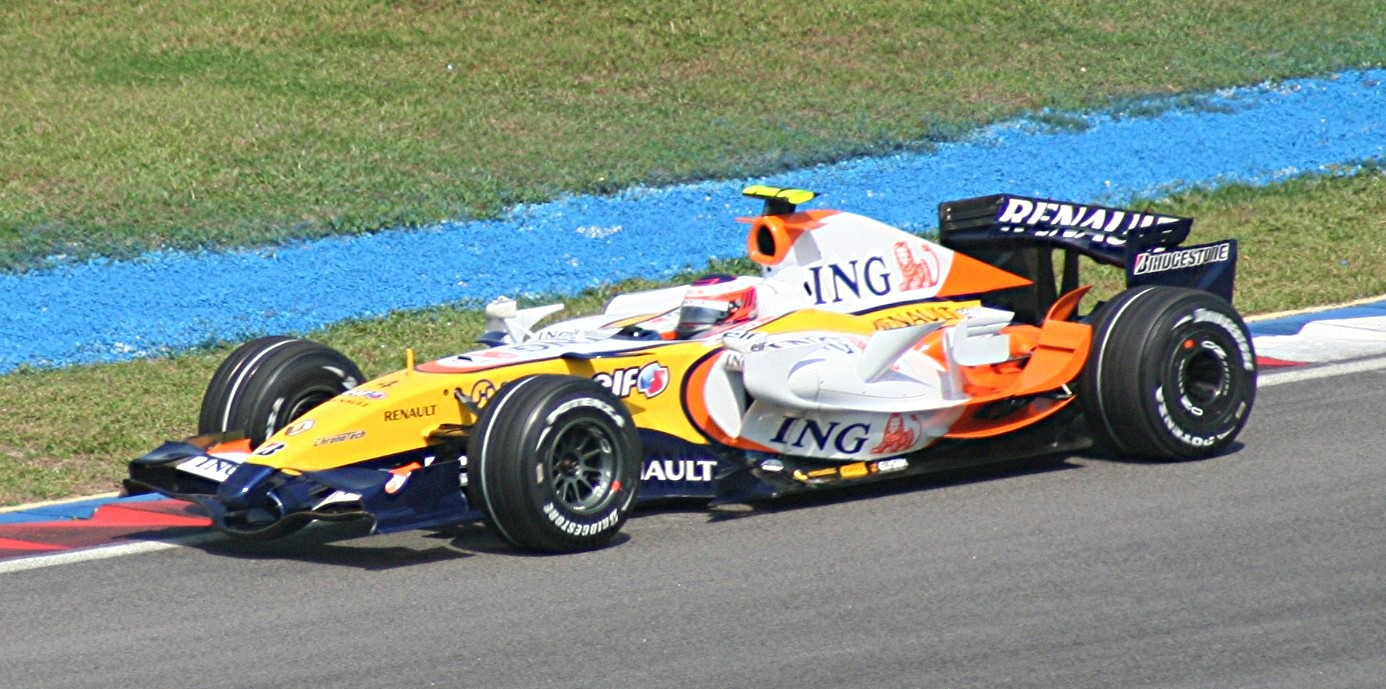
Heikki Kovalainen im Renault R27 in Silverstone, 2007

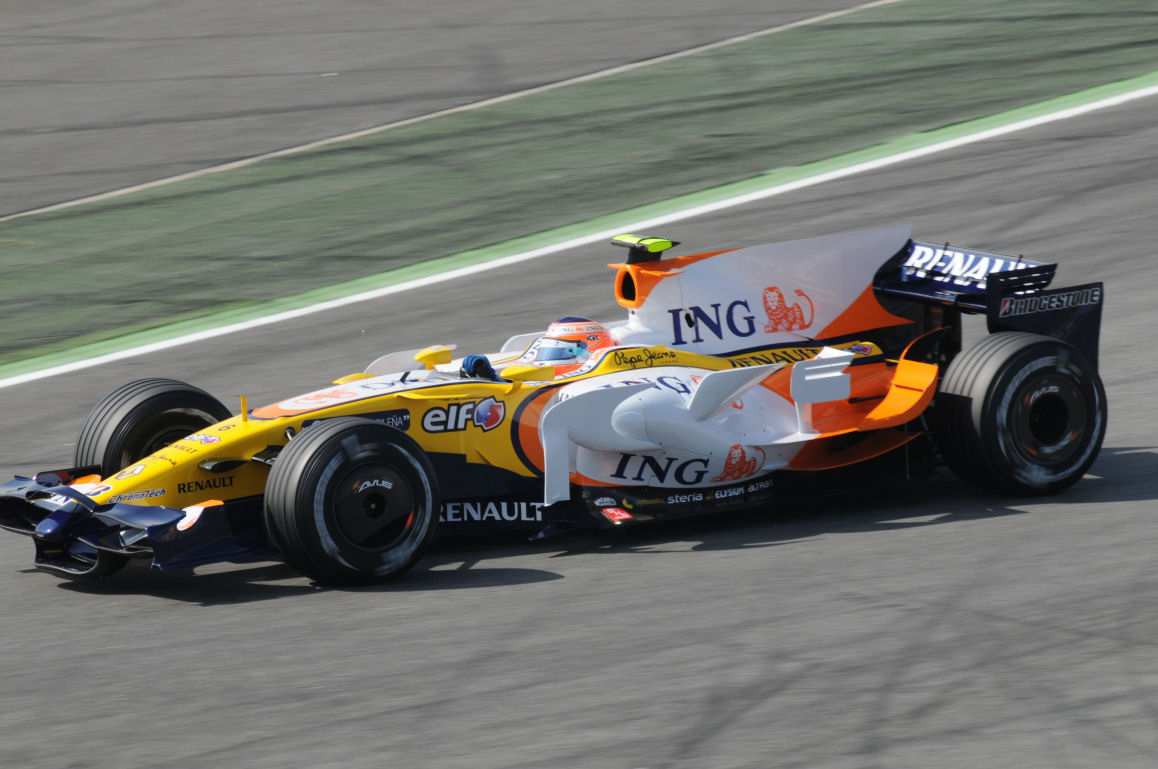
Piquet jr. im Renault R28 in Spanien, 2008

Zur Saison 2007 verließ Weltmeister Alonso Renault zugunsten von McLaren, sein Nachfolger wurde Heikki Kovalainen, der 2005 in der GP2-Serie Vizemeister geworden war und 2006 als Test- und Ersatzfahrer für Renault Fahrpraxis in der Formel 1 sammeln konnte. Fisichella blieb im Team und rückte zum Führungsfahrer auf. Der Sponsorenvertrag mit Japan Tobacco wurde vor dem Hintergrund des immer umfassenderen Tabakwerbeverbots nicht mehr verlängert. Als Nachfolger wurde die ING Groep präsentiert, wodurch das charakteristische blau-gelbe Farbschema der Renault-Fahrzeuge der Vorjahre verschwand. Der Renault R27 markierte einen deutlichen Rückschritt ohne einen einzigen Rennsieg; Neben dem Verbot des Schwingungsdämpfers wirkte sich der Rückzug von Michelin Ende 2006 aus der Formel 1 sehr negativ auf die Konkurrenzfähigkeit aus. Die Anpassung des Fahrzeugs an die nun vom Einheitsausrüster Bridgestone bezogenen Reifen stellte sich als schwierig heraus. Das beste Saisonergebnis war eine Podestplatzierung von Kovalainen in Japan. Renault fiel vom ersten auf den vierten Platz unter den Konstrukteuren zurück, rückte mit der nachträglich erfolgten Disqualifikation des McLaren-Teams infolge der Spionage-Affäre am Saisonende allerdings noch auf Platz drei vor. Kovalainen wurde mit 30 Punkten Siebter in der Fahrermeisterschaft, wodurch er seinen Teamkollegen Fisichella, der mit 21 Punkten Achter wurde, schlagen konnte.
2008 kehrte Alonso überraschend zum Team zurück und sollte nun das Team gemeinsam mit Nachwuchsfahrer Nelson Piquet jr. erneut zum Erfolg führen. Lucas di Grassi, Romain Grosjean und Sakon Yamamoto wurden Testfahrer. Der Renault R28 war schnell, dem Spitzentrio um die Scuderia Ferrari, McLaren und BMW Sauber aber weiterhin klar unterlegen. Das Team erreichte erneut nur den vierten Rang in der Konstrukteurs-WM. Das erste Podium für Renault der Saison erzielte Piquet jr. in Deutschland als Zweiter. Beim Lauf in Singapur gelang Alonso unerwartet der Sieg, der allerdings später durch den als Crashgate-Skandal bezeichneten Vorgang rund um Piquet jr. überschattet wurde. Der Fahrer hatte im strategisch entscheidenden Moment durch Dreher eine Safety-Car-Phase ausgelöst, wodurch Alonso mit ergänzender Strategie die Führung übernehmen konnte. Beim Großen Preis von Japan konnte Alonso einen zweiten Saisonsieg einfahren und erzielte beim Saisonfinale in Brasilien ein letztes Podium, womit er sich insgesamt 61 Punkte und den fünften Platz in der Weltmeisterschaft sichern konnte. Piquet jr. erreichte in seiner Debütsaison 19 Punkte und wurde Zwölfter.

#### 2009: Abstieg undCrashgate-Skandal

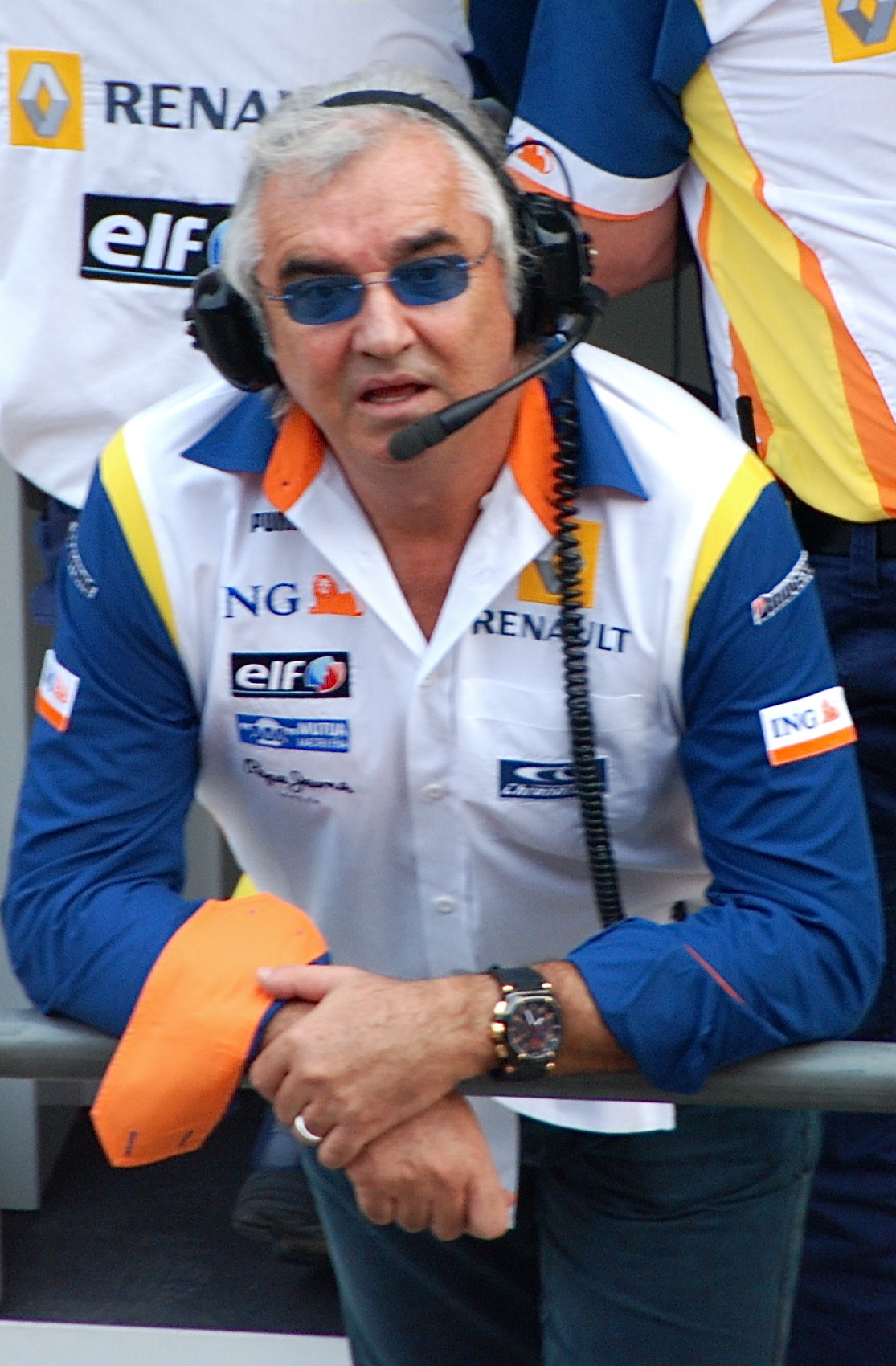
Teamchef Flavio Briatore musste im Zuge des Crashgate-Skandals im September 2009 das Team verlassen

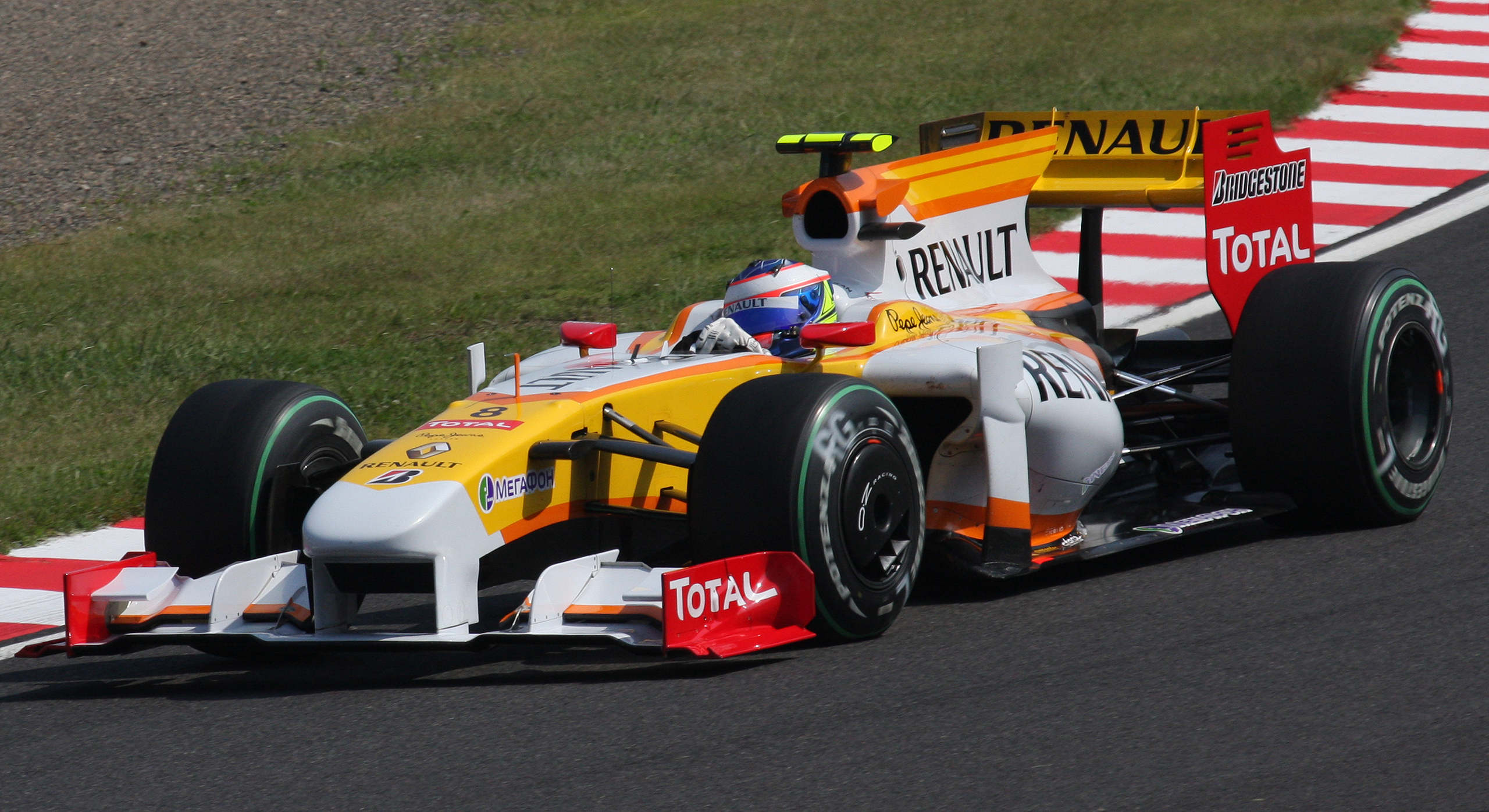
Grosjean im R29 bei einer Trainingsfahrt, 2009

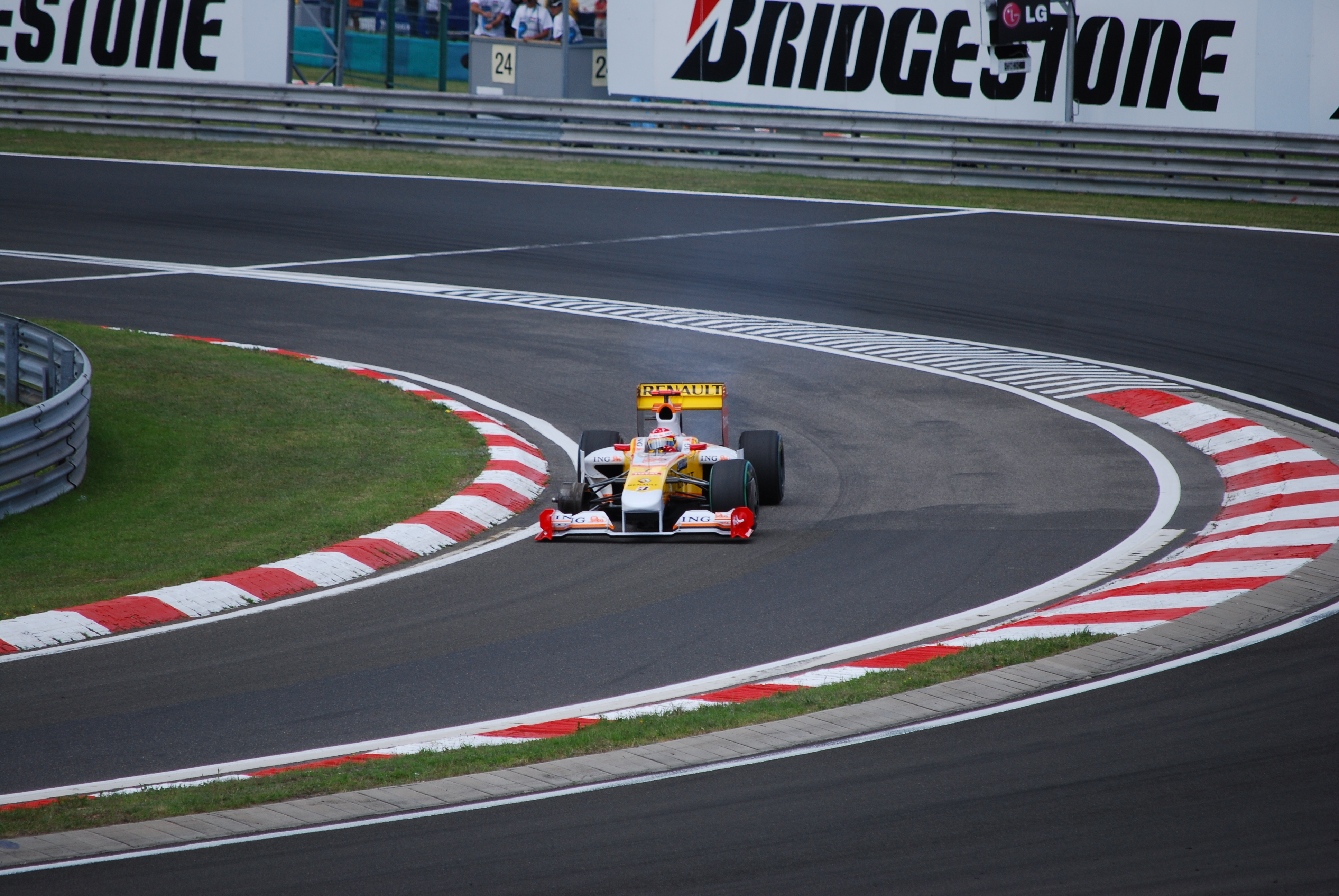
Alonso ohne Vorderrad in Ungarn, 2009

Für die Saison 2009 waren zur Kostenersparnis große Reglementländerungen in der Formel 1 durchgesetzt worden, die die Teams zur Entwicklung völlig neuer Fahrzeuge zwangen, ohne vorangegangene Konstruktionen als Arbeitsbasis nutzen zu können. Renault gelang das mit dem R29 schlechter als vielen anderen Teams und so blieben einzelne Platzierungen in den Punkterängen durch Alonso die besten Resultate. Der Große Preis von Ungarn im September markierte den endgültigen Wendepunkt für Renaults zweites Engagement in der der Formel 1: Zunächst löste sich ein durch Fahrlässigkeit nicht korrekt montiertes Rad am Wagen von Alonso auf der Strecke, wodurch Renault zunächst für den Großen Preis von Europa in Valencia gesperrt wurde, später allerdings nur eine Strafzahlung über 50.000 US-Dollar leisten musste. Überdies wurde Nelson Piquet jr. wegen mangelnder Leistungen entlassen und durch den Franzosen Romain Grosjean ersetzt.
Im Zuge dieses Fahrertauschs brach der erboste Piquet jr. schließlich sein Schweigen über die Crashgate-Vorgänge in Singapur im Vorjahr und gab bekannt, dass die Renault-Teamführung um Teamchef Flavio Briatore, der zugleich Piquets Manager war, und Chefingenieur Pat Symonds ihn vor dem Hintergrund einer garantierten Vertragsverlängerung für die komplette Saison 2009 zum absichtlichen Verursachen des Unfalls gedrängt hatte. Briatore und Symonds bestritten die Vorwürfe wehement und warfen Piquet jr. Falschaussage und Erpressung vor, verzichteten allerdings auf Rechtsmittel, was vielerseits als Schuldeingeständis interpretiert wurde. Piquet jr. und sein Vater Nelson Piquet strengten daraufhin ein Gerichtsverfahren wegen Verleumdung gegen den Rennstall an, das Ende 2010 zugunsten des Fahrers entschieden wurde, der eine beträchtliche Schadenersatzleistung und öffentliche Entschuldigung von Renault erhielt.
Am 16. September zwang Renault Briatore und Symonds sowie weitere beteiligte Mitarbeiter als Reaktion auf die Enthüllungen zum Rücktritt und wurde am 21. September von der FIA zu einer zweijährigen Bewährungsstrafe verurteilt. Briatore und Symonds wurden mit Sperren für alle FIA-Veranstaltungen belegt; Briatore auf unbegrenzte Zeit, Symonds für fünf Jahre. Piquet jr. selbst kam straffrei aus der Affäre heraus. Die Sperren gegen Briatore und Symonds wurden einige Monate später von einem französischen Gericht aufgehoben, da sie aufgrund juristischer Unregelmäßigkeiten unrechtmäßig gewesen seien. Aufgrund dieser Affäre verlor das Renault Team kurz vor dem Großen Preis von Singapur mehrere Sponsoren, unter anderem den Titelsponsor ING Groep. Als Nachfolger Briatores übernahm der bisherige Technische Direktor des Teams, Bob Bell, für die ausstehenden Saisonrennen die Leitung des Rennstalls, blieb aber gleichzeitig weiterhin an der Spitze der technischen Abteilung.

### Verkauf an Genii Capital und Ende des Engagements

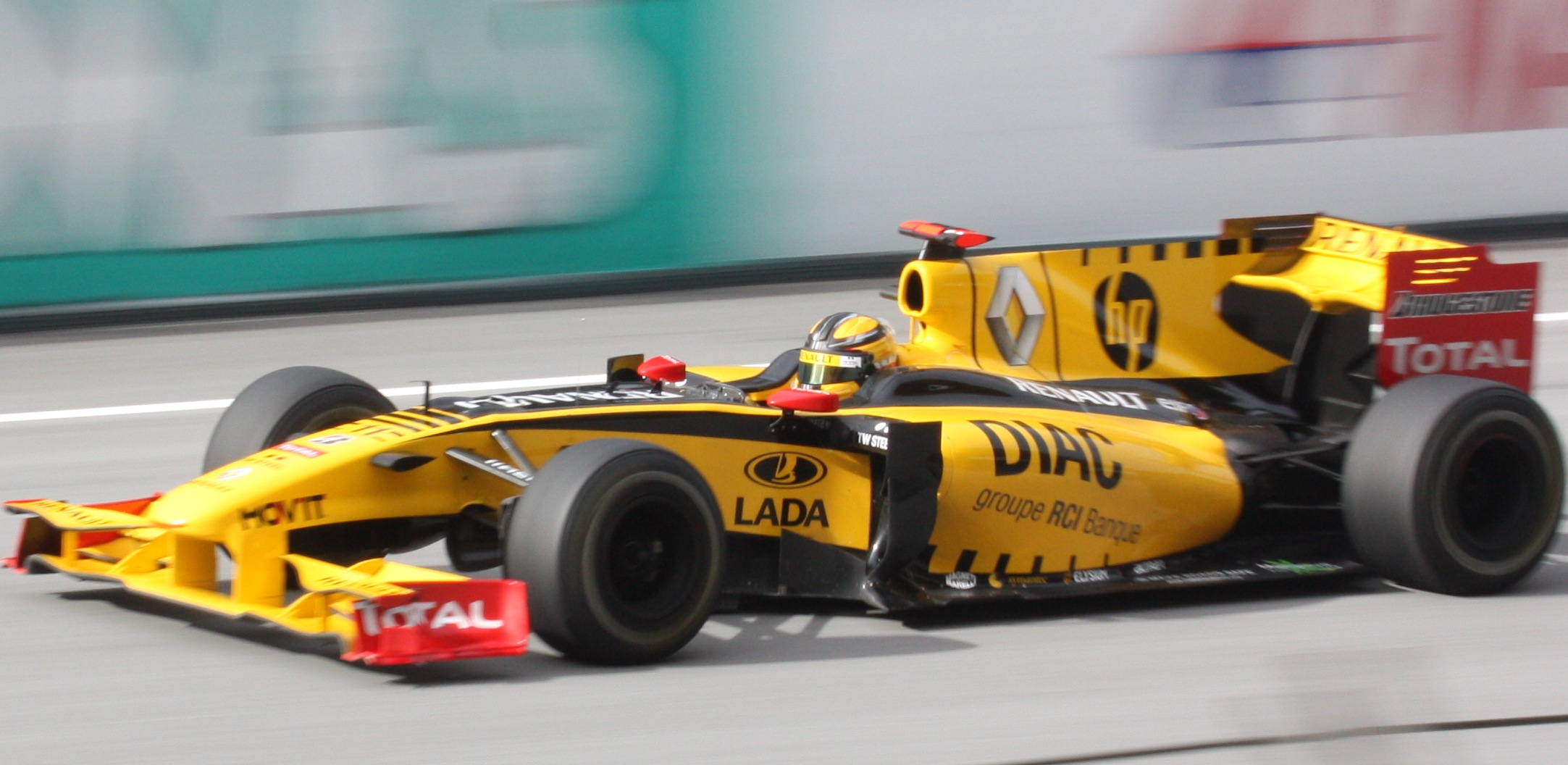
Renault nur noch im Namen: Renault R30 von 2010

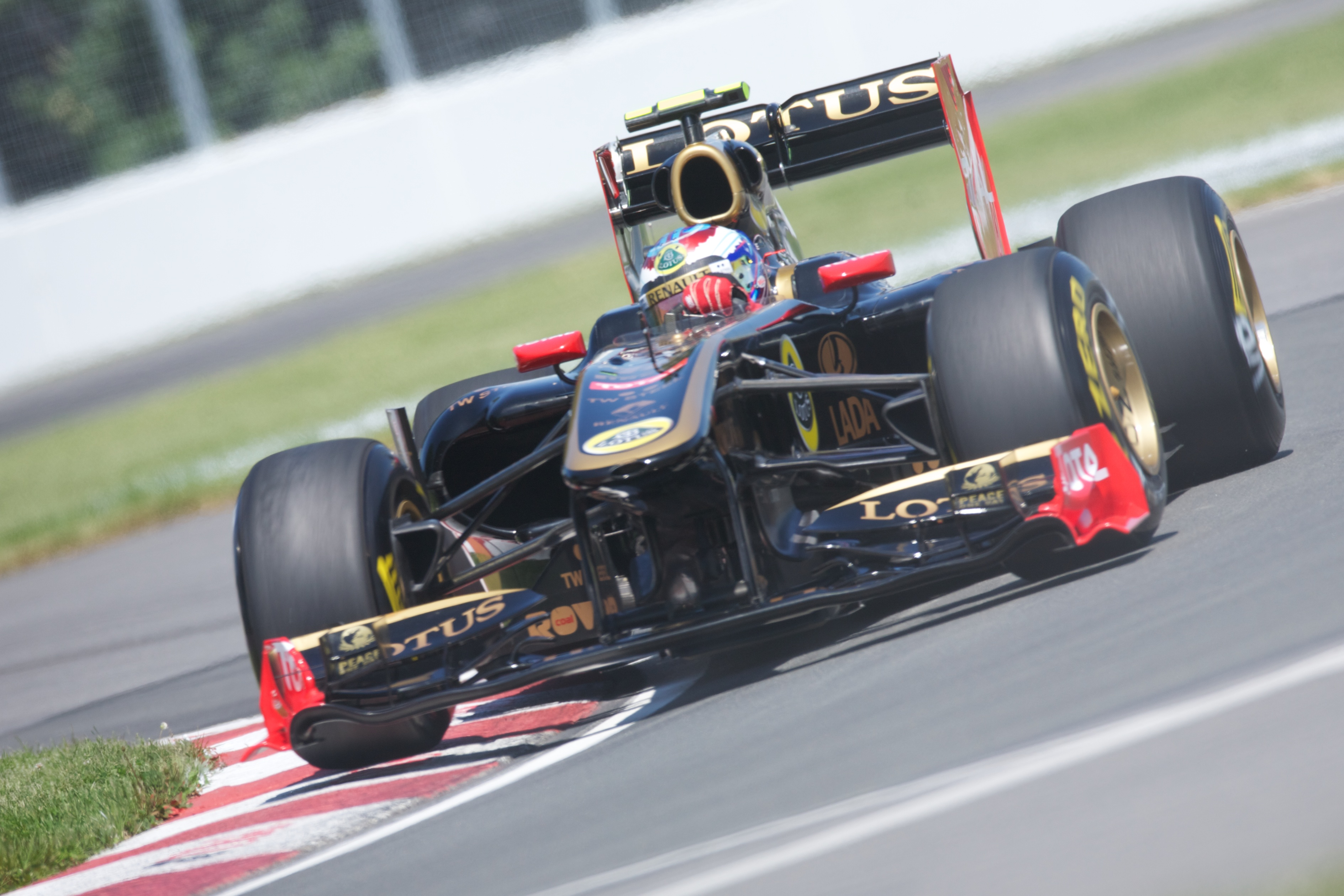
2011 war Renault auf dem R31 auch als Titelsponsor verschwunden

Im Herbst 2009 befand sich das einst erfolgsverwöhnte Renault-Team am Tiefpunkt. Die Crashgate-Affäre, die schlechten Saisonergebnisse und der Weggang von Fernando Alonso zur Scuderia Ferrari kamen mit massivem Prestigeverlust einher und der Betrieb des Rennstalls fiel für den Mutterkonzern ohne Titelsponsor auch vor dem Hintergrund der Nachwirkungen der Weltfinanzkrise 2007–2008 finanziell schwer ins Gewicht. Anfang Dezember wurden Pläne bekannt, laut denen der einflussreiche Motorsport-Funktionär und Unternehmer David Richards mit seinem Unternehmen Prodrive kurz vor der vollständigen Übernahme des Renault-Teams stand, die sich wie schon 1985 als Werksteam zurückziehen, aber weiterhin Motoren produzieren wollten. Kurz darauf verkündete Renault allerdings den Verkauf von 80 % des Teams an die luxemburgische Investmentgesellschaft Genii Capital und vorerst den Weiterbetrieb unter eigenem Namen, die Teilnahmen zählten aber nicht mehr direkt in die Renault-Konstrukteursstatistik.
Die Saison 2010 wurde als Neuanfang verstanden. Neuer Teamchef wurde der Franzose Éric Boullier, Bob Bell kehrte zu seinem Posten als technischer Direktor zurück. Mit Robert Kubica kam einer der vielversprechendsten Nachwuchsfahrer ins Team, der in den Vorjahren mit BMW Sauber einen Rennsieg und zahlreiche Podestplätze feiern konnte. Witali Petrow wurde zweiter Fahrer und der erste russische Fahrer der Formel-1-Geschichte. Mit Hewlett-Packard und dem russischen Großkonzern AwtoWAS, der mit der Marke Lada auf den Fahrzeugen warb, konnten neue zahlungskräftige neue Sponsoren gewonnen werden. Nach 16 Rennen mit dem zuverlässigen Renault R30 belegte das Team mit 133 Punkten den fünften Rang der Konstrukteursweltmeisterschaft.
Ende 2010 wurde der Einstieg der Lotus Group zur Saison 2011 als Titelsponsor des Teams bekannt, in den Meldelisten erschien es nun als Lotus Renault GP. Eine rechtliche oder tatsächliche Verbindung zu dem britischen Sportwagenhersteller Lotus oder zum traditionsreichen Team Lotus bestand allerdings nicht. Genii Capital übernahm alle übrigen Anteile am Team, die Lotus Group nutzte eine bestehende Kaufoption in der Folgezeit nicht. Ab 2012 verschwand der Name Renault endgültig aus der Teambezeichnung.

## Rückkehr als Renault Sport ab 2016

### 2016 bis 2020: Rückkauf von Lotus und Auftritt unter eigenem Namen

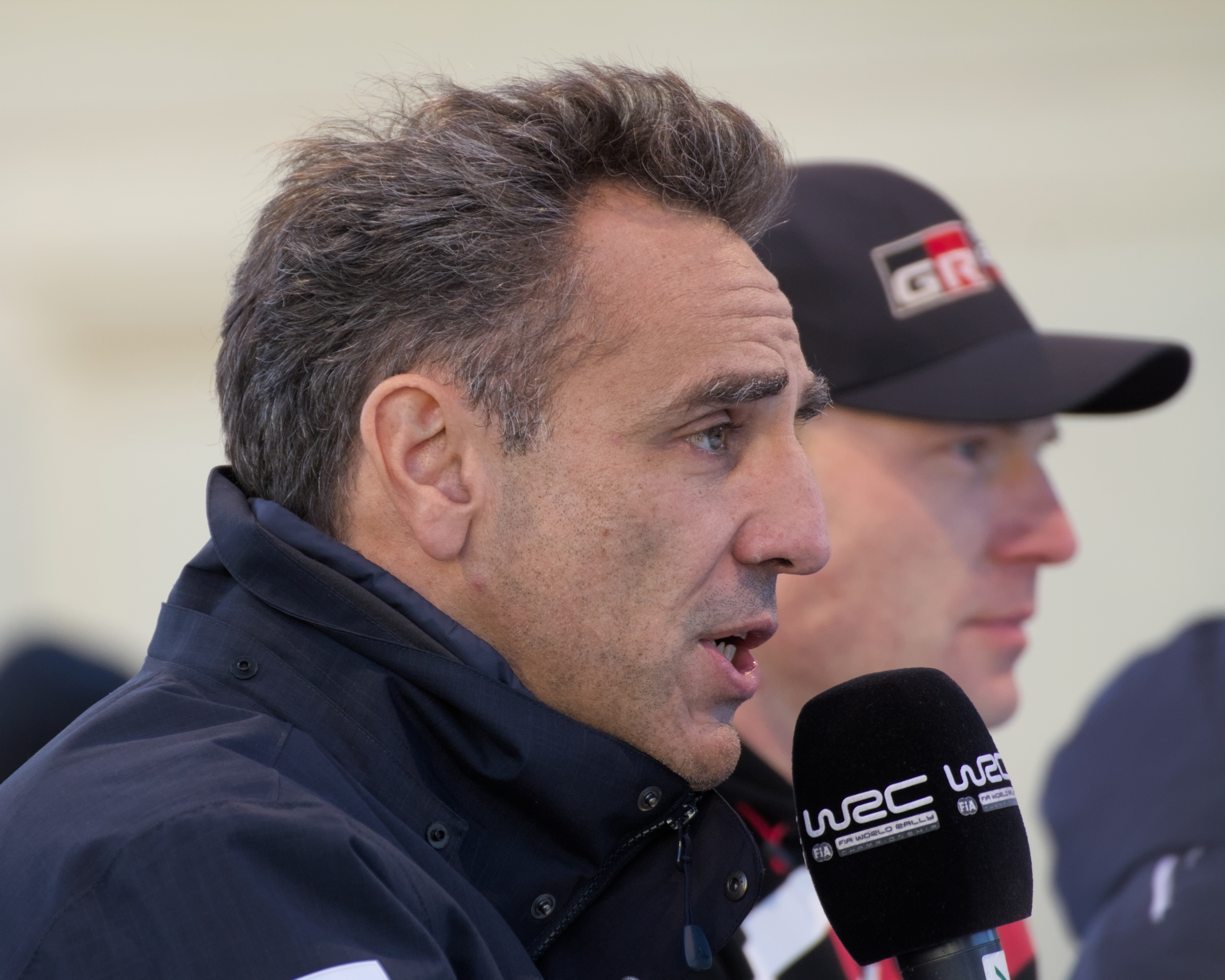
Cyril Abiteboul war Teamchef der dritten Werksteam-Ära bis 2020

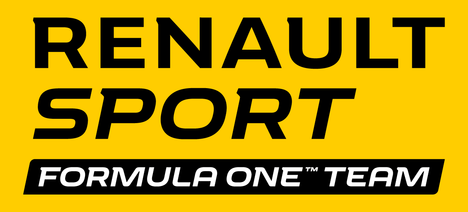
Logo zum Wiedereinstieg 2016

Nachdem das Lotus F1 Team im Laufe der Saison 2015 in erhebliche wirtschaftliche Schwierigkeiten geraten war, die eine Fortsetzung des Rennbetriebs mehrfach gefährdeten, kaufte Renault im Dezember 2015 das Team über sein britisches Tochterunternehmen Grigny zurück. Dem waren längere Untersuchungen über die Werbewirksamkeit eines bloßen Motorenengagements im Vergleich zu einem vollständigen Werkseinsatz mit eigenem Auto vorausgegangen. Die Entscheidung für eine Rückkehr Renaults in die Formel 1 war mit Sonderzahlungen des Formel-1-Rechteinhabers verbunden. Cyril Abiteboul übernahm die Leitung von Renault Sport Racing, das für alle motorsportlichen Aktivitäten der Marke zuständig ist. Teamchef des Renault Sport F1 Teams wurde Frédéric Vasseur, technischer Direktor Bob Bell. 2018 und 2019 gelang es teilweise, sich als bestes Team hinter dem dominierenden Trio Red Bull Racing, Scuderia Ferrari und Mercedes AMG F1 Team zu platzieren, der Schritt an die Spitze war aber nicht möglich, weswegen regelmäßige Punkteankünfte die größten Erfolge blieben. Viele Fahrer- und Personalwechsel brachten Unruhe ins Team.

#### 2016

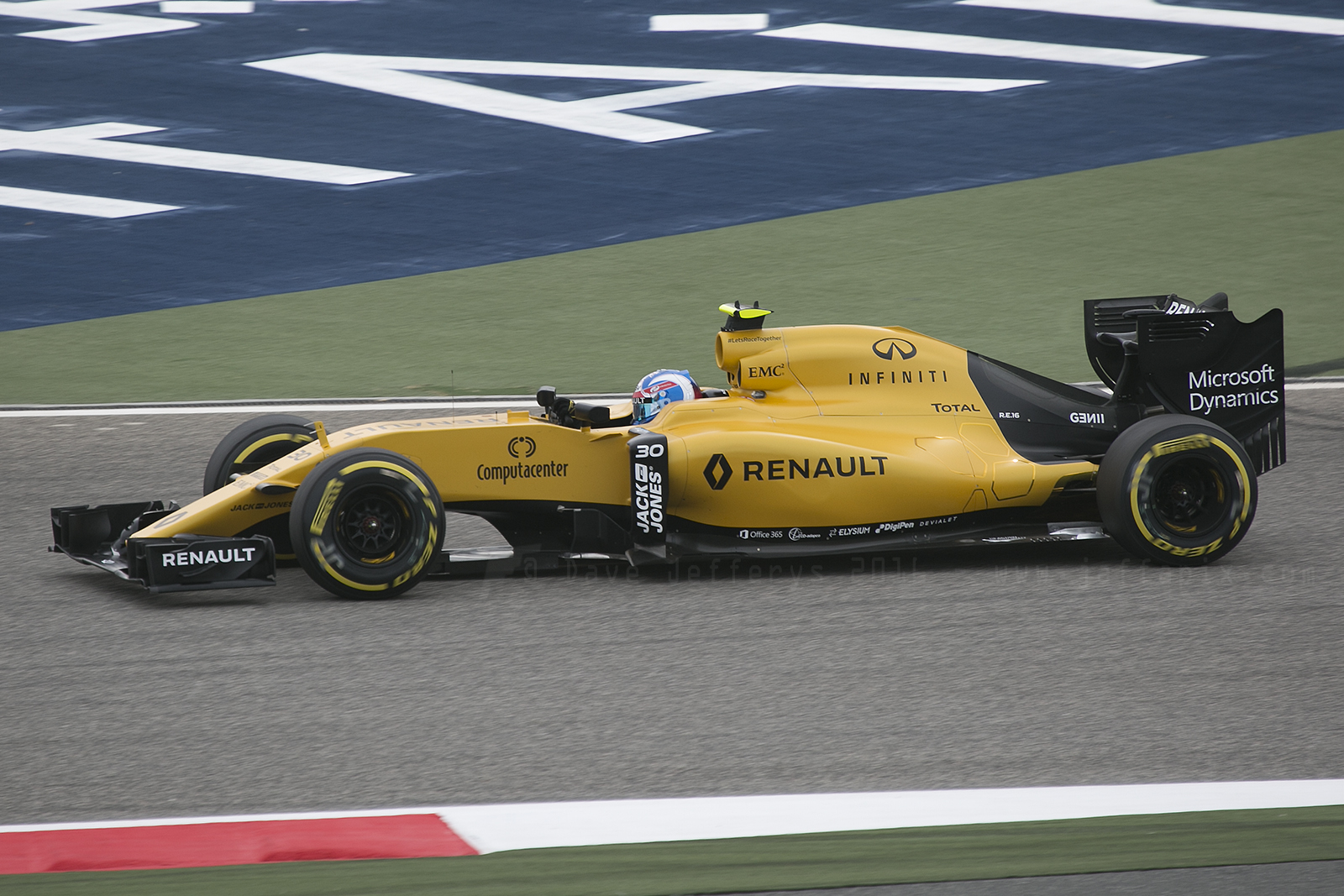
Jolyon Palmer im Renault R.S.16

In der Saison 2016 trat Renault mit dem R.S.16 an, dessen Entwicklung noch von dem bisherigen Lotus-Team begonnen worden war. Allerdings waren bereits Monate vor der Entscheidung über einen Rückkauf des Teams Renault-Ingenieure in Enstone gewesen, die Lotus bei der Entwicklung unterstützten. Das Auto setzte den gleichen Renault-Hybridmotor ein, den auch das Kundenteam Red Bull Racing verwendete (dort allerdings unter der Bezeichnung TAG Heuer). Als Fahrer hatte Lotus noch 2015 Pastor Maldonado sowie den britischen Debütanten Jolyon Palmer verpflichtet. Am 1. Februar 2016 verkündete Maldonado, 2016 nicht mehr für den Rennstall in der Formel 1 an den Start zu gehen. Daraufhin wurde der ehemalige McLaren-Testfahrer Kevin Magnussen neuer Stammpilot. Am 3. Februar präsentierte Renault in Paris das neue Team und das Einsatzfahrzeug.
Im Laufe der Saison erwies sich der R.S.16 als zuverlässig, aber langsam. Beide Fahrer kamen regelmäßig ins Ziel, den einzigen Doppelausfall gab es beim Großen Preis von Monaco. Allerdings erreichte man lediglich dreimal die Punkteränge: Magnussen wurde in Russland Siebter und in Singapur Zehnter, Palmer erreichte den zehnten Platz beim Großen Preis von Malaysia. Mit acht Punkten schloss Renault die Saison 2016 auf dem neunten Platz der Konstrukteurswertung ab.

#### 2017

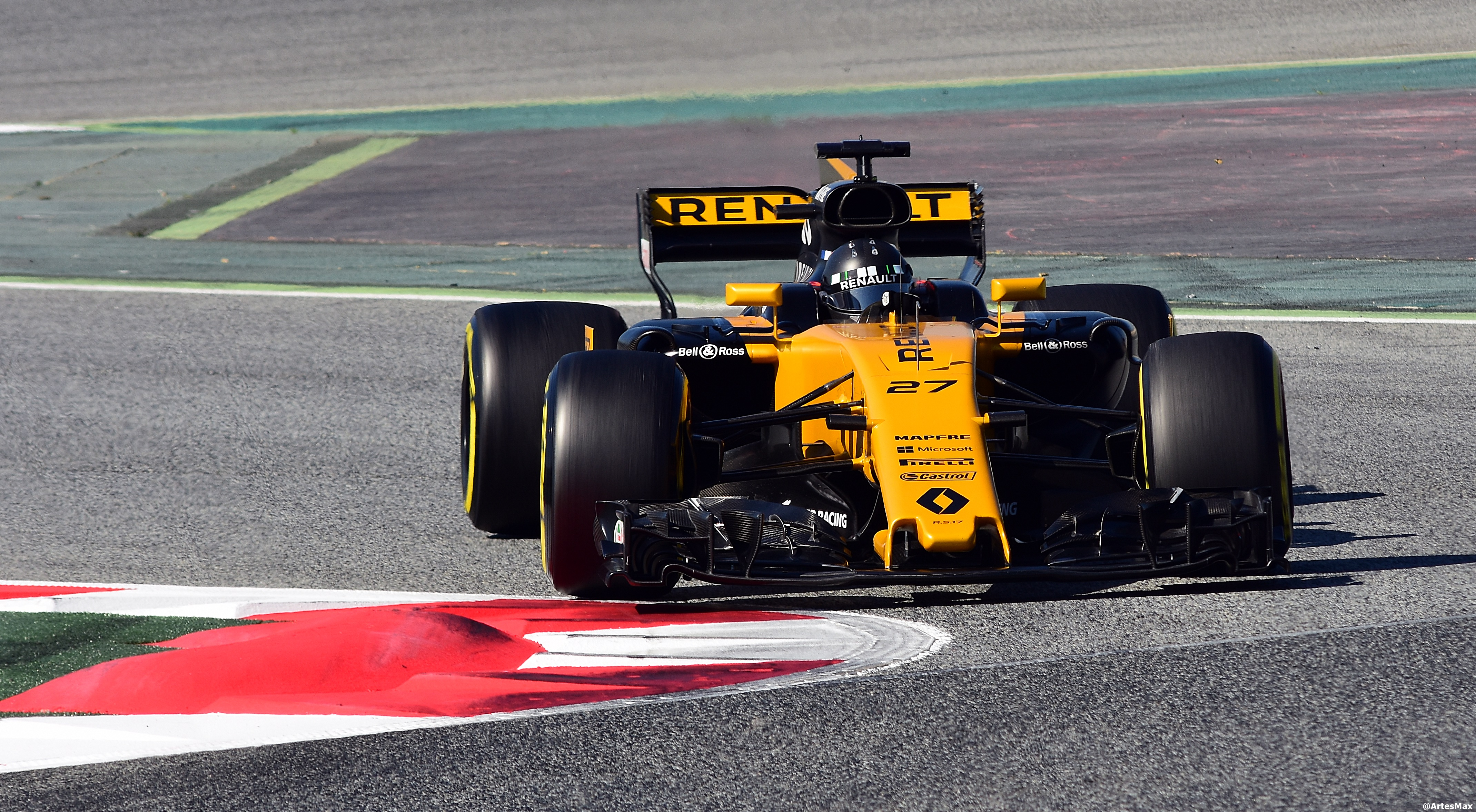
Nico Hülkenberg im Renault R.S.17

Anfang 2017 gab es mehrere Wechsel im Team. Frédéric Vasseur verließ das Management; seinen Platz nahm Jerôme Stoll ein. Kevin Magnussen wechselte zu Haas; seinen Platz nahm in der Saison 2017 der bisherige Force-India-Pilot Nico Hülkenberg ein. Jolyon Palmer blieb zunächst im Team. Einsatzfahrzeug war der Renault R.S.17, dessen Motorisierung identisch war mit der von Red Bull und Toro Rosso. Im Laufe der Saison kam Hülkenberg achtmal in den Punkterängen ins Ziel; er erzielte 43 Weltmeisterschaftspunkte. Palmer kam nur einmal in die Punkteränge, als er beim Großen Preis von Singapur Sechster wurde. Dies war, gemeinsam mit vier weiteren sechsten Plätzen durch Hülkenberg, die beste Saisonplatzierung für Renault. Zum Großen Preis der USA wurde Palmer durch den bisherigen Toro-Rosso-Piloten Carlos Sainz jr. ersetzt, der zuvor bereits für die Saison 2018 verpflichtet worden war. Mit insgesamt 57 Punkten schloss man die Saison 2017 auf dem sechsten Platz der Konstrukteurswertung ab. Renault erzielte damit 26 Punkte weniger als das fünftplatzierte Williams-Team, während der Vorsprung auf den siebtplatzierten Toro-Rosso-Rennstall lediglich vier Punkte betrug.

#### 2018

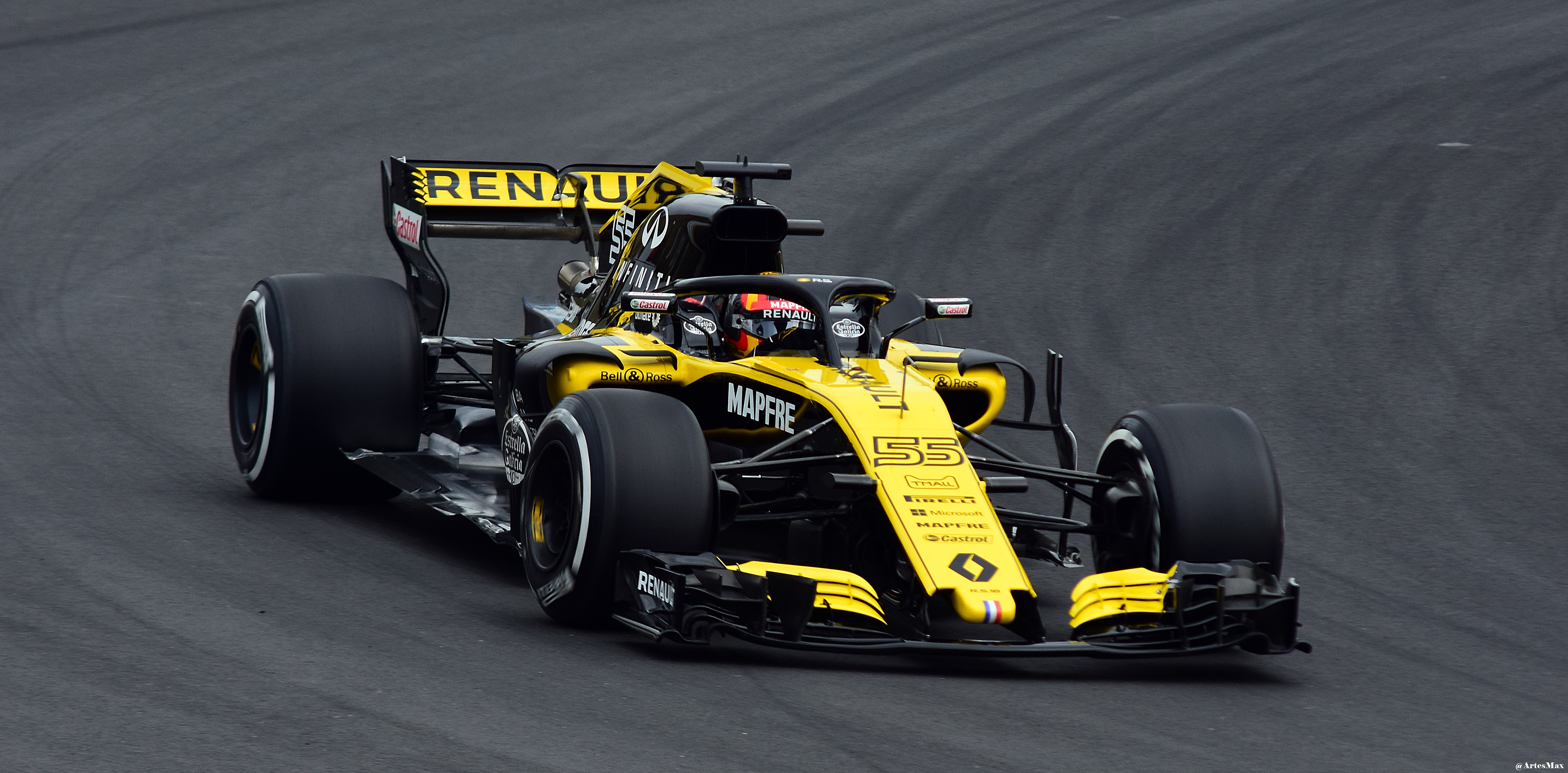
Carlos Sainz jr. im Renault R.S.18

In der Saison 2018 setzte Renault mit Nico Hülkenberg und Carlos Sainz jr. auf jene Fahrerpaarung, die bereits die letzten Rennen der Saison 2017 bestritten hatte. Einsatzfahrzeug in dieser Saison war der Renault R.S.18, der die gleiche Motorisierung hatte wie die Kundenteams Red Bull und McLaren. Gegenüber den Topteams wies Renault in dieser Saison zwar nach wie vor einen deutlichen Rückstand auf, konnte sich aber gegenüber den Vorsaisons gleichwohl steigern: So erreichte in den meisten Fällen mindestens einer der beiden Piloten den finalen Abschnitt der Qualifikation (Q3). In den Rennen wurden regelmäßig Platzierungen unter den ersten acht erreicht, dabei sprangen als beste Resultate ein fünfter Platz von Sainz in Aserbaidschan und ein weiterer fünfter Platz von Hülkenberg in Deutschland heraus. Mit 122 Punkten schloss Renault die Saison auf dem vierten Platz der Konstrukteurswertung ab. Red Bull Racing, das den dritten Platz belegte, hatte mit 419 Punkten mehr als das Dreifache eingefahren, das fünftplatzierte Haas-Team wies einen Rückstand von 29 Punkten auf.

#### 2019
Für 2019 kam es wiederum zu personellen Veränderungen: So wurde bereits Anfang August 2018 bekannt gegeben, dass der bisherige Red-Bull-Pilot Daniel Ricciardo zu Renault wechseln würde als Teamkollege von Nico Hülkenberg. Sainz wiederum wechselte zu McLaren, wo er Fernando Alonsos Cockpit übernahm. Als bestes Teamergebnis holte man in Italien einen vierten (Ricciardo) sowie fünften Platz (Hülkenberg). Am Saisonende belegte der Rennstall den fünften Gesamtrang mit 91 Punkten. Auf McLaren, die Vierter wurden, fehlten 54 Zähler. Das dahinterliegende Toro-Rosso-Team auf Platz sechs mit 85 Punkten konnte man knapp schlagen. Bei den Fahrern wurde Ricciardo mit 54 Punkten Neunter, während Hülkenberg als 14. abschloss und 37 Zähler einfuhr.

#### 2020

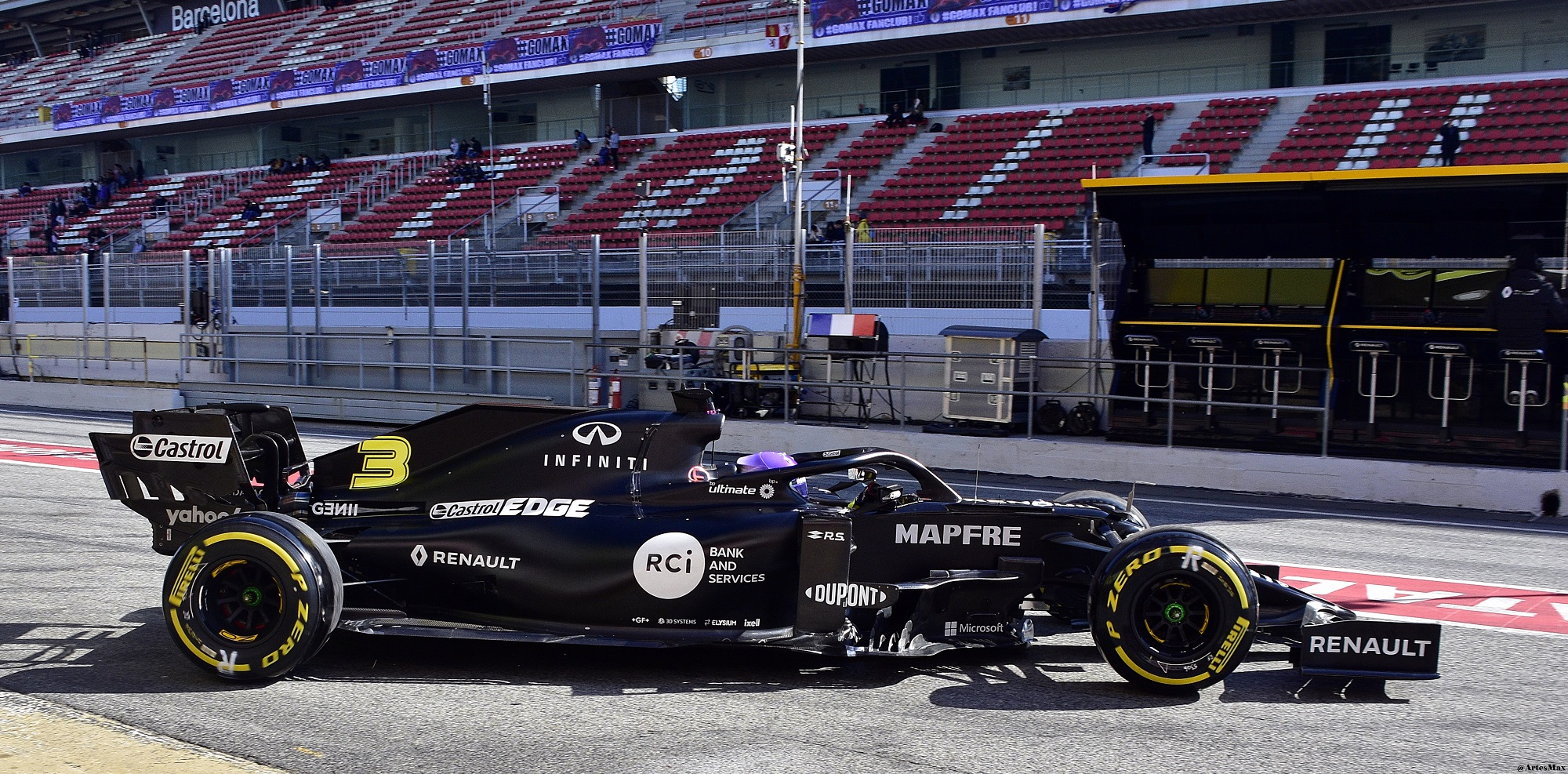
Renault R.S. 20 bei den Testfahrten in Barcelona vor Saisonbeginn

Für die Saison 2020 änderte sich das Fahreraufgebot abermals: Während Ricciardo im Team verblieb, ersetzte der bisherige Mercedes-Ersatzfahrer Esteban Ocon Hülkenberg.
Im Mai wurde bekannt, dass Ricciardo Renault zum Jahresende in Richtung McLaren verlässt. Im Juli gab Renault dann bekannt, dass Fernando Alonso ab 2021 in die Formel 1 zurückkehrt und zum dritten Mal für das Team an den Start geht. Außerdem wurde im September verkündet, dass Renault ab 2021 als Alpine an den Start gehen wird. Beim Großen Preis der Eifel erzielte Daniel Ricciardo als Dritter das erste Podium des Teams seit dem Wiedereinstieg im Jahr 2016. Dieses Ergebnis wiederholte er beim Emilia-Romagna-GP. Eine weitere Podestplatzierung gab es beim Großen Preis von Sachir, den Ocon auf Platz zwei beendete. Renault beendete die Saison auf dem fünften Platz der Konstrukteurswertung mit 181 Punkten. In der Fahrerwertung schloss Ricciardo auf Platz fünf ab mit 119 Punkten, während Ocon 62 einfuhr und Zwölfter wurde.

## Rebranding zum Alpine F1 Team

### Vorgeschichte

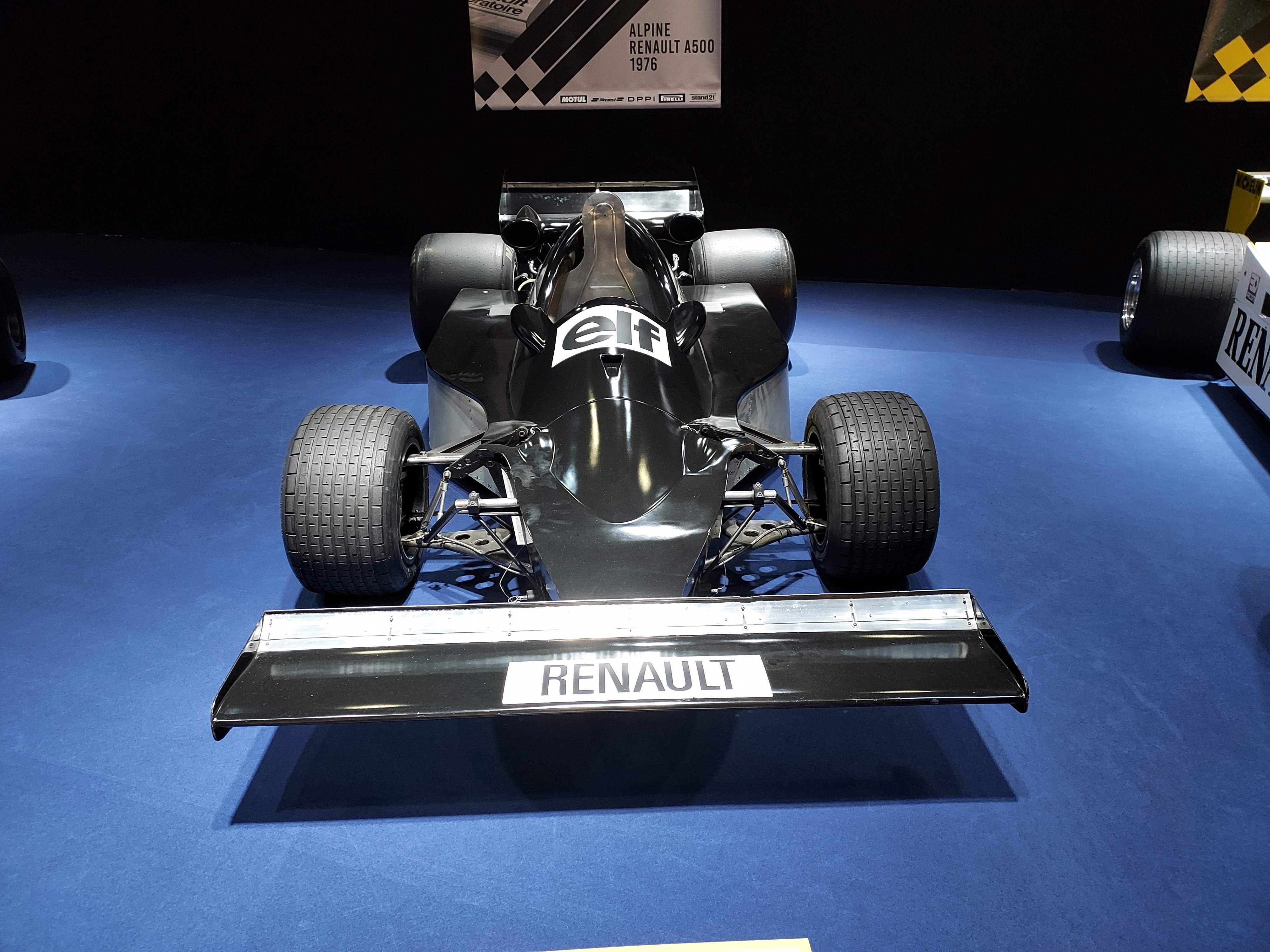
Das Entwicklungsfahrzeug Alpine A500 von 1976

Ab 2020 kam es im Zuge des Managementwechsels beim Mutterkonzern Renault unter der Regie des neuen CEO Luca de Meo zu großen Umstrukturierungen. So sollte das Investment in die 2012 wiederbelebte Traditionsmarke Alpine wachsen und deren sportliches Image durch die Teilnahme an der Formel-1-Weltmeisterschaft unterstrichen werden. Im September wurde die Umbenennung des Renault-Rennstalls zum Alpine F1 Team und die Entwicklung eines völlig neuen Markenauftritts für die Formel 1 bekanntgegeben. Eine direkte technische Zusammenarbeit mit der Marke besteht nicht. Mit der Umbenennung erfolgte auch der Rücktritt des bisherigen Alpine-Geschäftsführers Cyril Abiteboul zugunsten von Laurent Rossi, der verkündete, das Team innerhalb weniger Jahre durch das „100-Rennen-Projekt“ zum Siegerteam zu machen. Im operativen Management bildeten Renndirektor Davide Brivio, der seit 2013 das Suzuki-MotoGP-Werksteam geleitet hatte, und der technische Direktor Marcin Budkowski eine Doppelspitze ohne direkte Benennung eines Teamchefs.
Bereits 1968 hatte das zu dieser Zeit noch unabhängige Unternehmen mit dem Alpine A350 einen Formel-1-Wagen gebaut, der einige für seine Zeit sehr innovative Konstruktionsmerkmale aufwies, aber nie in einem Rennen eingesetzt wurde. Obwohl das Fahrzeug bei Tests mit einem Renault-Gordini-Motor im Circuit Park Zandvoort Rundenzeiten erzielte, die mit denen des Mittelfelds beim Großen Preis der Niederlande vergleichbar waren, untersagte Renault in Sorge um das eigene Ansehen Alpine die Nutzung des Motors für die geplante Teilnahme am Großen Preis von Frankreich. Kurz darauf wurde Alpine Teil des Renault-Konzerns und fortan für die Entwicklung von Sportwagen eingesetzt, allerdings entstand mit dem Alpine A500 im Jahr 1976 noch einmal ein Fahrzeug für die Formel 1, was schließlich als Arbeitsbasis für den Bau des Renault RS01 von 1977 herangezogen wurde.

### Regelmäßige WM-Punkte und vierte Kraft

#### 2021–2022: Rückkehr Alonsos, Rennsieg und Vetragsstreit

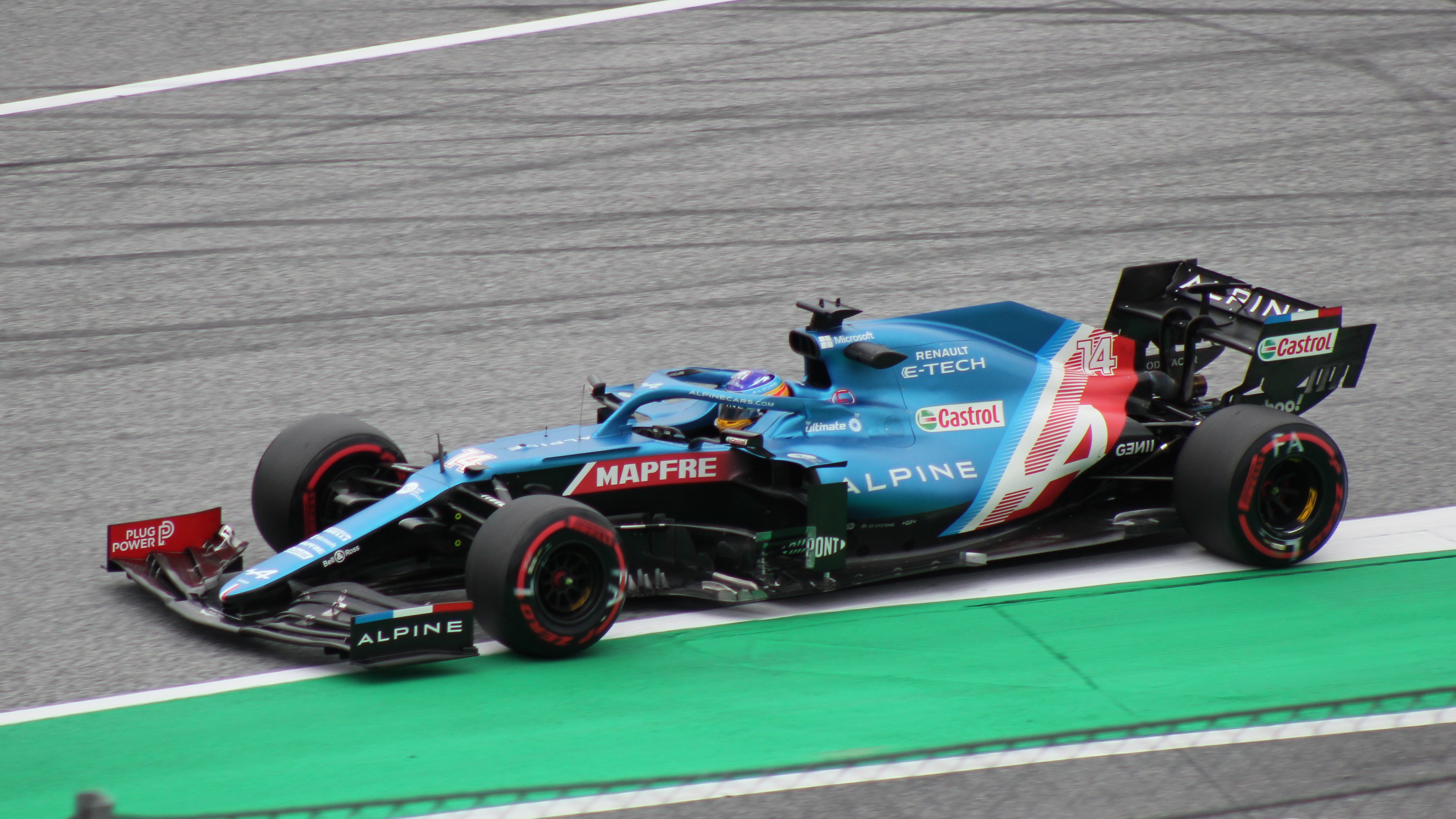
Fernando Alonso beim Großen Preis von Österreich 2021

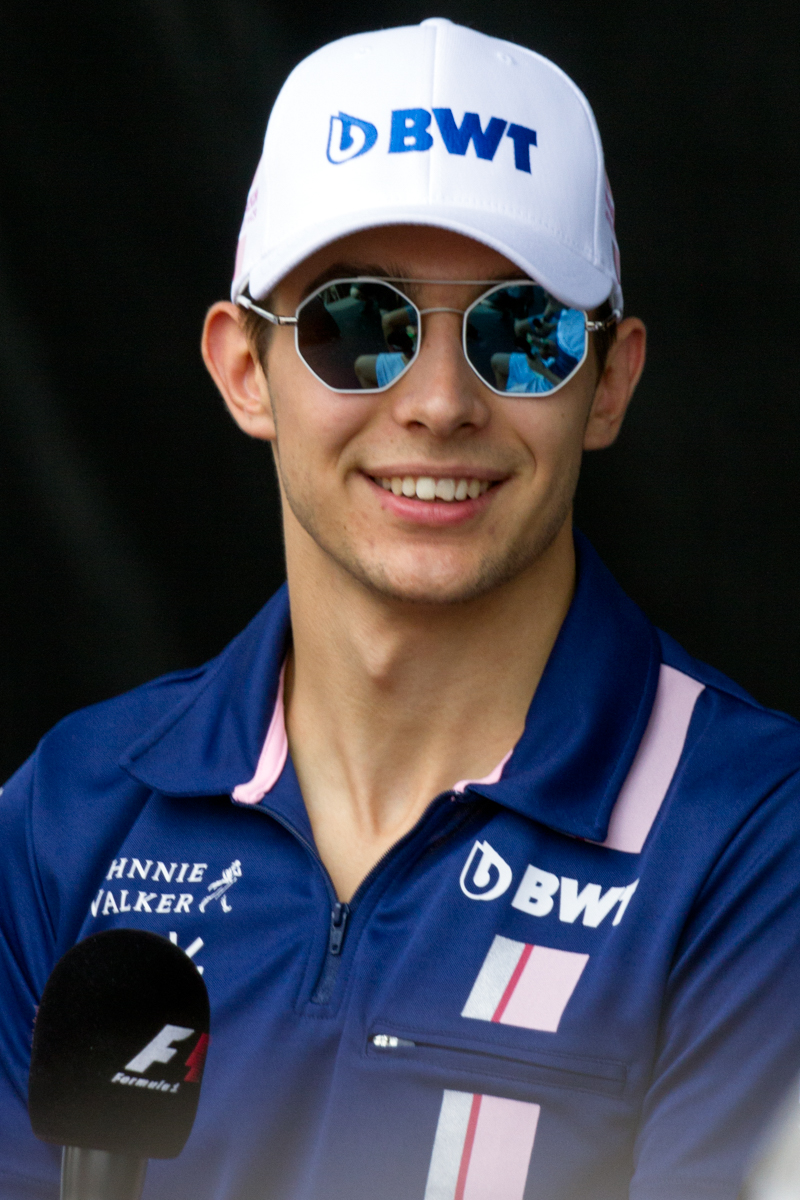
Esteban Ocon erzielte den ersten Rennsieg für das neue Renault-Werksteam

Zur Saison 2021 kehrte Fernando Alonso, der mit Renault in der Vergangenheit mehrere Titel gewonnen hatte, publikumswirksam zu Alpine zurück. Er ersetzte Daniel Ricciardo, der Renault nach nur zwei Saisons im Einvernehmen zugunsten von McLaren Racing verlassen hatte. Esteban Ocon blieb als zweiter Fahrer im Team. Der Alpine A521 war eine in Details weiterentwickelte Variante des Renault R.S.20 aus der vergangenen Saison. Da die geplante Änderung des technischen Reglements der Saison aufgrund der COVID-19-Pandemie um ein Jahr verschoben wurde, gab es auch bei der Konkurrenz nur wenig Spielraum für Weiterentwicklung. Entsprechend glichen die Ergebnisse in diesem Jahr stark denen, die in der Saison 2020 erzielt wurden. Alonso erreichte in 22 Rennen 15 Mal Punkte und eine Podestplatzierung, womit er das interne Teamduell gegen Esteban Ocon mit 81 : 74 Punkten gewann und die Fahrerweltmeisterschaft auf dem 10. Gesamtrang abschloss. Ocon folgte ihm als Elfter, erzielte allerdings mit seinem überraschenden Sieg beim durch plötzliche Wetterumschwünge beeinflussten Großen Preis von Ungarn den größten Saisonerfolg. Es war zeitgleich der erste Formel-1-Sieg für das Renault-Werksteam seit 2008 und der erste für eine rein französische Mannschaft seit 1983. Alpine beendete die Saison mit 155 Punkten auf dem fünften Platz.

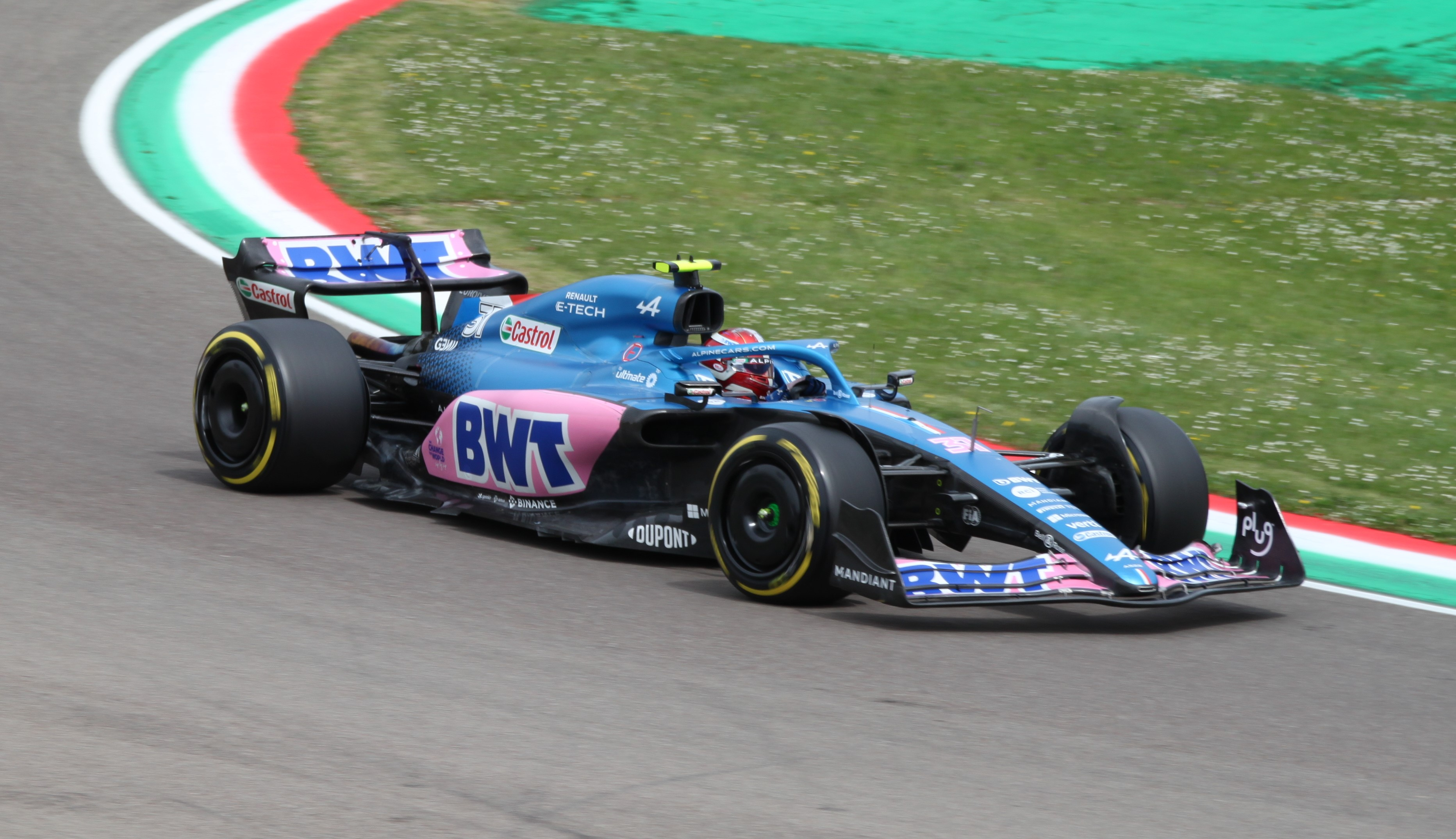
Esteban Ocon in Imola, 2022

Kurz vor Beginn der Saison 2022 wurden die Neustrukturierungspläne von Geschäftsführer Rossi weitergeführt. Mit Otmar Szafnauer wurde wieder ein Teamchef benannt und mit Bruno Famin ein neuer Leiter der Motorenproduktion. Technikdirektor Marcin Budkowski hatte Alpine bereits zum Jahreswechsel verlassen. Im Fahrerkader gab es nur wenige Änderungen. Ocon und Alonso blieben als Stammfahrer, neuer Testfahrer wurde Jack Doohan, der Anfang des Jahres in das Alpine-Nachwuchsprogramm aufgenommen wurde. Die BWT AG kehrte als Titelsponsor in die Formel 1 zurück und schloss mit Alpine einen Vertrag über mehrere Jahre. Das Jahr mit dem Alpine A522 verlief ereignislos, aber konstant. Die Fahrer konnten keine Podiumsplätze oder Siege erzielen, übertrafen mit 173 Punkten aber die Gesamtpunktzahl des Vorjahres, wodurch sich Alpine auf den vierten Rang der Konstrukteurswertung verbessern konnte.
Die zweite Jahreshälfte wurde von den Vorgängen rund um Nachwuchsfahrer Oscar Piastri überschattet: Alpine hatte ihn im August 2022 in einer Pressemitteilung als Nachfolger für Alonso präsentiert, der mit dem Team keine Einigung über einen Mehrjahresvertrag erzielen konnte und entsprechend zum Jahresende einen Wechsel angekündigt hatte. Piastri selbst hatte laut eigener Aussage aber keinen entsprechenden Vertrag unterschrieben und löste durch einen entsprechenden Post auf dem Kurznachrichtendienst Twitter ein internationales Medienecho aus. Alpine-Teamchef Otmar Szafnauer kritisierte diese Aussage scharf, drohte mit rechtlichen Schritten und äußerte, dass er von Piastri „mehr Loyalität“ erwartet habe. Die Angelegenheit wurde letztendlich vom Contract Recognition Board, einer unabhängigen Schlichtungsstelle für Streitigkeiten im internationalen Motorsport, verhandelt und zugunsten Piastris entschieden. Im Laufe des Verfahrens kam heraus, dass Piastri bereits zuvor einen Vertrag mit McLaren Racing unterzeichnet hatte. Zum Saisonende gab Alpine schließlich die Verpflichtung von Pierre Gasly als Fahrer bekannt.

#### 2023: Französisches Duo und tiefgreifende Personalwechsel

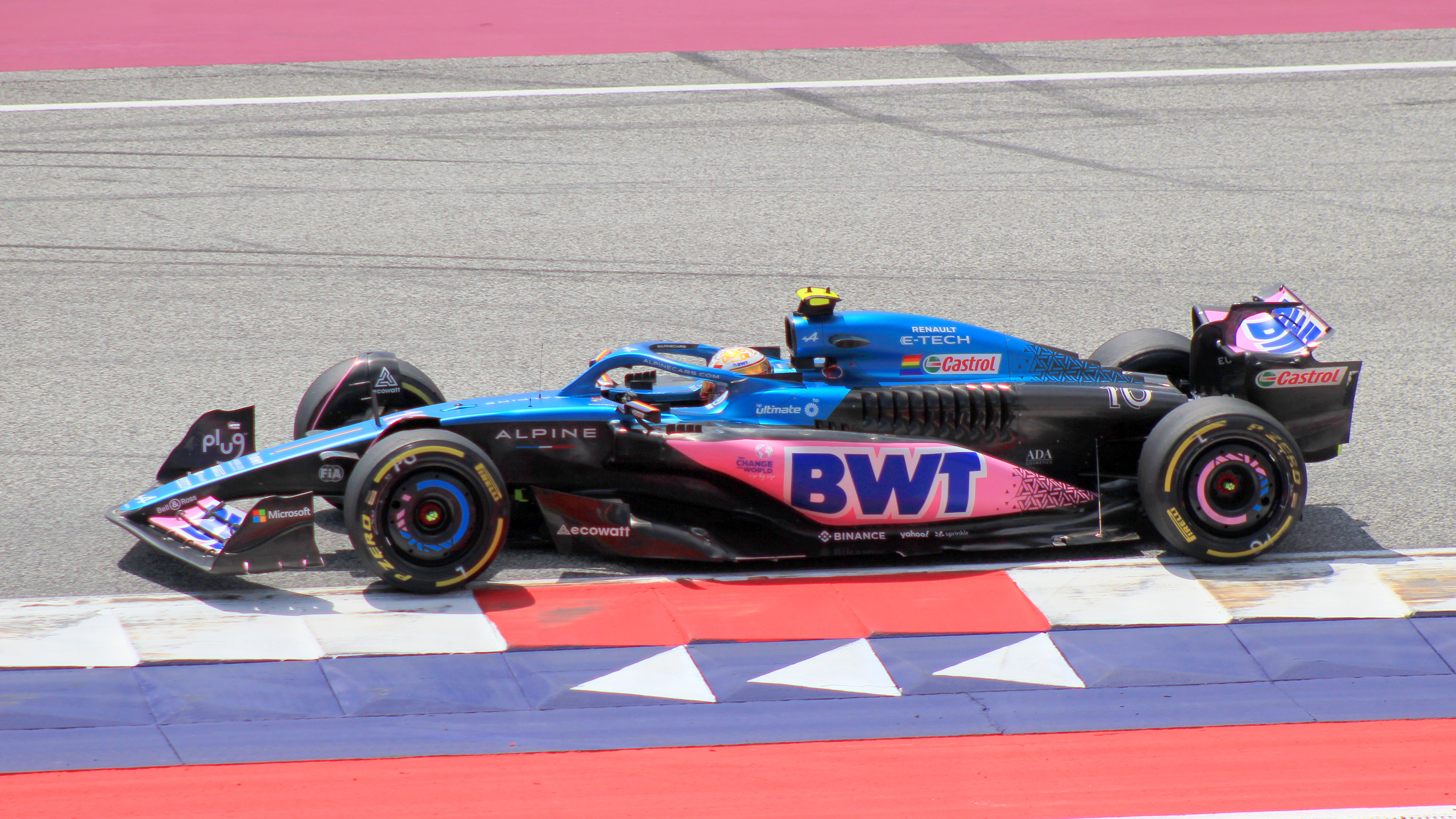
Pierre Gasly im Alpine A523 in der Saison 2023

Mit Esteban Ocon und Pierre Gasly bei Alpine war die Saison 2023 das erste Mal seit dem Großen Preis von Deutschland 1994, dass ein französisches Team zeitgleich einen französischen Motor und zwei französische Fahrer zu einem Grand Prix meldete. Die Beziehung der beiden Fahrer zueinander war allerdings durch wiederholte Konfrontationen in den Vorjahren belastet und die Medien spekulierten über mögliche Auswirkungen auf das Unternehmensklima im ohnehin durch konstante personelle und organisatorische Unruhe geplagen Rennstall. Der Alpine A523 erlaubte den Fahrern ähnlich wie in den Vorjahren den Kampf um WM-Punkte sowie vereinzelte Podestplätze, der Sprung an die Spitze war allerdings weiterhin nicht gelungen. Schwachstelle der Wagen war der Motor, dessen Leistungsdefizit im Vergleich zur Konkurrenz bis zu einer halben Sekunde Zeitverlust pro Runde für die Fahrer bedeutete.  Mit 120 Punkten belegte Alpine den sechsten Rang in der Meisterschaft, was eine Verschlechterung um zwei Plätze im Vergleich zum Vorjahr bedeutete.
Vor dem Hintergrund der Stagnation kam es schon im Juli 2023 zur Ablösung von Alpine-Geschäftsführer Laurent Rossi, der durch den Renault-Funktionär Philippe Krief ersetzt wurde. Kurz vor dem Großen Preis von Belgien wenige Wochen später gab Alpine zudem die Trennung von Teamchef Otmar Sznafauer sowie Sportdirektor Alan Permane, der den Posten bereits seit 2012, damals beim Vorgänger Lotus F1 Team, bekleidet hatte, bekannt. Auch der technische Direktor Pat Fry verkündete seinen Wechsel zu Williams F1 am Jahresende. Grund für die Wechsel waren nach übereinstimmenden Aussagen der Beteiligten die große Abhängigkeit vom Mutterkonzern Alpine und der entsprechend zu geringe Handlungsspielraum der Hauptverantwortlichen im Team zur Erfüllung unrealistischer Erfolgsziele. Die Leitung des Formel-1-Teams übernahm der bisherige Leiter der Motorenentwicklung Bruno Famin zunächst kommissarisch und anschließend fest.

### Alpine im Abwärtstrend und die Gegenwart

#### 2024: Weniger Punkte und Briatore-Rückkehr

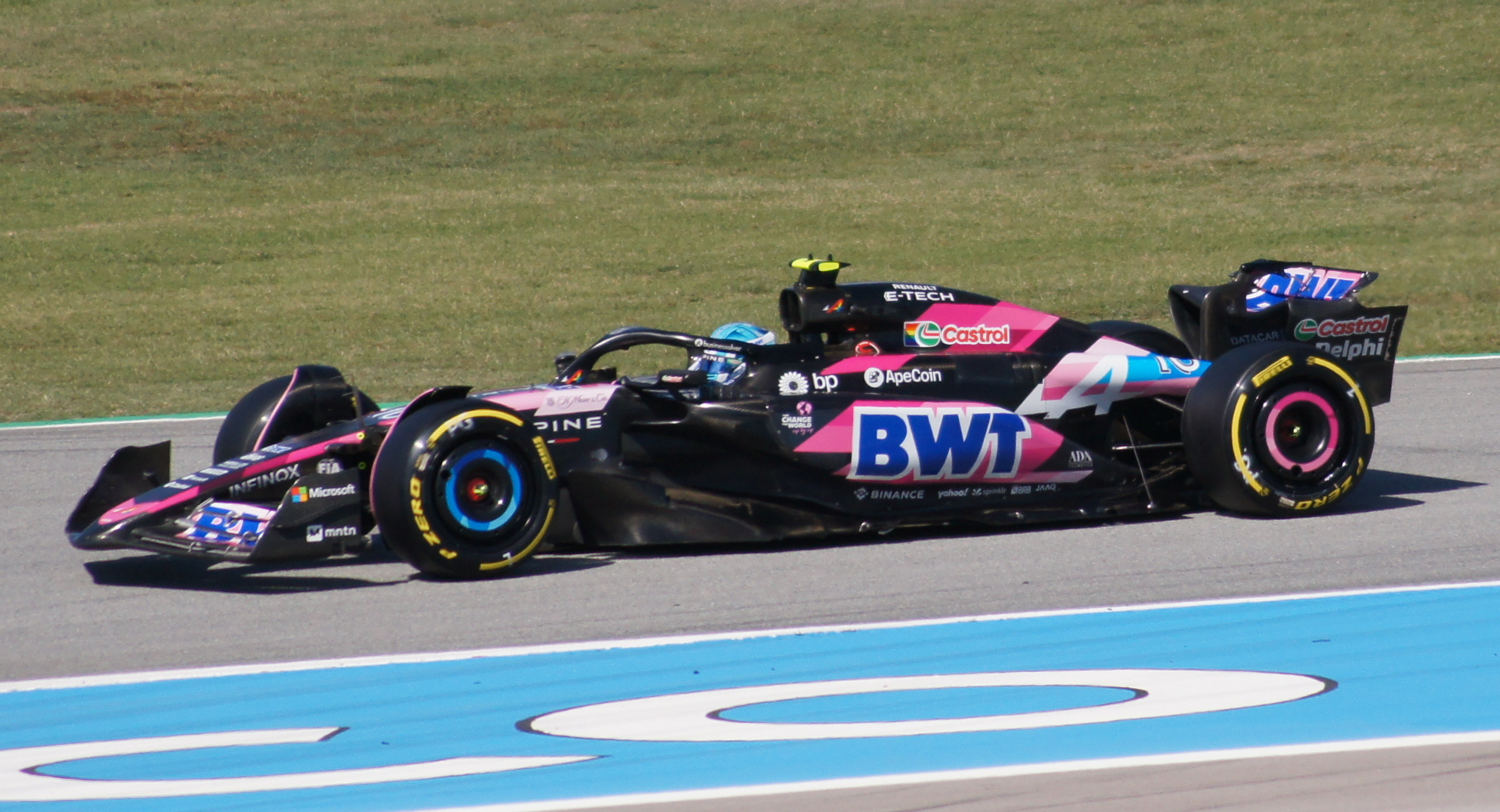
Pierre Gasly im Alpine A524, 2024

In Saison 2024 trat Alpine weiter mit seinen Fahrern Ocon und Gasly an, die bereits in der Vorsaison ein Team bildeten. Das Jahr begann katastrophal, da die Konkurrenzfähigkeit des Alpine A524 noch weiter hinter den ohnehin schon begrenzten Erwartungen zurückblieb und die Fahrer im ersten Saisondrittel praktisch chancenlos waren, Punkte zu erzielen. Die Wagen war bedingt notdürftiger Verstärkungen der Monocoques aufgrund nicht bestandener Crashtests zu schwer, aerodynamisch ineffizient und entwickelten nicht genügend Bodenhaftung. Bei der Saisoneröffnung in Bahrain konnten nur die letzten beiden Startplätze erreicht werden, was die schlechtesten Qualifikationsergebnisse für ein Renault-Werksteam seit der Nichtqualifikation von Jean-Pierre Jabouille beim Großer Preis von Kanada 1977 waren. Auch im Rennen waren Ocon und Gasly chancenlos. Im Anschluss verließen der technische Direktor Matt Harman und Chefaerodynamiker Dirk de Beer das Team mit sofortiger Wirkung auf eigenen Wunsch. Auch bei den folgenden Grands Prix waren die Alpine weit abgeschlagen und der erste WM-Punkt konnte erst beim sechsten Saisonlauf erzielt werden.
Vor dem Hintergrund dieses dramatischen Leistungsabfalls kündigte Renault zur Saisonmitte Veränderungen im Team an: Der langjährige Benetton/Renault-Teamchef Flavio Briatore wurde von Luca de Meo, Geschäftsführer des Renault-Konzerns, persönlich als führender Berater des Alpine-Formel-1-Teams verpflichtet. Teamchef Bruno Famin trat von seinem Posten zurück, Oliver Oakes wurde zum 1. August 2024 sein Nachfolger. Weiter kündigte Alpine an, sich nach fünf Jahren von Stammfahrer Esteban Ocon zu trennen, der 2025 zum Haas F1 Team wechseln wird. An seiner Stelle wurde der bisherige Testfahrer Jack Doohan neuer Teamkollege von Gasly. Beim Großen Preis von Abu Dhabi, dem letzten Rennen der Saison, gab Doohan sein Debüt, während Ocon das Team vorzeitig verließ. Auch das konzerneigene Motorenprogramm soll zum Saisonende 2025 auslaufen, ab der Saison 2026 wird das Team mit Kundenmotoren von Mercedes antreten. Beim Großen Preis von São Paulo auf dem Autódromo José Carlos Pace gelang Alpine allerdings am Saisonende nach nur vereinzelten Platzierungen in den Punkterängen völlig überraschend aufgrund eines plötzlichen Wetterumschwungs und zeitig günstigen Unfall eines Konkurrenten noch eine doppelte Podestplatzierung. Die dabei erzielten Zähler erlaubten dem Team den Sprung vom neunten auf den sechsten Platz in der Konstrukteursmeisterschaft, der bis zum Saisonende verteidigt wurde. Mit 65 Gesamtpunkten hatte Alpine nur halb so viele erzielt wie im Vorjahr.

#### 2025: Im Krisenjahr

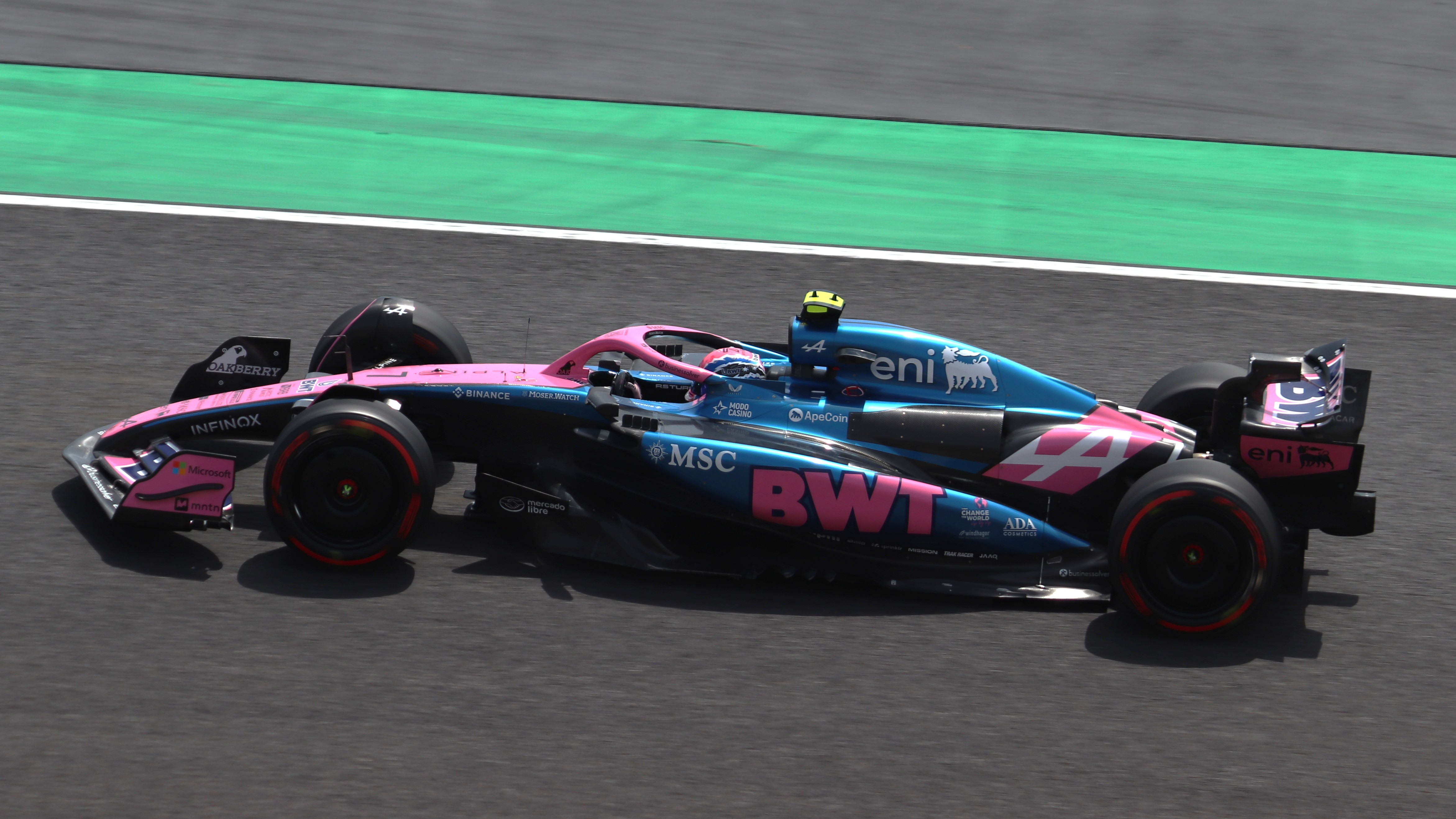
Jack Doohan im Alpine A525 in Japan, 2025

Für die Formel-1-Saison 2025 übernahm Alpine das Fahrerduo Gasly/Doohan aus dem letzten Saisonrennen, auch im technischen Schlüsselpersonal gab es keine Änderungen. Testfahrer wurden Paul Aron, Franco Colapinto, Ryō Hirakawa und Kush Maini. Der Leistungsabfall des Vorjahres trat noch deutlicher ein und der neue Alpine A525 gehörte nun dauerhaft zu den langsamsten Wagen des Feldes. Es gelang erst beim vierten Saisonrennen und damit als letztes Team der Saison, Punkte zu erzielen. Während die Designprobleme des Chassis selbst gelöst werden konnten, stach der werkseigene Motor weiterhin als deutliche Schwachstelle des Wagens heraus, gerade auf den Geraden der Strecken wurde der Leistungsnachteil gegenüber der Konkurrenz immer deutlicher. Im Anschluss an den Großen Preis von Miami trat Teamchef Oliver Oakes auf eigenen Wunsch von seinem Posten zurück. Flavio Briatore übernahm die Rolle kommissarisch und ist damit nach seiner Zeit bei Benetton Formula und dem Renault F1 Team der 2000er-Jahre zum dritten Mal als Teamchef für das Unternehmen tätig.
Vor dem Großen Preis der Emilia-Romagna versetzte Alpine Doohan nach nur sechs Rennen ohne Punkte in die Rolle des Testfahrers zurück und beförderte Franco Colapinto zum Stammfahrer. Er kehrt damit nach seinem Engagement in der Formel-1-Saison 2024 bei Williams F1 als Ersatz für Logan Sargeant wieder als aktiver Fahrer zurück und sollte zunächst fünf Rennen für Alpine bestreiten. Später verkündete Briatore allerdings, dass es keine derartige Beschränkung gebe und für eine Weiterbeschäftigung Colapintos allein dessen Leistungen zählen.
Im Juni gab Renault-Geschäftsführer Luca de Meo seinen Rücktritt bekannt, was weitreichende Spekulationen zur Zukunft des konzerneigenen Rennstalls auslöste, dessen Betrieb maßgeblich von ihm vorangetrieben wurde. Gerüchte, dass Hyundai Interesse am Kauf des Teams und damit an einem Einstieg in die Formel 1 habe, wurden von Hyundai-Rennleiter Cyril Abiteboul dementiert.

## Zahlen und Daten

### Statistik als Konstrukteur in der Formel 1
Stand: Großer Preis von Ungarn, 3. August 2025
| Saison | Teamname                            | Chassis                    | Motor                | Reifen | Grand Prix | Siege | Zweiter | Dritter | Poles | schn. Runden | Punkte | WM-Rang |
| ------ | ----------------------------------- | -------------------------- | -------------------- | ------ | ---------- | ----- | ------- | ------- | ----- | ------------ | ------ | ------- |
| 1977   | Équipe Renault Elf                  | Renault RS01               | Renault 1.5 V6T      | M      | 4          | –     | –       | –       | –     | –            | –      | 19.     |
| 1978   | Equipe Renault Elf                  | Renault RS01               | Renault 1.5 V6T      | M      | 14         | –     | –       | –       | –     | –            | 3      | 12.     |
| 1979   | Equipe Renault Elf                  | Renault RS01 Renault RS10  | Renault 1.5 V6T      | M      | 14         | 1     | 2       | 1       | 6     | 2            | 26     | 6.      |
| 1980   | Equipe Renault Elf                  | Renault RE20               | Renault 1.5 V6T      | M      | 14         | 3     | 1       | –       | 5     | 4            | 38     | 4.      |
| 1981   | Equipe Renault Elf                  | Renault RE20B Renault RE30 | Renault 1.5 V6T      | M      | 15         | 3     | 3       | 1       | 6     | 2            | 54     | 3.      |
| 1982   | Equipe Renault Elf                  | Renault RE30B              | Renault 1.5 V6T      | M      | 16         | 4     | 3       | 1       | 10    | 5            | 62     | 3.      |
| 1983   | Equipe Renault Elf                  | Renault RE30C Renault RE40 | Renault 1.5 V6T      | M      | 15         | 4     | 3       | 4       | 3     | 3            | 79     | 2.      |
| 1984   | Equipe Renault Elf                  | Renault RE50               | Renault 1.5 V6T      | M      | 16         | –     | 3       | 2       | 1     | 2            | 34     | 5.      |
| 1985   | Equipe Renault Elf                  | Renault RE60 Renault RE60B | Renault 1.5 V6T      | G      | 15         | –     | –       | 2       | –     | –            | 16     | 7.      |
|        |                                     |                            |                      |        |            |       |         |         |       |              |        |         |
| 2002   | Mild Seven Renault F1 Team          | Renault R202               | Renault RS22 3.0 V10 | M      | 17         | –     | –       | –       | –     | –            | 23     | 4.      |
| 2003   | Mild Seven Renault F1 Team          | Renault R23 Renault R23B   | Renault RS23 3.0 V10 | M      | 16         | 1     | 1       | 3       | 2     | 1            | 88     | 4.      |
| 2004   | Mild Seven Renault F1 Team          | Renault R24                | Renault RS24 3.0 V10 | M      | 18         | 1     | 1       | 4       | 3     | –            | 105    | 3.      |
| 2005   | Mild Seven Renault F1 Team          | Renault R25                | Renault RS25 3.0 V10 | M      | 19         | 8     | 6       | 4       | 7     | 3            | 191    | 1.      |
| 2006   | Mild Seven Renault F1 Team          | Renault R26                | Renault RS26 2.4 V8  | M      | 18         | 8     | 7       | 4       | 7     | 5            | 206    | 1.      |
| 2007   | ING Renault F1 Team                 | Renault R27                | Renault RS27 2.4 V8  | B      | 17         | –     | 1       | –       | –     | –            | 51     | 3.      |
| 2008   | ING Renault F1 Team                 | Renault R28                | Renault RS27 2.4 V8  | B      | 18         | 2     | 2       | –       | –     | –            | 80     | 4.      |
| 2009   | ING Renault F1 Team Renault F1 Team | Renault R29                | Renault RS27 2.4 V8  | B      | 17         | –     | –       | 1       | 1     | 2            | 26     | 8.      |
|        |                                     |                            |                      |        |            |       |         |         |       |              |        |         |
| 2016   | Renault Sport F1 Team               | Renault R.S.16             | Renault R.E.16       | P      | 21         | –     | –       | –       | –     | –            | 8      | 9.      |
| 2017   | Renault Sport F1 Team               | Renault R.S.17             | Renault R.E.17       | P      | 20         | –     | –       | –       | –     | –            | 57     | 6.      |
| 2018   | Renault Sport F1 Team               | Renault R.S.18             | Renault R.E.18       | P      | 21         | –     | –       | –       | –     | –            | 122    | 4.      |
| 2019   | Renault F1 Team                     | Renault R.S.19             | Renault E-Tech 19    | P      | 21         | –     | –       | –       | –     | –            | 91     | 5.      |
| 2020   | Renault DP World F1 Team            | Renault R.S.20             | Renault E-Tech 20    | P      | 17         | –     | 1       | 2       | –     | 2            | 181    | 5.      |
| 2021   | Alpine F1 Team                      | Alpine A521                | Renault E-Tech 20B   | P      | 22         | 1     | –       | 1       | –     | –            | 155    | 5.      |
| 2022   | BWT Alpine F1 Team                  | Alpine A522                | Renault E-Tech RE22  | P      | 22         | –     | –       | –       | –     | –            | 173    | 4.      |
| 2023   | BWT Alpine F1 Team                  | Alpine A523                | Renault E-Tech RE23  | P      | 22         | –     | –       | 2       | –     | –            | 120    | 6.      |
| 2024   | BWT Alpine F1 Team                  | Alpine A524                | Renault E-Tech RE24  | P      | 24         | –     | 1       | 1       | –     | 1            | 65     | 6.      |
| 2025   | BWT Alpine F1 Team                  | Alpine A525                | Renault E-Tech RE25  | P      | 14         | –     | –       | –       | –     | –            | 20     | 10.     |
| Gesamt | Gesamt                              | Gesamt                     | Gesamt               | Gesamt | 465        | 36    | 35      | 33      | 51    | 32           | 2074   |         |

### Alle Fahrer des Renault-Werksteams in der Formel 1

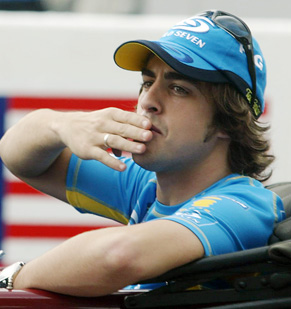
Erfolgreichster Renault-Pilot: Fernando Alonso

Stand: Großer Preis von Ungarn, 3. August 2025
| Name                  | Jahre                     | Grand Prix | Punkte | Siege | Zweiter | Dritter | Poles | SR | beste WM-Pos.   |
| --------------------- | ------------------------- | ---------- | ------ | ----- | ------- | ------- | ----- | -- | --------------- |
| Fernando Alonso       | 2003–06, 2008–09, 2021–22 | 149        | 630    | 17    | 15      | 10      | 16    | 10 | 1. (2005, 2006) |
| Esteban Ocon          | 2020–2024                 | 106        | 310    | 1     | 2       | 1       | –     | 1  | 8. (2022)       |
| Nico Hülkenberg       | 2017–19                   | 62         | 149    | –     | –       | –       | –     | –  | 7. (2018)       |
| Pierre Gasly          | 2023–                     | 59         | 124    | –     | –       | 2       | –     | –  | 10. (2024)      |
| René Arnoux           | 1979–82                   | 58         | 85     | 4     | 5       | 2       | 14    | 8  | 6. (1980, 1982) |
| Giancarlo Fisichella  | 2005–07                   | 53         | 151    | 2     | 1       | 5       | 2     | 1  | 4. (2006)       |
| Jarno Trulli          | 2002–04                   | 48         | 88     | 1     | –       | 2       | 2     | –  | 6. (2004)       |
| Alain Prost           | 1981–83                   | 46         | 134    | 9     | 6       | 2       | 10    | 8  | 2. (1983)       |
| Jean-Pierre Jabouille | 1977–80                   | 45         | 21     | 2     | –       | –       | 6     | –  | 8. (1980)       |
| Daniel Ricciardo      | 2019–20                   | 38         | 173    | –     | –       | 2       | –     | 2  | 5. (2020)       |
| Jolyon Palmer         | 2016–17                   | 35         | 9      | –     | –       | –       | –     | –  | 17. (2017)      |
| Derek Warwick         | 1984–85                   | 31         | 28     | –     | 2       | 2       | –     | 1  | 7. (1984)       |
| Patrick Tambay        | 1984–85                   | 30         | 22     | –     | 1       | 2       | 1     | 1  | 11. (1984)      |
| Nelson Piquet jr.     | 2008–09                   | 28         | 19     | –     | 1       | –       | –     | –  | 12. (2008)      |
| Carlos Sainz jr.      | 2017–18                   | 25         | 59     | –     | –       | –       | –     | –  | 10. (2018)      |
| Kevin Magnussen       | 2016                      | 21         | 7      | –     | –       | –       | –     | –  | 16. (2016)      |
| Jenson Button         | 2002                      | 17         | 14     | –     | –       | –       | –     | –  | 7. (2002)       |
| Heikki Kovalainen     | 2007                      | 17         | 30     | –     | 1       | –       | –     | –  | 7. (2007)       |
| Eddie Cheever         | 1983                      | 15         | 22     | –     | 1       | 3       | –     | –  | 7. (1983)       |
| Jack Doohan           | 2024–25                   | 7          | –      | –     | –       | –       | –     | –  | 24. (2024)      |
| Franco Colapinto      | 2024–                     | 7          | –      | –     | –       | –       | –     | –  | —               |
| Romain Grosjean       | 2009                      | 7          | –      | –     | –       | –       | –     | –  | 23. (2009)      |
| Jacques Villeneuve    | 2004                      | 3          | –      | –     | –       | –       | –     | –  | 21. (2004)      |
| Philippe Streiff      | 1984                      | 1          | –      | –     | –       | –       | –     | –  | —               |
| François Hesnault     | 1985                      | 1          | –      | –     | –       | –       | –     | –  | —               |

Aktuelle Fahrer sind gelb dargestellt.

### Ergebnisse in der Formel 1

#### 1977 bis 1985
| Saison | Chassis             | Fahrer          | Nr. | 1   | 2   | 3   | 4   | 5   | 6   | 7   | 8   | 9   | 10  | 11  | 12  | 13  | 14  | 15  | 16  | 17 | Punkte | Rang |
| ------ | ------------------- | --------------- | --- | --- | --- | --- | --- | --- | --- | --- | --- | --- | --- | --- | --- | --- | --- | --- | --- | -- | ------ | ---- |
| 1977   | Renault RS01        |                 |     |     |     |     |     |     |     |     |     |     |     |     |     |     |     |     |     |    | 0      | NC   |
| 1977   | Renault RS01        | J.-P. Jabouille | 015 |     |     |     |     |     |     |     |     |     | DNF |     |     | DNF | DNF | DNF | DNQ |    | 0      | NC   |
| 1978   | Renault RS01        |                 |     |     |     |     |     |     |     |     |     |     |     |     |     |     |     |     |     |    | 3      | 12.  |
| 1978   | Renault RS01        | J.-P. Jabouille | 015 |     |     | DNF | DNF | 10  | NC  | 13  | DNF | DNF | DNF | DNF | DNF | DNF | DNF | 4   | 12  |    | 3      | 12.  |
| 1979   | Renault RS01, RS10  |                 |     |     |     |     |     |     |     |     |     |     |     |     |     |     |     |     |     |    | 26     | 6.   |
| 1979   | Renault RS01, RS10  | J.-P. Jabouille | 015 | DNF | 10  | DNF | DNS | DNF | DNF | NC  | 1   | DNF | DNF | DNF | DNF | 14* | DNF | DNF |     |    | 26     | 6.   |
| 1979   | Renault RS01, RS10  | R. Arnoux       | 016 | DNF | DNF | DNF | DNS | 9   | DNF | DNF | 3   | 2   | DNF | 6   | DNF | DNF | DNF | 2   |     |    | 26     | 6.   |
| 1980   | Renault RE20        |                 |     |     |     |     |     |     |     |     |     |     |     |     |     |     |     |     |     |    | 38     | 4.   |
| 1980   | Renault RE20        | J.-P. Jabouille | 015 | DNF | DNF | DNF | 10  | DNF | DNF | DNF | DNF | DNF | 1   | DNF | DNF | DNF |     |     |     |    | 38     | 4.   |
| 1980   | Renault RE20        | R. Arnoux       | 016 | DNF | 1   | 1   | 9   | 4   | DNF | 5   | NC  | DNF | 9   | 2   | 10  | DNF | 7   |     |     |    | 38     | 4.   |
| 1981   | Renault RE20B, RE30 |                 |     |     |     |     |     |     |     |     |     |     |     |     |     |     |     |     |     |    | 54     | 3.   |
| 1981   | Renault RE20B, RE30 | A. Prost        | 015 | DNF | DNF | 3   | DNF | DNF | DNF | DNF | 1   | DNF | 2   | DNF | 1   | 1   | DNF | 2   |     |    | 54     | 3.   |
| 1981   | Renault RE20B, RE30 | R. Arnoux       | 016 | 8   | DNF | 5   | 8   | DNQ | DNF | 9   | 4   | 9*  | 13  | 2   | DNF | DNF | DNF | DNF |     |    | 54     | 3.   |
| 1982   | Renault RE30B       |                 |     |     |     |     |     |     |     |     |     |     |     |     |     |     |     |     |     |    | 62     | 3.   |
| 1982   | Renault RE30B       | A. Prost        | 015 | 1   | 1   | DNF | DNF | DNF | 7*  | NC  | DNF | DNF | 6   | 2   | DNF | 8*  | 2   | DNF | 4   |    | 62     | 3.   |
| 1982   | Renault RE30B       | R. Arnoux       | 016 | 3   | DNF | DNF | DNF | DNF | DNF | 10  | DNF | DNF | DNF | 1   | 2   | DNF | 16* | 1   | DNF |    | 62     | 3.   |
| 1983   | Renault RE30C, RE40 |                 |     |     |     |     |     |     |     |     |     |     |     |     |     |     |     |     |     |    | 79     | 2.   |
| 1983   | Renault RE30C, RE40 | A. Prost        | 015 | 7   | 11  | 1   | 2   | 3   | 1   | 8   | 5   | 1   | 4   | 1   | DNF | DNF | 2   | DNF |     |    | 79     | 2.   |
| 1983   | Renault RE30C, RE40 | E. Cheever      | 016 | DNF | 13  | 3   | DNF | DNF | 3   | DNF | 2   | DNF | DNF | 4   | DNF | 3   | 10  | 6   |     |    | 79     | 2.   |
| 1984   | Renault RE50        |                 |     |     |     |     |     |     |     |     |     |     |     |     |     |     |     |     |     |    | 34     | 5.   |
| 1984   | Renault RE50        | P. Tambay       | 015 | 5*  | DNF | 7   | DNF | 2   | DNF | DNS | DNF | DNF | 8*  | 5   | DNF | 6   | DNF | DNF | 7   |    | 34     | 5.   |
| 1984   | Renault RE50        | D. Warwick      | 016 | DNF | 3   | 2   | 4   | DNF | DNF | DNF | DNF | DNF | 2   | 3   | DNF | DNF | DNF | 11  | DNF |    | 34     | 5.   |
| 1984   | Renault RE50        | P. Streiff      | 033 |     |     |     |     |     |     |     |     |     |     |     |     |     |     |     | DNF |    | 34     | 5.   |
| 1985   | Renault RE60, RE60B |                 |     |     |     |     |     |     |     |     |     |     |     |     |     |     |     |     |     |    | 16     | 7.   |
| 1985   | Renault RE60, RE60B | F. Hesnault     | 014 |     |     |     |     |     |     |     |     | DNF |     |     |     |     |     |     |     |    | 16     | 7.   |
| 1985   | Renault RE60, RE60B | P. Tambay       | 015 | 5   | 3   | 3   | DNF | 7   | DNF | 6   | DNF | DNF | 10* | DNF | 7   | DNF | 12  |     | DNF |    | 16     | 7.   |
| 1985   | Renault RE60, RE60B | D. Warwick      | 016 | 10  | 7   | 10  | 5   | DNF | DNF | 7   | 5   | DNF | DNF | DNF | DNF | 6   | DNF |     | DNF |    | 16     | 7.   |

#### 2002 bis 2009
| Saison | Chassis           | Fahrer        | Nr. | 1   | 2   | 3   | 4   | 5   | 6   | 7   | 8   | 9   | 10  | 11  | 12  | 13  | 14  | 15  | 16  | 17  | 18  | 19 | Punkte | Rang |
| ------ | ----------------- | ------------- | --- | --- | --- | --- | --- | --- | --- | --- | --- | --- | --- | --- | --- | --- | --- | --- | --- | --- | --- | -- | ------ | ---- |
| 2002   | Renault R202      |               |     |     |     |     |     |     |     |     |     |     |     |     |     |     |     |     |     |     |     |    | 23     | 4.   |
| 2002   | Renault R202      | J. Trulli     | 014 | DNF | DNF | DNF | 9   | 10* | DNF | 4   | 6   | 8   | DNF | DNF | DNF | 8   | DNF | 4   | 5   | DNF |     |    | 23     | 4.   |
| 2002   | Renault R202      | J. Button     | 015 | DNF | 4   | 4   | 5   | 12* | 7   | DNF | 15* | 5   | 12* | 6   | DNF | DNF | DNF | 5   | 8   | 6   |     |    | 23     | 4.   |
| 2003   | Renault R23, R23B |               |     |     |     |     |     |     |     |     |     |     |     |     |     |     |     |     |     |     |     |    | 88     | 4.   |
| 2003   | Renault R23, R23B | J. Trulli     | 07  | 5   | 5   | 8   | 13  | DNF | 8   | 6   | DNF | DNF | DNF | 6   | 3   | 7   | DNF | 4   | 5   |     |     |    | 88     | 4.   |
| 2003   | Renault R23, R23B | F. Alonso     | 08  | 7   | 3   | 3   | 6   | 2   | DNF | 5   | 4   | 4   | DNF | DNF | 4   | 1   | 8   | DNF | DNF |     |     |    | 88     | 4.   |
| 2004   | Renault R24       |               |     |     |     |     |     |     |     |     |     |     |     |     |     |     |     |     |     |     |     |    | 105    | 3.   |
| 2004   | Renault R24       | J. Trulli     | 07  | 7   | 5   | 4   | 5   | 3   | 1   | 4   | DNF | 4   | 4   | DNF | 11  | DNF | 9   | 10  |     |     |     |    | 105    | 3.   |
| 2004   | Renault R24       | J. Villeneuve | 07  |     |     |     |     |     |     |     |     |     |     |     |     |     |     |     | 11  | 10  | 10  |    | 105    | 3.   |
| 2004   | Renault R24       | F. Alonso     | 08  | 3   | 7   | 6   | 4   | 4   | DNF | 5   | DNF | DNF | 2   | 10  | 3   | 3   | DNF | DNF | 4   | 5   | 4   |    | 105    | 3.   |
| 2005   | Renault R25       |               |     |     |     |     |     |     |     |     |     |     |     |     |     |     |     |     |     |     |     |    | 191    | 1.   |
| 2005   | Renault R25       | F. Alonso     | 05  | 3   | 1   | 1   | 1   | 2   | 4   | 1   | DNF | DNS | 1   | 2   | 1   | 11  | 2   | 2   | 2   | 3   | 3   | 1  | 191    | 1.   |
| 2005   | Renault R25       | G. Fisichella | 06  | 1   | DNF | DNF | DNF | 5   | 12  | 6   | DNF | DNS | 6   | 4   | 4   | 9   | 4   | 3   | DNF | 5   | 2   | 4  | 191    | 1.   |
| 2006   | Renault R26       |               |     |     |     |     |     |     |     |     |     |     |     |     |     |     |     |     |     |     |     |    | 206    | 1.   |
| 2006   | Renault R26       | F. Alonso     | 01  | 1   | 2   | 1   | 2   | 2   | 1   | 1   | 1   | 1   | 5   | 2   | 5   | DNF | 2   | DNF | 2   | 1   | 2   |    | 206    | 1.   |
| 2006   | Renault R26       | G. Fisichella | 02  | DNF | 1   | 5   | 8   | 6   | 3   | 6   | 4   | 4   | 3   | 6   | 6   | DNF | 6   | 4   | 3   | 3   | 6   |    | 206    | 1.   |
| 2007   | Renault R27       |               |     |     |     |     |     |     |     |     |     |     |     |     |     |     |     |     |     |     |     |    | 51     | 3.   |
| 2007   | Renault R27       | G. Fisichella | 03  | 5   | 6   | 8   | 9   | 4   | DSQ | 9   | 6   | 8   | 10  | 12  | 9   | 12  | DNF | 5   | 11  | DNF |     |    | 51     | 3.   |
| 2007   | Renault R27       | H. Kovalainen | 04  | 10  | 8   | 9   | 7   | 13  | 4   | 5   | 15  | 7   | 8   | 8   | 6   | 7   | 8   | 2   | 9   | DNF |     |    | 51     | 3.   |
| 2008   | Renault R28       |               |     |     |     |     |     |     |     |     |     |     |     |     |     |     |     |     |     |     |     |    | 80     | 4.   |
| 2008   | Renault R28       | F. Alonso     | 05  | 4   | 8   | 10  | DNF | 6   | 10  | DNF | 8   | 6   | 11  | 4   | DNF | 4   | 4   | 1   | 1   | 4   | 2   |    | 80     | 4.   |
| 2008   | Renault R28       | N. Piquet     | 06  | DNF | 11  | DNF | DNF | 15  | DNF | DNF | 7   | DNF | 2   | 6   | 11  | DNF | 10  | DNF | 4   | 8   | DNF |    | 80     | 4.   |
| 2009   | Renault R29       |               |     |     |     |     |     |     |     |     |     |     |     |     |     |     |     |     |     |     |     |    | 26     | 8.   |
| 2009   | Renault R29       | F. Alonso     | 07  | 5   | 11  | 9   | 8   | 5   | 7   | 10  | 14  | 7   | DNF | 6   | DNF | 5   | 3   | 10  | DNF | 14  |     |    | 26     | 8.   |
| 2009   | Renault R29       | N. Piquet     | 08  | DNF | 13  | 16  | 10  | 12  | DNF | 16  | 12  | 13  | 12  |     |     |     |     |     |     |     |     |    | 26     | 8.   |
| 2009   | Renault R29       | R. Grosjean   | 08  |     |     |     |     |     |     |     |     |     |     | 15  | DNF | 15  | DNF | 16  | 13  | 18  |     |    | 26     | 8.   |

#### Seit 2016
| Saison | Chassis        | Fahrer        | Nr. | 1   | 2   | 3    | 4   | 5   | 6   | 7   | 8   | 9   | 10  | 11  | 12  | 13  | 14  | 15  | 16  | 17  | 18  | 19  | 20  | 21  | 22  | 23  | 24 | Punkte | Rang |
| ------ | -------------- | ------------- | --- | --- | --- | ---- | --- | --- | --- | --- | --- | --- | --- | --- | --- | --- | --- | --- | --- | --- | --- | --- | --- | --- | --- | --- | -- | ------ | ---- |
| 2016   | Renault R.S.16 |               |     |     |     |      |     |     |     |     |     |     |     |     |     |     |     |     |     |     |     |     |     |     |     |     |    | 8      | 9.   |
| 2016   | Renault R.S.16 | K. Magnussen  | 20  | 12  | 11  | 17   | 7   | 14  | DNF | 16  | 14  | 14  | 17* | 15  | 16  | DNF | 17  | 10  | DNF | 14  | 12  | 17  | 14  | DNF |     |     |    | 8      | 9.   |
| 2016   | Renault R.S.16 | J. Palmer     | 30  | 11  | DNS | 22   | 13  | 13  | DNF | DNF | 15  | 12  | DNF | 12  | 19  | 15  | DNF | 15  | 10  | 12  | 13  | 14  | DNF | 17  |     |     |    | 8      | 9.   |
| 2017   | Renault R.S.17 |               |     |     |     |      |     |     |     |     |     |     |     |     |     |     |     |     |     |     |     |     |     |     |     |     |    | 57     | 6.   |
| 2017   | Renault R.S.17 | N. Hülkenberg | 27  | 11  | 12  | 9    | 8   | 6   | DNF | 8   | DNF | 13  | 6   | 17* | 6   | 13  | DNF | 16  | DNF | DNF | DNF | 10  | 6   |     |     |     |    | 57     | 6.   |
| 2017   | Renault R.S.17 | J. Palmer     | 30  | DNF | 13  | 13   | DNF | 15  | 11  | 11  | DNF | 11  | DNS | 13  | 13  | DNF | 6   | 15  | 12  |     |     |     |     |     |     |     |    | 57     | 6.   |
| 2017   | Renault R.S.17 | C. Sainz      | 55  |     |     |      |     |     |     |     |     |     |     |     |     |     |     |     |     | 7   | DNF | 11  | DNF |     |     |     |    | 57     | 6.   |
| 2018   | Renault R.S.18 |               |     |     |     |      |     |     |     |     |     |     |     |     |     |     |     |     |     |     |     |     |     |     |     |     |    | 122    | 4.   |
| 2018   | Renault R.S.18 | N. Hülkenberg | 27  | 7   | 6   | 6    | DNF | DNF | 8   | 7   | 9   | DNF | 6   | 5   | 12  | DNF | 13  | 10  | 12  | DNF | 6   | 6   | DNF | DNF |     |     |    | 122    | 4.   |
| 2018   | Renault R.S.18 | C. Sainz      | 55  | 10  | 11  | 9    | 5   | 7   | 10  | 8   | 8   | 12  | DNF | 12  | 9   | 11  | 8   | 8   | 17  | 10  | 7   | DNF | 12  | 6   |     |     |    | 122    | 4.   |
| 2019   | Renault R.S.19 |               |     |     |     |      |     |     |     |     |     |     |     |     |     |     |     |     |     |     |     |     |     |     |     |     |    | 91     | 5.   |
| 2019   | Renault R.S.19 | D. Ricciardo  | 03  | DNF | 18* | 7    | DNF | 12  | 9   | 6   | 11  | 12  | 7   | DNF | 14  | 14  | 4   | 14  | DNF | DSQ | 8   | 6   | 6   | 11  |     |     |    | 91     | 5.   |
| 2019   | Renault R.S.19 | N. Hülkenberg | 27  | 7   | 17* | DNF  | 14  | 13  | 13  | 7   | 8   | 13  | 10  | DNF | 12  | 8   | 5   | 9   | 10  | DSQ | 10  | 9   | 15  | 12  |     |     |    | 91     | 5.   |
| 2020   | Renault R.S.20 |               |     |     |     |      |     |     |     |     |     |     |     |     |     |     |     |     |     |     |     |     |     |     |     |     |    | 181    | 5.   |
| 2020   | Renault R.S.20 | D. Ricciardo  | 03  | DNF | 8   | 8    | 4   | 14  | 11  | 4   | 6   | 4   | 5   | 3   | 9   | 3   | 10  | 7   | 5   | 7   |     |     |     |     |     |     |    | 181    | 5.   |
| 2020   | Renault R.S.20 | E. Ocon       | 31  | 8   | DNF | 14   | 6   | 8   | 13  | 5   | 8   | DNF | 7   | DNF | 8   | DNF | 11  | 9   | 2   | 9   |     |     |     |     |     |     |    | 181    | 5.   |
| 2021   | Alpine A521    |               |     |     |     |      |     |     |     |     |     |     |     |     |     |     |     |     |     |     |     |     |     |     |     |     |    | 155    | 5.   |
| 2021   | Alpine A521    | F. Alonso     | 14  | DNF | 10  | 8    | 17  | 13  | 6   | 8   | 9   | 10  | 7   | 4   | 11  | 6   | 8   | 6   | 16  | DNF | 9   | 9   | 3   | 13  | 8   |     |    | 155    | 5.   |
| 2021   | Alpine A521    | E. Ocon       | 31  | 13  | 9   | 7    | 9   | 9   | DNF | 14  | 14  | DNF | 9   | 1   | 7   | 9   | 10  | 14  | 10  | DNF | 13  | 8   | 5   | 4   | 9   |     |    | 155    | 5.   |
| 2022   | Alpine A522    |               |     |     |     |      |     |     |     |     |     |     |     |     |     |     |     |     |     |     |     |     |     |     |     |     |    | 173    | 4.   |
| 2022   | Alpine A522    | F. Alonso     | 14  | 9   | DNF | 17   | DNF | 11  | 9   | 7   | 7   | 9   | 5   | 10  | 6   | 8   | 5   | 6   | DNF | DNF | 7   | 7   | 19* | 5   | DNF |     |    | 173    | 4.   |
| 2022   | Alpine A522    | E. Ocon       | 31  | 7   | 6   | 7    | 14  | 8   | 7   | 12  | 10  | 6   | DNF | 5   | 8   | 9   | 7   | 9   | 11  | DNF | 4   | 11  | 8   | 8   | 7   |     |    | 173    | 4.   |
| 2023   | Alpine A523    |               |     |     |     |      |     |     |     |     |     |     |     |     |     |     |     |     |     |     |     |     |     |     |     |     |    | 120    | 6.   |
| 2023   | Alpine A523    | P. Gasly      | 10  | 9   | 9   | *13* | 14  | 8   | C   | 7   | 10  | 12  | 10  | 18* | DNF | 113 | 3   | 15  | 6   | 10  | 12  | 67  | 11  | 7   | 11  | 13  |    | 120    | 6.   |
| 2023   | Alpine A523    | E. Ocon       | 31  | DNF | 8   | *14* | 15  | 9   | C   | 3   | 8   | 8   | 147 | DNF | DNF | 8   | 10  | DNF | DNF | 9   | 7   | DNF | 10  | 10  | 4   | 12  |    | 120    | 6.   |
| 2024   | Alpine A524    |               |     |     |     |      |     |     |     |     |     |     |     |     |     |     |     |     |     |     |     |     |     |     |     |     |    | 65     | 6.   |
| 2024   | Alpine A524    | P. Gasly      | 10  | 18  | DNF | 13   | 16  | 13  | 12  | 16  | 10  | 9   | 9   | 10  | DNS | DNF | 13  | 9   | 15  | 12  | 17  | 12  | 10  | 37  | DNF | 5   | 7  | 65     | 6.   |
| 2024   | Alpine A524    | E. Ocon       | 31  | 17  | 13  | 16   | 15  | 11  | 10  | 14  | DNF | 10  | 10  | 12  | 16  | 18  | 9   | 15  | 14  | 15  | 13  | 18  | 13  | 2   | 17  | DNF |    | 65     | 6.   |
| 2024   | Alpine A524    | J. Doohan     | 61  |     |     |      |     |     |     |     |     |     |     |     |     |     |     |     |     |     |     |     |     |     |     |     | 15 | 65     | 6.   |
| 2025   | Alpine A525    |               |     |     |     |      |     |     |     |     |     |     |     |     |     |     |     |     |     |     |     |     |     |     |     |     |    | 20     | 10.  |
| 2025   | Alpine A525    | J. Doohan     | 7   | DNF | 13  | 15   | 13  | 17  | DNF |     |     |     |     |     |     |     |     |     |     |     |     |     |     |     |     |     |    | 20     | 10.  |
| 2025   | Alpine A525    | P. Gasly      | 10  | 11  | DSQ | 13   | 7   | DNF | 138 | 13  | DNF | 8   | 15  | 13  | 6   | 10  | 19  |     |     |     |     |     |     |     |     |     |    | 20     | 10.  |
| 2025   | Alpine A525    | F. Colapinto  | 43  |     |     |      |     |     |     | 16  | 13  | 15  | 13  | 15  | DNS | 19  | 18  |     |     |     |     |     |     |     |     |     |    | 20     | 10.  |

## Übersicht des aktuellen Personals
| Aufgabenbereich                  | Name             |
| -------------------------------- | ---------------- |
| Stammfahrer                      | Pierre Gasly     |
| Stammfahrer                      | Franco Colapinto |
| Testfahrer                       | Jack Doohan      |
| Testfahrer                       | Paul Aron        |
| Testfahrer                       | Kush Maini       |
| Teamchef                         | Flavio Briatore  |
| Leiter der Motorenabteilung      | Eric Meignan     |
| Sportdirektor                    | Richard Lockwood |
| Technischer Direktor Engineering | Joe Burnell      |
| Leiter der Fahrzeugleistung      | Chris Dyer       |
| Technischer Direktor Leistung    | Ciaron Pilbeam   |
| Chefstratege                     | Richard Lockwood |
| Chefdesigner                     | Simon Virrill    |
| Technischer Direktor Aerodynamik | Ben Mallock      |
| Chefmechaniker                   | Jason Milligan   |
| Einsatzleiter Rennstrecke        | Dave Greenwood   |
| Performancedirektor              | Karel Loos       |
| Renningenieur Gasly              | John Howard      |
| Renningenieur Colapinto          | Josh Peckett     |
| Geschäftsführer Alpine           | Philippe Krief   |
| Geschäftsführer Renault          | Luca de Meo      |

## Renault als Motorenlieferant

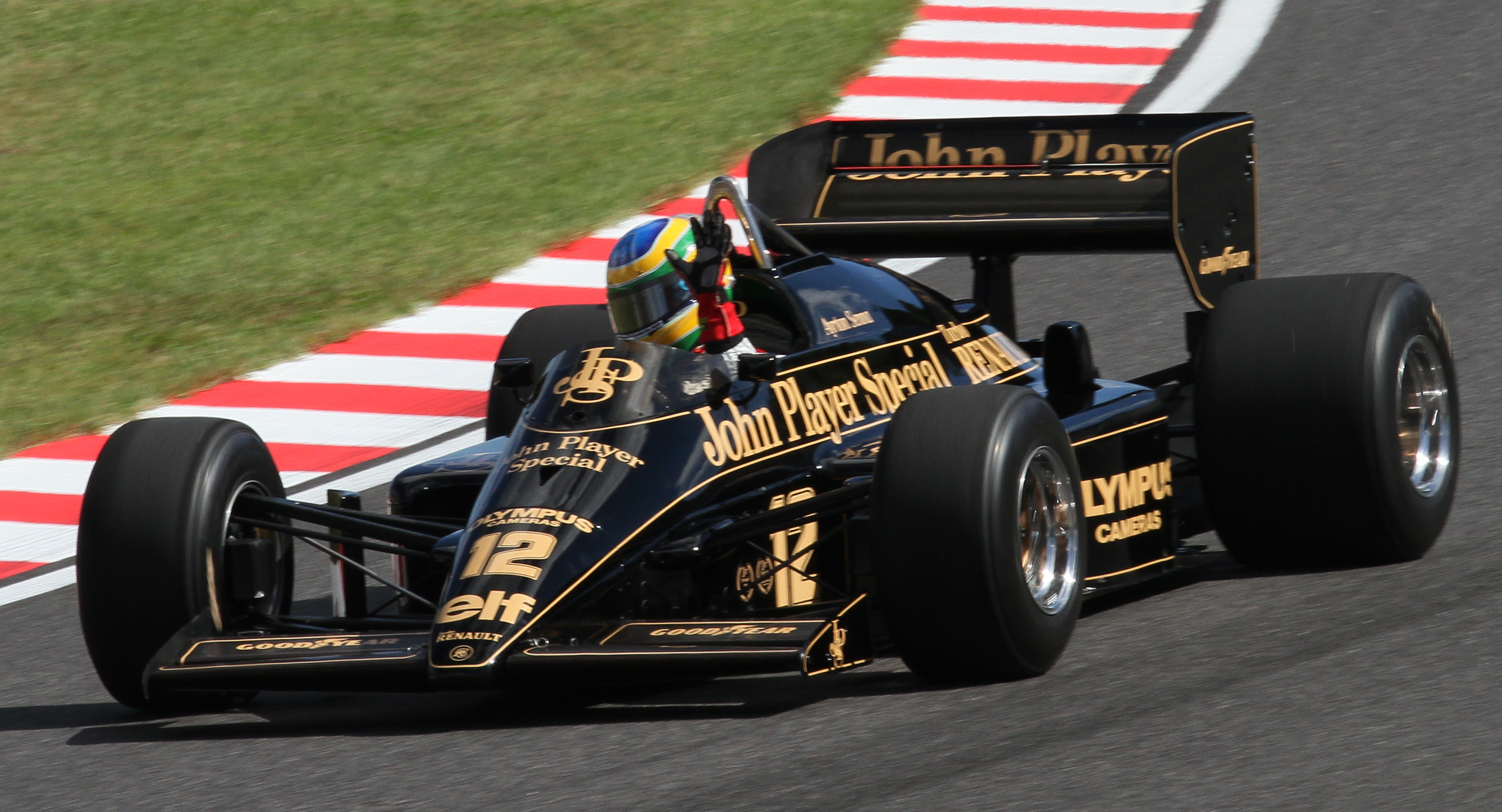
Erfolgreichster Kundenwagen mit Turbomotor: Der Lotus 97T von 1985

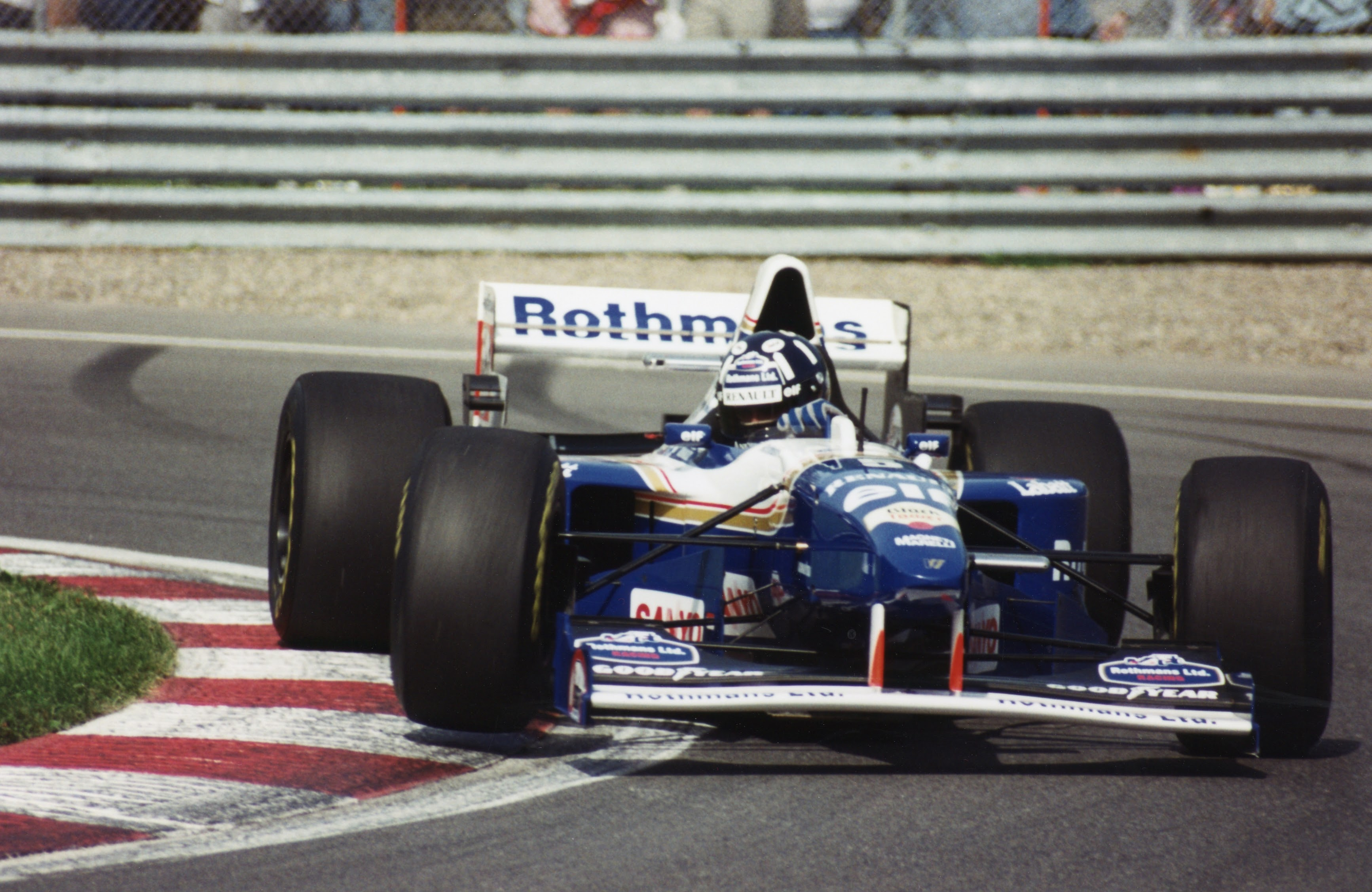
Damon Hill im Williams-Renault beim Großen Preis von Kanada 1995

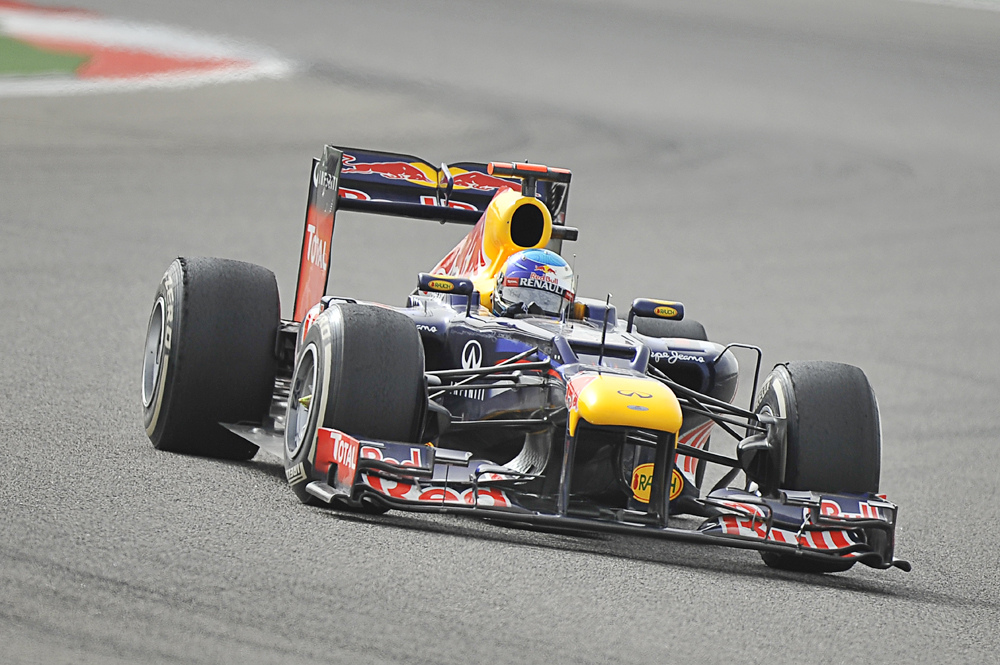
Vierfacher Fahrer- und Konstrukteursweltmeister mit Renault: Red Bull

Renault ist seit 1983 mit nur geringen Unterbrechungen als Motorenlieferant für Kundenteams tätig. Die Erfolge der Kundenteams übertreffen die Ergebnisse des Renault-Werksteams bei weitem.
Neben dem Einsatz des eigenen Teams begann Renault 1983 damit, Kundenmotoren an das Lotus-Team zu liefern. Ein Jahr später kam Ligier als neuer Kunde dazu. Der spätere dreimalige Weltmeister Ayrton Senna erzielte 1985 beim Großen Preis von Portugal neben seinem ersten Grand-Prix-Sieg den ersten Triumph eines Renault-Kundenmotors. Im Lotus-Renault gewann Senna 1985 und 1986 insgesamt vier Rennen und wurde in beiden Saisons WM-Vierter. Elio de Angelis, Sennas Teamkollege 1985, konnte in diesem Jahr ebenfalls ein Rennen gewinnen und kam hinter Senna auf Platz 5 der Fahrerwertung. Auch Ligier blühte mit den Renault-Motoren noch einmal auf; Ligier-Pilot Jacques Laffite, der 1985 nach zwei Saisons bei Williams zum Team zurückkehrte, konnte in beiden Jahren fünf Podestplätze einfahren.
Die Franzosen beschlossen, sich auf ihre Rolle als Motorenlieferant zu konzentrieren und zogen ihr Werksteam Ende 1985 zurück. Einen Teil des Materials übernahm der südfranzösische Rennstall AGS, der daraus ein eigenes ab 1986 eingesetztes Formel-1-Fahrzeug entwickelte, jedoch keinen Renault-Motor verwendete, sondern einen von Motori Moderni. 1986 war neben Lotus und Ligier auch das Tyrrell-Team mit Renault-Motor unterwegs. Dennoch waren die besten Zeiten Tyrrells vorüber, und auch der Vertrag mit Renault führte zu keinen Fortschritten. Nach vier Jahren als Kundenlieferant beendete Renault Ende 1986 sein Formel-1-Engagement und zog sich für zwei Jahre zurück.
1989 kehrte Renault als Motorenlieferant zurück. Neben Williams (1989–1997) belieferten die Franzosen erneut Ligier (1992–1994) und anschließend Benetton (1995–1997) mit V10-Aggregaten. Anfangs reichten die Leistungen der Williams-Renault nur zu Achtungserfolgen, während 1989 noch McLaren-Honda alleine dominierte und 1990 der Titelkampf zwischen McLaren und Ferrari ausgetragen wurde. Mit dem Wechsel von Nigel Mansell zu Williams zur Saison 1991 wendete sich das Blatt aber langsam: Mansell war bereits in diesem Jahr der schärfste Konkurrent des späteren Weltmeisters Ayrton Senna. 1992 schließlich dominierten Mansell und sein Teamkollege Riccardo Patrese die Saison überlegen. 1993 wiederholten Alain Prost, der in seiner letzten Formel-1-Saison zehn Jahre nach seinem Abschied vom Werksteam doch noch einen Titel für Renault gewinnen sollte, und Damon Hill diese Leistung. Die Jahre 1994 und 1995 waren schließlich geprägt vom Duell zwischen Damon Hill im Williams und Michael Schumacher im Benetton, wobei die Saison 1995 somit tatsächlich zwischen zwei Teams mit Renault-Motoren entschieden wurde. Mit dem Wechsel von Schumacher zu Ferrari zur Saison 1996 allerdings büßte Benetton seine kurzzeitige Überlegenheit gegenüber Williams wieder ein, und in den Jahren 1996 und 1997 gewannen erst Hill und dann Jacques Villeneuve jeweils den Fahrertitel für Williams.
Mit Williams und Benetton gewann Renault 75 Grand Prix sowie insgesamt elf Weltmeisterschaften (Fahrer- und Konstrukteurstitel zusammengezählt). Anschließend zog sich das Unternehmen abermals aus der Formel 1 zurück. Um den Fuß dennoch in der Tür zu behalten, ließ Renault die Motoren der Saison 1997 von seinem Entwicklungspartner Mecachrome modifizieren und auf Sparflamme weiterentwickeln. Mangels Alternativen und in der Hoffnung auf eine werksseitige Rückkehr des Automobilkonzerns fuhren die ehemaligen Kundenteams zunächst mit diesen Aggregaten. Da Mecachrome der mit der Formel 1 verbundene Aufwand jedoch bald zu groß wurde, gründete der ehemalige Benetton-Teamchef Flavio Briatore die Firma Supertec, die sich der Entwicklung und Einstellung der Motoren annahm. Supertec belieferte für 15 Millionen Dollar Leasinggebühr neben den bisherigen Mecachrome-Kunden Benetton und Williams auch B·A·R (1999) sowie Arrows (2000). Benetton ließ sich die Aggregate von Sponsor Playlife zahlen, der im Gegenzug die Namensrechte erhielt. Mit dem Kauf des Benetton-Teams durch Renault zu Beginn der Saison 2000 endete allerdings die Verfügbarkeit der Kundenmotoren, nachdem zuvor bereits Williams eine neue, exklusive Motorenpartnerschaft mit BMW eingegangen und B·A·R Technikpartner von Honda geworden waren.
Nach sechs Jahren der exklusiven Nutzung von Renault-Motoren durch Benetton bzw. das Renault-Werksteam wurden ab 2007 wieder weitere Teams mit diesen Motoren ausgerüstet. Einer der Kunden war von 2007 bis 2018 Red Bull Racing. Sie konnten in den zwölf gemeinsamen Saisons 59 Siege und 60 Pole-Positions einfahren. Größte Erfolge der französisch-österreichischen Partnerschaft sind die 4 Weltmeisterschaften in der Konstrukteurswertung und für Sebastian Vettel in der Fahrerwertung 2010, 2011, 2012 und 2013. Außerdem war Renault weiterhin Motorenlieferant von Lotus F1, die den Rennstall 2010 von Renault übernommen hatten. In Abu Dhabi 2012 und Melbourne 2013 konnte Kimi Räikkönen dabei jeweils mit dem Renault-Motor den ersten Platz erzielen. Diese Zusammenarbeit endete 2014, als Lotus F1 auf Mercedes-Motoren umstieg. Weitere Teams, die mit Renault-Motoren beliefert werden, waren von 2011 bis 2014 Caterham und 2012–2013 Williams, wobei der für Williams fahrende Pastor Maldonado 2012 den Großen Preis von Spanien gewann, sowie Toro Rosso 2014 und 2015.
In der zweiten Saisonhälfte 2015 kam es zu Spannungen zwischen Renault und Red Bull, weil Red Bull den Motorenpartner für das im Vergleich zu den Jahren 2009 bis 2013 schwache Abschneiden des Teams verantwortlich machte. Red Bull kündigte im Spätsommer 2015 den Motorenvertrag mit Wirkung zum Jahresende, ohne für 2016 eine verbindliche Aussicht einen Ersatzmotor zu haben. Anderslautenden Medienberichten zufolge wurde der Vertrag nie formell gekündigt. Red Bull bemühte sich in den folgenden Monaten sowohl um Mercedes- als auch um Ferrari- und Honda-Motoren, Als Folge erwog Renault, sich mit Ablauf des Jahres 2015 vollständig aus der Formel 1 zurückzuziehen. Erst Anfang Dezember 2015, nachdem Renault die Übernahme des Lotus-Teams als Basis für ein künftiges eigenes Werksteam beschlossen hatte, einigten sich Red Bull und Renault über eine langfristige Fortsetzung der Motorenpartnerschaft. Red Bull trat danach von 2016 bis 2018 mit Motoren von Renault an, die als TAG Heuer bezeichnet wurden. Von 2018 bis 2020 hatte Renault mit McLaren einen weiteren Kunden, die ab 2021 zu Mercedes zurückkehren.
Ab 2026 will Renault keine eigenen Formel-1-Motoren mehr produzieren.
| 1983 | Lotus         | Lotus 93T Lotus 94T          | Renault-Gordini ER V6 Turbo                 | Elio de Angelis Nigel Mansell                               | 11    | 8.  |  |  |  |  |  |  |  |  |  |  |  |  |  |  |  |  |  |  |
| 1984 | Team Lotus    | Lotus 95T                    | Renault EF4 V6 Turbo                        | Elio de Angelis Nigel Mansell                               | 47    | 3.  |  |  |  |  |  |  |  |  |  |  |  |  |  |  |  |  |  |  |
| 1984 | Ligier        | Ligier JS23B                 | Renault EF4 V6 Turbo                        | Andrea de Cesaris François Hesnault                         | 3     | 9.  |  |  |  |  |  |  |  |  |  |  |  |  |  |  |  |  |  |  |
| 1985 | Team Lotus    | Lotus 97T                    | Renault EF4B V6 Turbo Renault EF15 V6 Turbo | Elio de Angelis Ayrton Senna                                | 71    | 4.  |  |  |  |  |  |  |  |  |  |  |  |  |  |  |  |  |  |  |
| 1985 | Ligier        | Ligier JS25                  | Renault EF4B V6 Turbo                       | Elio de Angelis Jacques Laffite Philippe Streiff            | 23    | 6.  |  |  |  |  |  |  |  |  |  |  |  |  |  |  |  |  |  |  |
| 1985 | Tyrrell       | Tyrrell 014                  | Renault EF4B V6 Turbo                       | Stefan Bellof Martin Brundle Ivan Capelli Philippe Streiff  | 3     | 10. |  |  |  |  |  |  |  |  |  |  |  |  |  |  |  |  |  |  |
| 1986 | Team Lotus    | Lotus 98T                    | Renault EF15B V6 Turbo                      | Johnny Dumfries Ayrton Senna                                | 58    | 3.  |  |  |  |  |  |  |  |  |  |  |  |  |  |  |  |  |  |  |
| 1986 | Ligier        | Ligier JS27                  | Renault EF4B V6 Turbo                       | Philippe Alliot René Arnoux Jacques Laffite                 | 29    | 5.  |  |  |  |  |  |  |  |  |  |  |  |  |  |  |  |  |  |  |
| 1986 | Tyrrell       | Tyrrell 015                  | Renault EF4B V6 Turbo                       | Martin Brundle Philippe Streiff                             | 11    | 7.  |  |  |  |  |  |  |  |  |  |  |  |  |  |  |  |  |  |  |
|      |               |                              |                                             |                                                             |       |     |  |  |  |  |  |  |  |  |  |  |  |  |  |  |  |  |  |  |
| 1989 | Williams      | Williams FW12C Williams FW13 | Renault RS1 V10                             | Thierry Boutsen Riccardo Patrese                            | 77    | 2.  |  |  |  |  |  |  |  |  |  |  |  |  |  |  |  |  |  |  |
| 1990 | Williams      | Williams FW13B               | Renault RS2 V10                             | Thierry Boutsen Riccardo Patrese                            | 57    | 4.  |  |  |  |  |  |  |  |  |  |  |  |  |  |  |  |  |  |  |
| 1991 | Williams      | Williams FW14                | Renault RS3 V10                             | Nigel Mansell Riccardo Patrese                              | 125   | 2.  |  |  |  |  |  |  |  |  |  |  |  |  |  |  |  |  |  |  |
| 1992 | Williams      | Williams FW14B               | Renault RS3C V10 Renault RS4 V10            | Nigel Mansell Riccardo Patrese                              | 164   | 1.  |  |  |  |  |  |  |  |  |  |  |  |  |  |  |  |  |  |  |
| 1992 | Ligier        | Ligier JS37                  | Renault RS3B V10 Renault RS3C V10           | Thierry Boutsen Érik Comas                                  | 6     | 8.  |  |  |  |  |  |  |  |  |  |  |  |  |  |  |  |  |  |  |
| 1993 | Williams      | Williams FW15C               | Renault RS5 V10                             | Damon Hill Alain Prost                                      | 168   | 1.  |  |  |  |  |  |  |  |  |  |  |  |  |  |  |  |  |  |  |
| 1993 | Ligier        | Ligier JS39                  | Renault RS5 V10                             | Mark Blundell Martin Brundle                                | 23    | 5.  |  |  |  |  |  |  |  |  |  |  |  |  |  |  |  |  |  |  |
| 1994 | Williams      | Williams FW16 Williams FW16B | Renault RS6 V10                             | David Coulthard Damon Hill Nigel Mansell Ayrton Senna       | 118   | 1.  |  |  |  |  |  |  |  |  |  |  |  |  |  |  |  |  |  |  |
| 1994 | Ligier        | Ligier JS39B                 | Renault RS6 V10                             | Éric Bernard Johnny Herbert Franck Lagorce Olivier Panis    | 13    | 6.  |  |  |  |  |  |  |  |  |  |  |  |  |  |  |  |  |  |  |
| 1995 | Williams      | Williams FW17 Williams FW17B | Renault RS7 V10                             | David Coulthard Damon Hill                                  | 112   | 2.  |  |  |  |  |  |  |  |  |  |  |  |  |  |  |  |  |  |  |
| 1995 | Benetton      | Benetton B195                | Renault RS7 V10                             | Johnny Herbert Michael Schumacher                           | 137   | 1.  |  |  |  |  |  |  |  |  |  |  |  |  |  |  |  |  |  |  |
| 1996 | Williams      | Williams FW18                | Renault RS8 V10                             | Damon Hill Jacques Villeneuve                               | 175   | 1.  |  |  |  |  |  |  |  |  |  |  |  |  |  |  |  |  |  |  |
| 1996 | Benetton      | Benetton B196                | Renault RS8 V10                             | Jean Alesi Gerhard Berger                                   | 68    | 3.  |  |  |  |  |  |  |  |  |  |  |  |  |  |  |  |  |  |  |
| 1997 | Williams      | Williams FW19                | Renault RS9 V10                             | Heinz-Harald Frentzen Jacques Villeneuve                    | 123   | 1.  |  |  |  |  |  |  |  |  |  |  |  |  |  |  |  |  |  |  |
| 1997 | Benetton      | Benetton B197                | Renault RS9 V10                             | Jean Alesi Gerhard Berger Alexander Wurz                    | 67    | 3.  |  |  |  |  |  |  |  |  |  |  |  |  |  |  |  |  |  |  |
| 1998 | Williams      | Williams FW20                | Mecachrome GC 37-01 V10                     | Heinz-Harald Frentzen Jacques Villeneuve                    | 38    | 3.  |  |  |  |  |  |  |  |  |  |  |  |  |  |  |  |  |  |  |
| 1998 | Benetton      | Benetton B198                | Playlife GC 37-01 V10                       | Giancarlo Fisichella Alexander Wurz                         | 33    | 5.  |  |  |  |  |  |  |  |  |  |  |  |  |  |  |  |  |  |  |
| 1999 | Williams      | Williams FW21                | Supertec FB01                               | Ralf Schumacher Alessandro Zanardi                          | 35    | 5.  |  |  |  |  |  |  |  |  |  |  |  |  |  |  |  |  |  |  |
| 1999 | Benetton      | Benetton B199                | Playlife FB01                               | Giancarlo Fisichella Alexander Wurz                         | 16    | 6.  |  |  |  |  |  |  |  |  |  |  |  |  |  |  |  |  |  |  |
| 1999 | BAR           | BAR 01                       | Supertec FB01                               | Mika Salo Jacques Villeneuve Ricardo Zonta                  | 16    | 6.  |  |  |  |  |  |  |  |  |  |  |  |  |  |  |  |  |  |  |
| 2000 | Benetton      | Benetton B200                | Playlife FB02                               | Giancarlo Fisichella Alexander Wurz                         | 20    | 4.  |  |  |  |  |  |  |  |  |  |  |  |  |  |  |  |  |  |  |
| 2000 | Arrows        | Arrows A21                   | Supertec FB02                               | Pedro de la Rosa Jos Verstappen                             | 7     | 7.  |  |  |  |  |  |  |  |  |  |  |  |  |  |  |  |  |  |  |
|      |               |                              |                                             |                                                             |       |     |  |  |  |  |  |  |  |  |  |  |  |  |  |  |  |  |  |  |
| 2007 | Red Bull      | Red Bull RB3                 | Renault RS27 V8                             | David Coulthard Mark Webber                                 | 24    | 5.  |  |  |  |  |  |  |  |  |  |  |  |  |  |  |  |  |  |  |
| 2008 | Red Bull      | Red Bull RB4                 | Renault RS27 V8                             | David Coulthard Mark Webber                                 | 29    | 7.  |  |  |  |  |  |  |  |  |  |  |  |  |  |  |  |  |  |  |
| 2009 | Red Bull      | Red Bull RB5                 | Renault RS27 V8                             | Sebastian Vettel Mark Webber                                | 153,5 | 2.  |  |  |  |  |  |  |  |  |  |  |  |  |  |  |  |  |  |  |
| 2010 | Red Bull      | Red Bull RB6                 | Renault RS27-2010 V8                        | Sebastian Vettel Mark Webber                                | 498   | 1.  |  |  |  |  |  |  |  |  |  |  |  |  |  |  |  |  |  |  |
| 2011 | Red Bull      | Red Bull RB7                 | Renault RS27-2011 V8                        | Sebastian Vettel Mark Webber                                | 650   | 1.  |  |  |  |  |  |  |  |  |  |  |  |  |  |  |  |  |  |  |
| 2011 | Lotus Renault | Renault R31                  | Renault RS27-2011 V8                        | Nick Heidfeld Witali Petrow Bruno Senna                     | 73    | 5.  |  |  |  |  |  |  |  |  |  |  |  |  |  |  |  |  |  |  |
| 2011 | Lotus Racing  | Lotus T128                   | Renault RS27-2011 V8                        | Karun Chandhok Heikki Kovalainen Jarno Trulli               | 0     | 10. |  |  |  |  |  |  |  |  |  |  |  |  |  |  |  |  |  |  |
| 2012 | Red Bull      | Red Bull RB8                 | Renault RS27-2012 V8                        | Sebastian Vettel Mark Webber                                | 460   | 1.  |  |  |  |  |  |  |  |  |  |  |  |  |  |  |  |  |  |  |
| 2012 | Lotus F1 Team | Lotus E20                    | Renault RS27-2012 V8                        | Jérôme D’Ambrosio Romain Grosjean Kimi Räikkönen            | 303   | 4.  |  |  |  |  |  |  |  |  |  |  |  |  |  |  |  |  |  |  |
| 2012 | Williams      | Williams FW34                | Renault RS27-2012 V8                        | Pastor Maldonado Bruno Senna                                | 76    | 8.  |  |  |  |  |  |  |  |  |  |  |  |  |  |  |  |  |  |  |
| 2012 | Caterham      | Caterham CT01                | Renault RS27-2012 V8                        | Heikki Kovalainen Witali Petrow                             | 0     | 10. |  |  |  |  |  |  |  |  |  |  |  |  |  |  |  |  |  |  |
| 2013 | Red Bull      | Red Bull RB9                 | Renault RS27-2013 V8                        | Sebastian Vettel Mark Webber                                | 596   | 1.  |  |  |  |  |  |  |  |  |  |  |  |  |  |  |  |  |  |  |
| 2013 | Lotus F1 Team | Lotus E21                    | Renault RS27-2013 V8                        | Romain Grosjean Heikki Kovalainen Kimi Räikkönen            | 315   | 4.  |  |  |  |  |  |  |  |  |  |  |  |  |  |  |  |  |  |  |
| 2013 | Williams      | Williams FW35                | Renault RS27-2013 V8                        | Pastor Maldonado Bruno Senna                                | 5     | 9.  |  |  |  |  |  |  |  |  |  |  |  |  |  |  |  |  |  |  |
| 2013 | Caterham      | Caterham CT03                | Renault RS27-2013 V8                        | Giedo van der Garde Charles Pic                             | 0     | 11. |  |  |  |  |  |  |  |  |  |  |  |  |  |  |  |  |  |  |
| 2014 | Red Bull      | Red Bull RB10                | Renault Energy F1 2014                      | Daniel Ricciardo Sebastian Vettel                           | 405   | 2.  |  |  |  |  |  |  |  |  |  |  |  |  |  |  |  |  |  |  |
| 2014 | Toro Rosso    | Toro Rosso STR9              | Renault Energy F1 2014                      | Daniil Kwjat Jean-Éric Vergne                               | 30    | 7.  |  |  |  |  |  |  |  |  |  |  |  |  |  |  |  |  |  |  |
| 2014 | Lotus F1 Team | Lotus E22                    | Renault Energy F1 2014                      | Romain Grosjean Pastor Maldonado                            | 10    | 8.  |  |  |  |  |  |  |  |  |  |  |  |  |  |  |  |  |  |  |
| 2014 | Caterham      | Caterham CT05                | Renault Energy F1 2014                      | Marcus Ericsson Kamui Kobayashi André Lotterer Will Stevens | 0     | 11. |  |  |  |  |  |  |  |  |  |  |  |  |  |  |  |  |  |  |
| 2015 | Red Bull      | Red Bull RB11                | Renault Energy F1 2015                      | Daniil Kwjat Daniel Ricciardo                               | 187   | 4.  |  |  |  |  |  |  |  |  |  |  |  |  |  |  |  |  |  |  |
| 2015 | Toro Rosso    | Toro Rosso STR10             | Renault Energy F1 2015                      | Carlos Sainz jr. Max Verstappen                             | 67    | 7.  |  |  |  |  |  |  |  |  |  |  |  |  |  |  |  |  |  |  |
| 2016 | Red Bull      | Red Bull RB12                | Tag Heuer Renault R.E.16                    | Daniil Kwjat Daniel Ricciardo Max Verstappen                | 468   | 2.  |  |  |  |  |  |  |  |  |  |  |  |  |  |  |  |  |  |  |
| 2017 | Red Bull      | Red Bull RB13                | Tag Heuer Renault R.E.17                    | Daniel Ricciardo Max Verstappen                             | 368   | 3.  |  |  |  |  |  |  |  |  |  |  |  |  |  |  |  |  |  |  |
| 2017 | Toro Rosso    | Toro Rosso STR12             | Renault R.E 17                              | Pierre Gasly Brendon Hartley Daniil Kwjat Carlos Sainz jr.  | 53    | 7.  |  |  |  |  |  |  |  |  |  |  |  |  |  |  |  |  |  |  |
| 2018 | Red Bull      | Red Bull RB14                | Tag Heuer Renault R.E.18                    | Daniel Ricciardo Max Verstappen                             | 419   | 3.  |  |  |  |  |  |  |  |  |  |  |  |  |  |  |  |  |  |  |
| 2018 | McLaren       | McLaren MCL33                | Renault R.E.18                              | Fernando Alonso Stoffel Vandoorne                           | 62    | 6.  |  |  |  |  |  |  |  |  |  |  |  |  |  |  |  |  |  |  |
| 2019 | McLaren       | McLaren MCL34                | Renault E-Tech 19                           | Lando Norris Carlos Sainz jr.                               | 145   | 4.  |  |  |  |  |  |  |  |  |  |  |  |  |  |  |  |  |  |  |
| 2020 | McLaren       | McLaren MCL35                | Renault E-Tech 20                           | Lando Norris Carlos Sainz jr.                               | 202   | 3.  |  |  |  |  |  |  |  |  |  |  |  |  |  |  |  |  |  |  |